# Liste de sites et cultures archéologiques en Sibérie
Cette liste de sites et cultures archéologiques en Sibérie recense la plupart des sites et cultures archéologiques en Sibérie.
Elle exclut ce qui concerne spécifiquement les aires géographiques voisines (Russie européenne, Caucase, Asie centrale, Mongolie, Chine).
Elle inclut les cultures chevauchantes ou nomades, selon la définition de la Sibérie, restrictive (Oural-Pacifique) ou extensive (Asie du Nord, Eurasie russe, Mandchourie).
Elle évolue avec les progrès des connaissances, et surtout des traductions à partir du russe.

## Contextes
La Russie européenne est en grande partie la partie orientale de la plaine d'Europe orientale (bassins de la Volga, du Dniepr, du Don, de la Petchora…, terres noires (tchernoziom) à céréales). La chaîne montagneuse de l’Oural marque la limite géographique traditionnelle Europe-Asie.
Les districts fédéraux de Russie européenne sont : du Nord-Ouest (Saint-Péterbourg), central (Moscou), de la Volga  (Nijni-Novgorod), du Sud et de Crimée (Rostov-sur-le-Don), du Caucase du Nord (Piatigorsk).

### Géographie et climats
- Asie du Nord = Sibérie (Russie d’Asie) + Extrême-Orient russe + éventuellement Mandchourie et Mongolie
- Géographie de la Russie, géographie de la Sibérie (catégorie) (en)

Les grandes régions de Russie à l’Est de l’Oural sont :
- plaine de Sibérie occidentale entre Oural et Iénisseï
- plateau de Sibérie centrale entre Iénisseï et Léna, climat extrême
- plaine de Sibérie orientale (Iakoutie, Yana-Kolyma)
- plaine centrale de la Yakoutie (en)
- plaine de Sibérie du Nord (en) (Taïmyrie, Krasnoïarsk)
- montagnes de Sibérie orientale (en) (Iakoutie, Béringie, Kolyma)
- montagnes de Sibérie du Sud (en) : Altaï, monts Baïkal, monts Saïan, dépression de Minoussinsk, bassin de Touva, frontière mongole

Dans l’écozone paléarctique (vieux monde eurasiate, proche-oriental et nord-africain), les principaux biomes et écorégions terrestres en Sibérie sont :
- - le désert polaire,
  - la taïga (dont taïga de Sibérie orientale) et forêts boréales,
  - la toundra (dont toundra forestière, toundra d'altitude et taïga de l'Oural),
  - les forêts mixtes (sarmatiques, de Mandchourie), forêts de conifères et mixtes, forêts décidues et steppe du bassin du Tarim, forêts mixtes des Kouriles et de Sakhaline…
  - la steppe : steppe et semi-désert de l'Altaï, steppe boisée de Transbaïkalie, steppe boisée kazakhe, prairie mongole et mandchoue, steppe herbacée de l'Amour…

Pour davantage d'informations, consulter la liste d'écorégions en Russie (en).

### Zones territoriales administratives
Sont donc concernés essentiellement
- la plaine de Sibérie occidentale # district fédéral de l'Oural (Iekaterinbourg, ±1,8 millions de km2 pour 12,5 millions d’habitants), et partie du district militaire central,
- le plateau de Sibérie centrale # district fédéral sibérien (Novossibirsk, ±4,3 Mkm2 pour ± 17,2 Ms d’habitants), et partie du district militaire central,
- l'extrême-Orient russe #, district fédéral extrême-oriental (Vladivostok, ±7 Mkm2, pour ±8Ms d'habitants) # district militaire est, dont Mandchourie-Extérieure (Transcathay / Zelenyi Klyn / Zakytaishchyna)).

Il convien(drai)t d’ajouter, à ces trois districts asiatiques (environ 13 Mkm2 et 40 millions d’habitants), parmi les marges occidentales (est-européennes) de l’Oural, une partie du district fédéral du Nord-Ouest (oblast d'Arkhangelsk, Komis (Zyrianes / Zyriènes), Nénétsie), une partie du district fédéral de la Volga (Bachkirie, Perm, Maris, Mordovie, Oblast d'Orenbourg, Oudmourtie).
Une approche complémentaire serait de traiter séparément la région du nord de la Russie (au nord du cercle polaire arctique).
Sont donc exclus en principe : Russie européenne, Caucase, Asie centrale.

### Peuples et langues
Les formules colonisation slave du nord-est de la Russie, puis conquête de la Sibérie (par les Russes) signifient qu’au moins à une époque pas si ancienne toute une partie des territoires de la Russie actuelle était occupée par des peuples indigènes de Sibérie et/ou populations de Sibérie et de l'Extrême-Orient russe, non russophones, et qui ont développé leurs propres langues et cultures avant l'intervention russe.
Les langues indo-européennes sont exclues de ce périmètre, sauf à supposer que les langues balto-slaves ont un substrat linguistique ouralien.
Les origines des proto-Indo-Européens (PIE), locuteurs de l’indo-européen commun, restent discutées, et sont abordées dans d'autres articles, dont Indo-Européens, hypothèse kourgane, Sakas.
La Sibérie semblerait, à première vue, globalement, un monde turco-mongol. La réalité paraît plus complexe.
Les langues ouralo-altaïques sont généralement classées ainsi :
- langues ouraliennes (20 millions de locuteurs vers 2020, dérivant de l’hypothétique proto-ouralien (7000-2000), origine proto-ouralienne (en))
  - langues finno-ougriennes (parlées par les peuples finno-ougriens, Société finno-ougrienne) : khanty, mansi, komi, oudmourte, mari…
  - langues samoyèdes (40 000 locuteurs) : énètse, nénètse, nganassane…
- langues altaïques
  - langues turciques (tamga, sceau-monogramme de peuples turciques des steppes)
    - langues turques sibériennes, dont iakoute, touvain, dolgane, khakasse, tchoulym

  - langues serbi-mongoles (regroupement hypothétique)
  - langues mongoliques
    - moyen mongol (Mandchourie), khalkha, tchakhar, oïrate, kalmouk, bouriate, daur, moghol
    - langues para-mongoles, dont rouran, khitan, serbi, awar…

Les langues toungouses (peut-être encore 100 000 locuteurs en 2024) semblent, après la quasi-disparition du mandchou, un isolat (evenki, évène, nanaï, oultche), souvent rapproché du domaine turco-mongol.
Les Paléo-Sibériens désigneraient les peuples parlant des langues paléo-sibériennes (1883), ou paléo-asiatiques, appartenant aux langues eurasiatiques (2001), sans aucun autre rattachement évident, et qui comprendraient :
- les langues eskimo-aléoutes,
- les langues ienisseïennes, dont ket, youge kott, arine, assane, poumpokole,
- les langues tchouktches-kamtchadales, dont tchouktche, alioutor, koriak, kerek, itelmène,
- l’isolat nivkhe-guiliak.

L'École de linguistique comparée de Moscou (en) a développé le concept de langues nostratiques, qui supposerait une redéfinition complète des familles linguistiques.

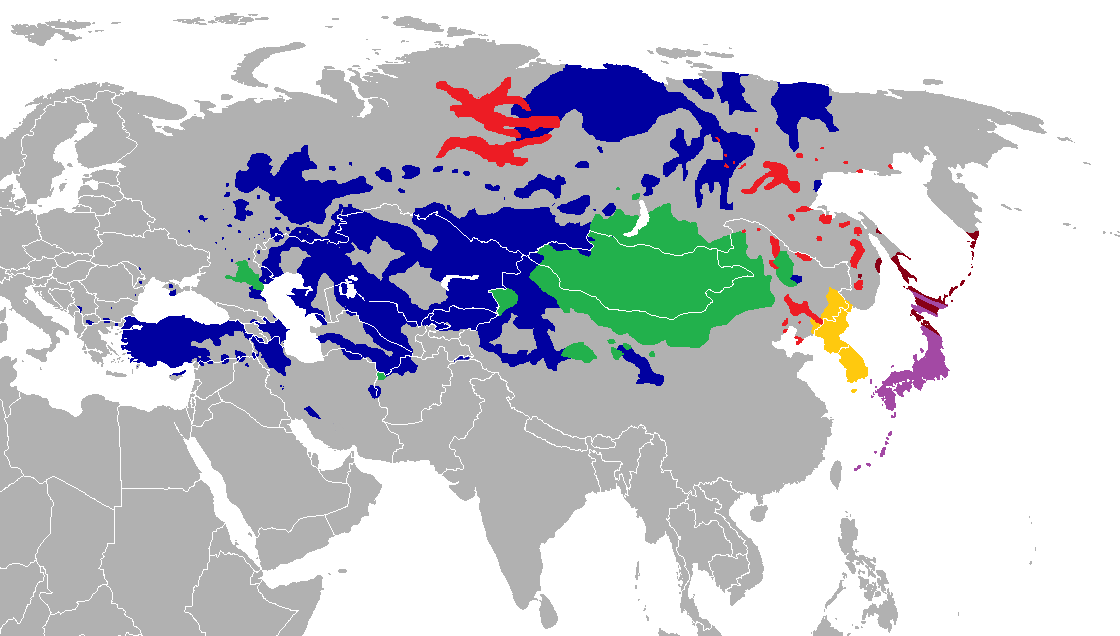
Langues altaïques
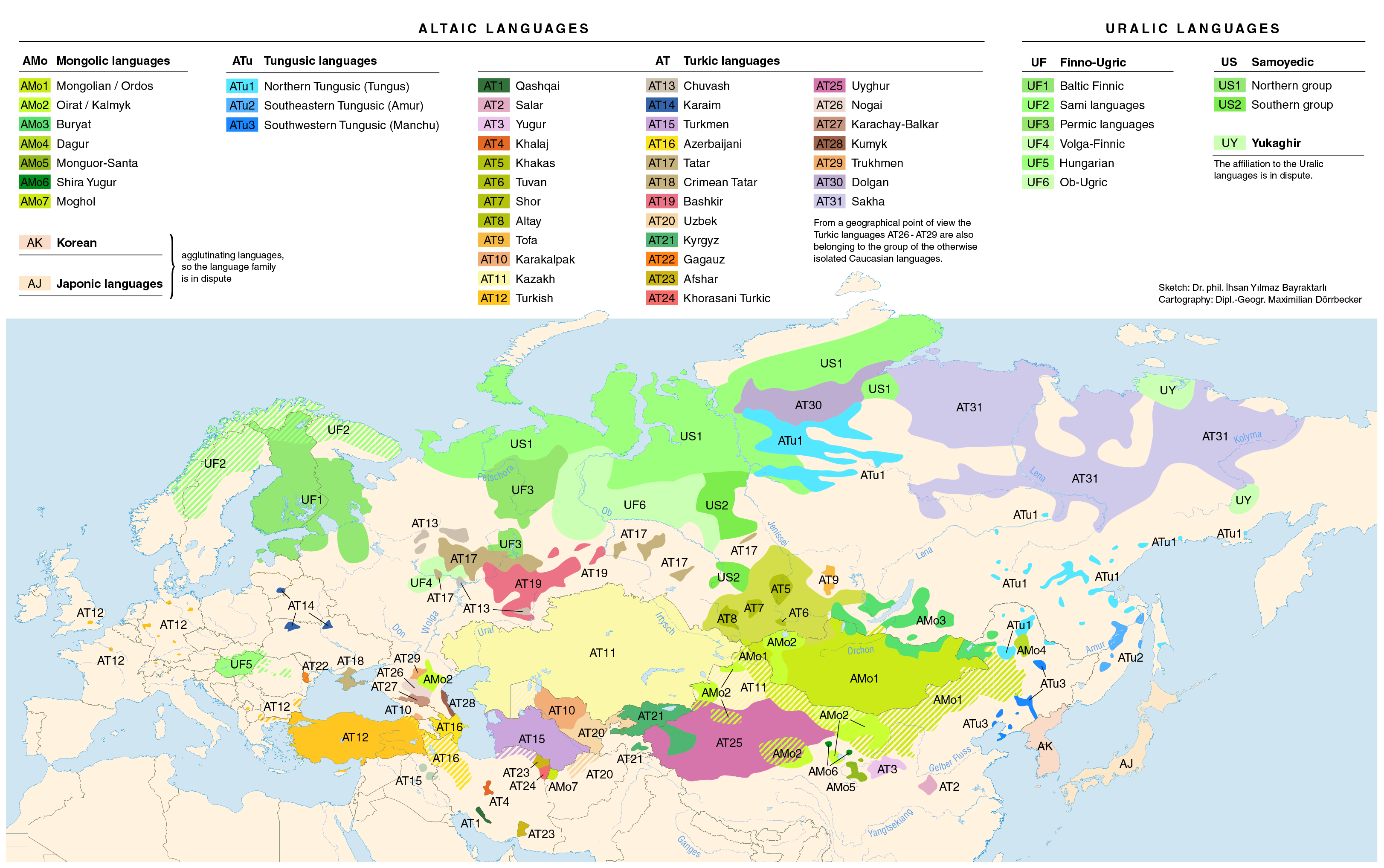
Langues altaïques, turciques et ouraliennes
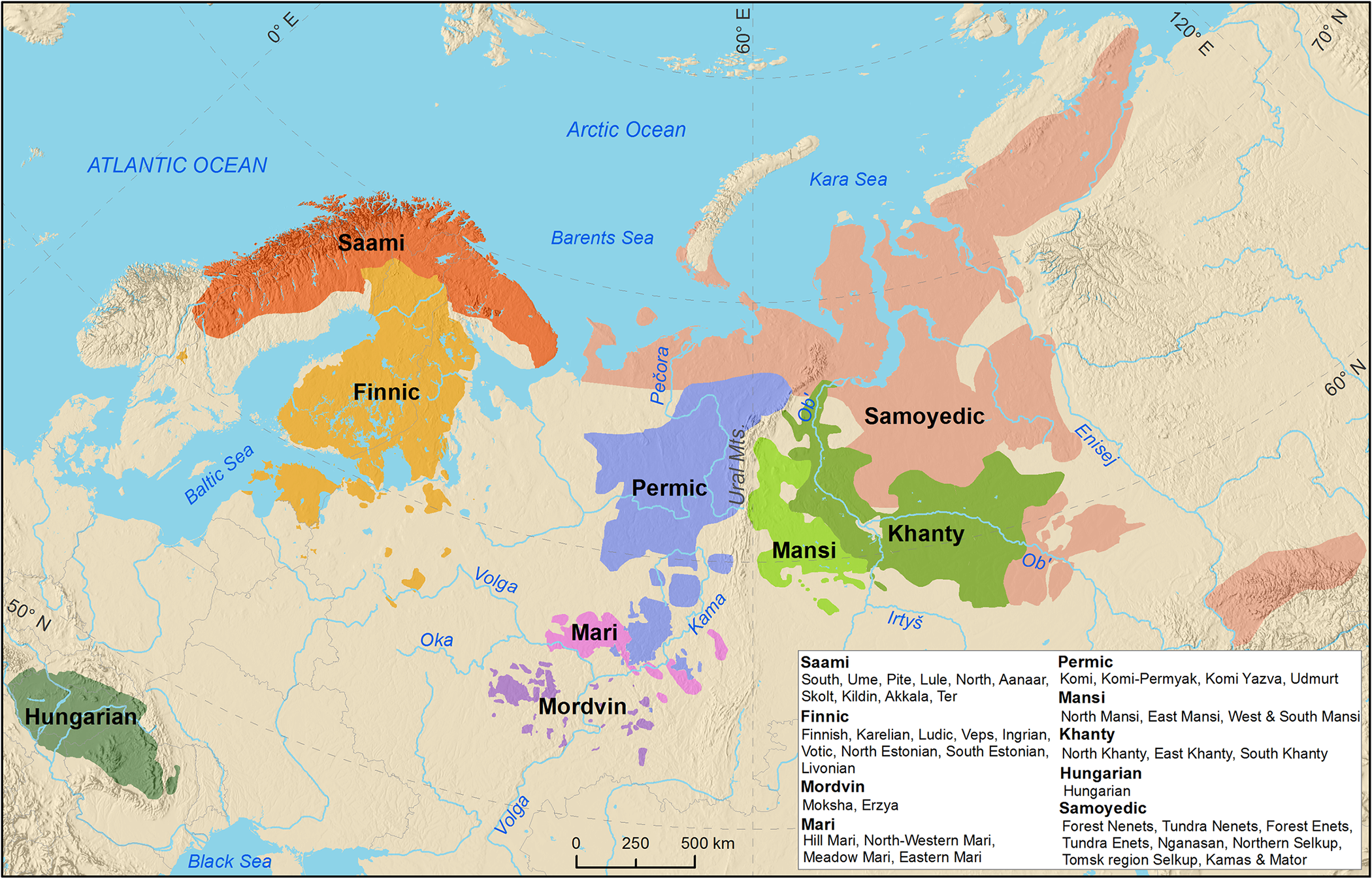
Langues ouraliennes, vers 1900
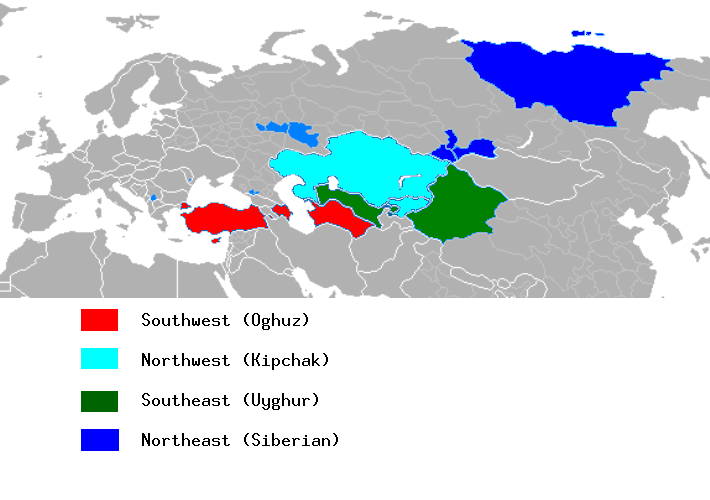
Groupes de langues turciques
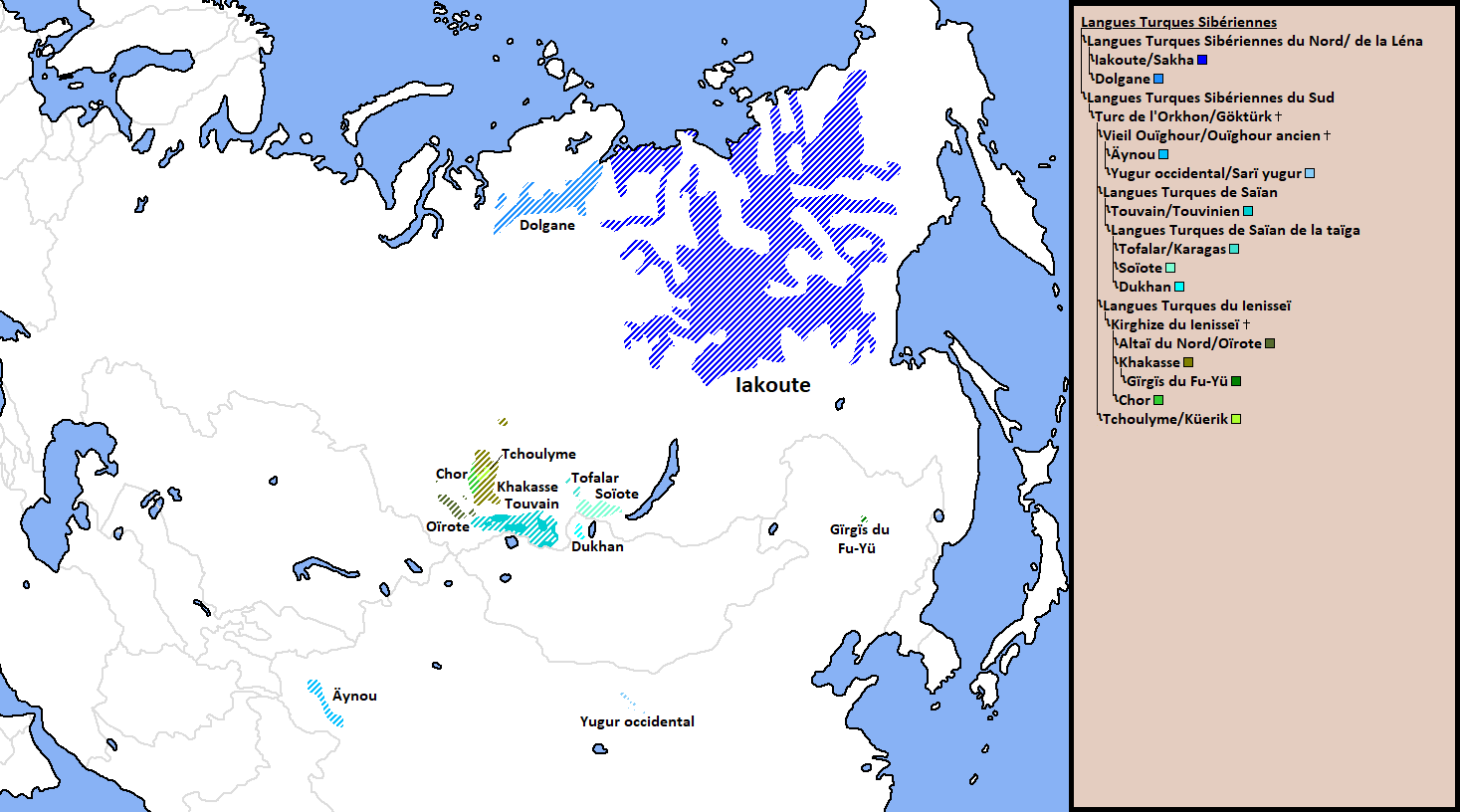
Langues turques sibériennes

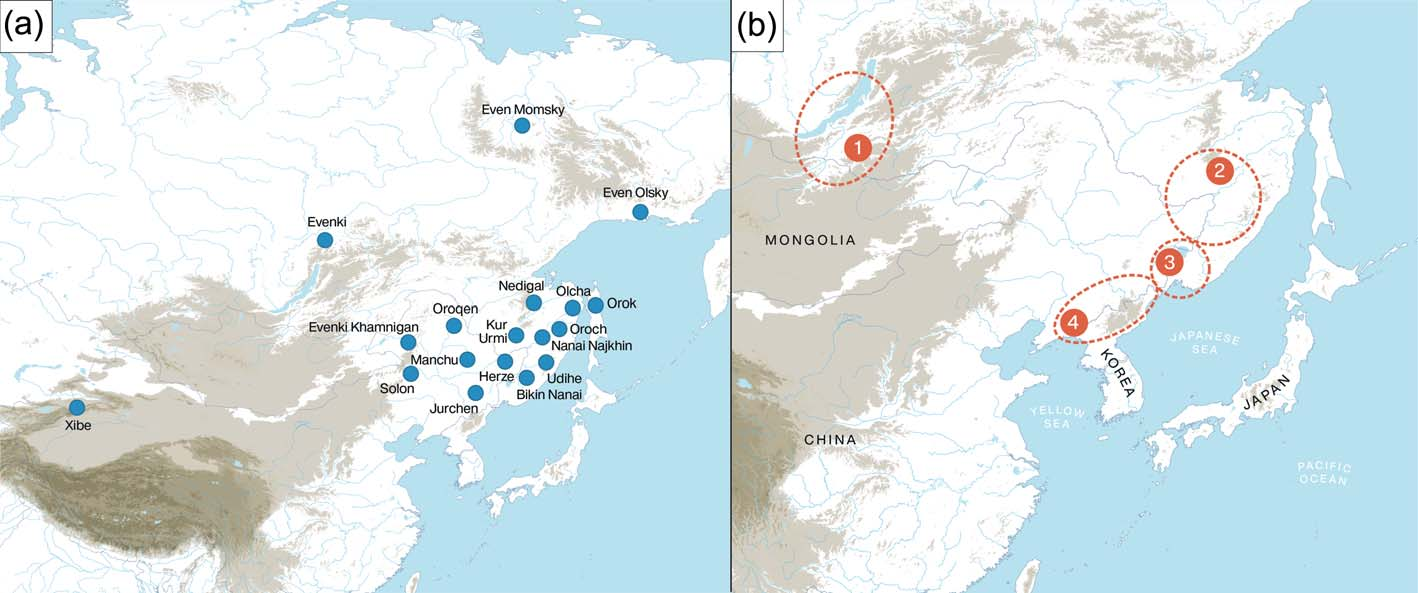
Langues toungouses
Langues yukaghir
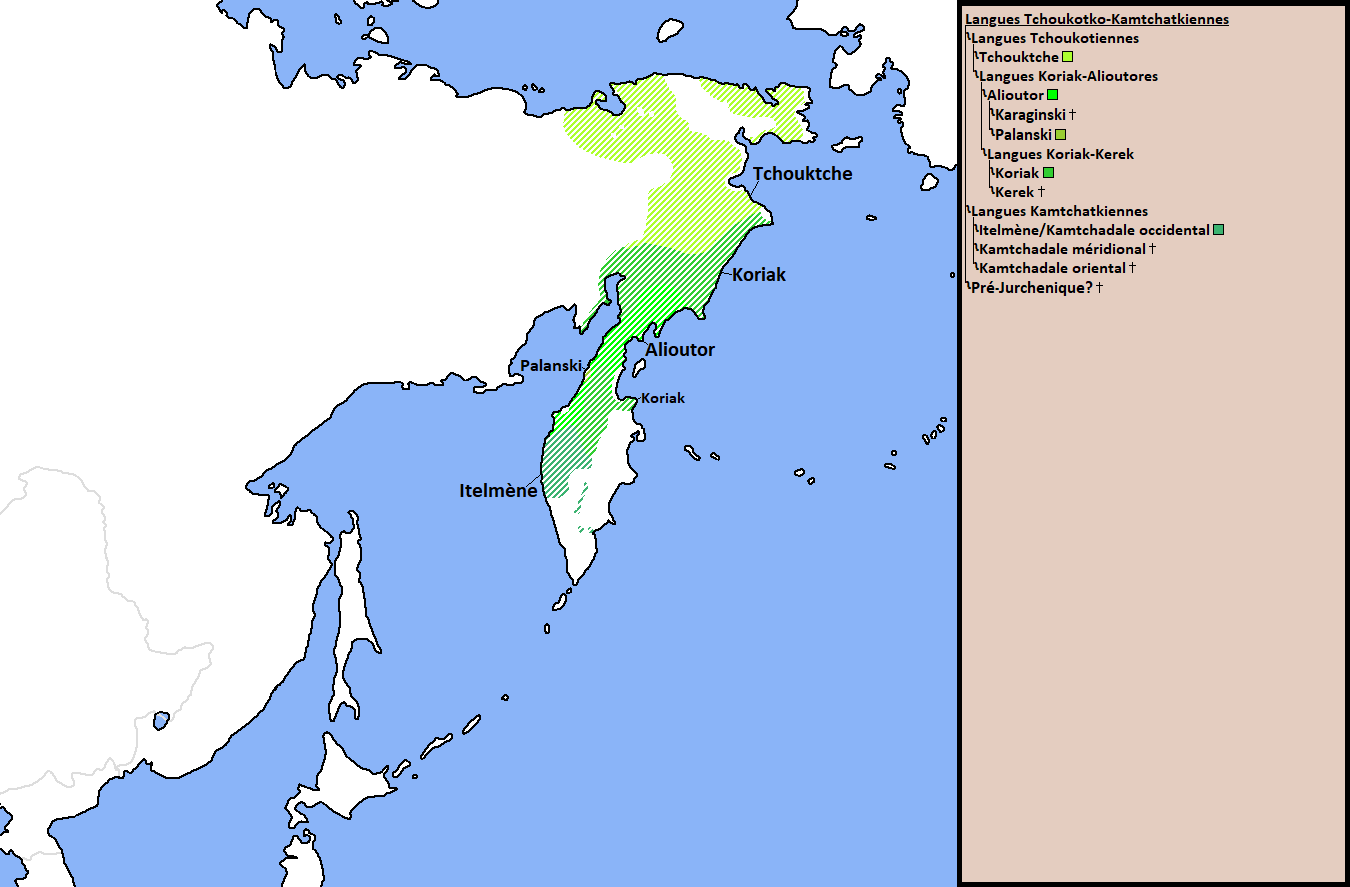
Langues tchouktches-kamtchadales
Langue nivkhe
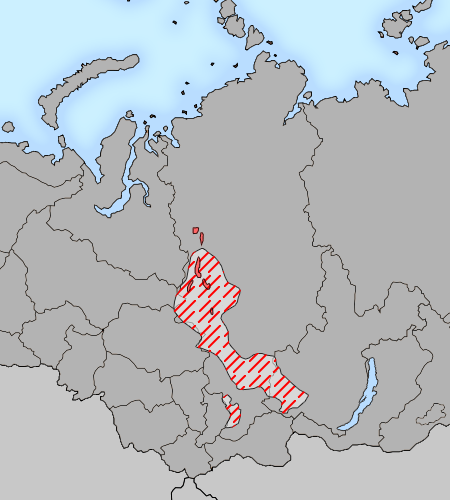
Langues ienisseïennes

## Préhistoire
L’avant-dernière glaciation (en)  (PGP) date de 194-135 ka (194 000-135 000 ans avant le présent).
La dernière période glaciaire (LGP) date de 115 ka à 11,7 ka, avec un dernier maximum glaciaire vers 21 000 avant le présent, détermine les territoires habités par les hommes.

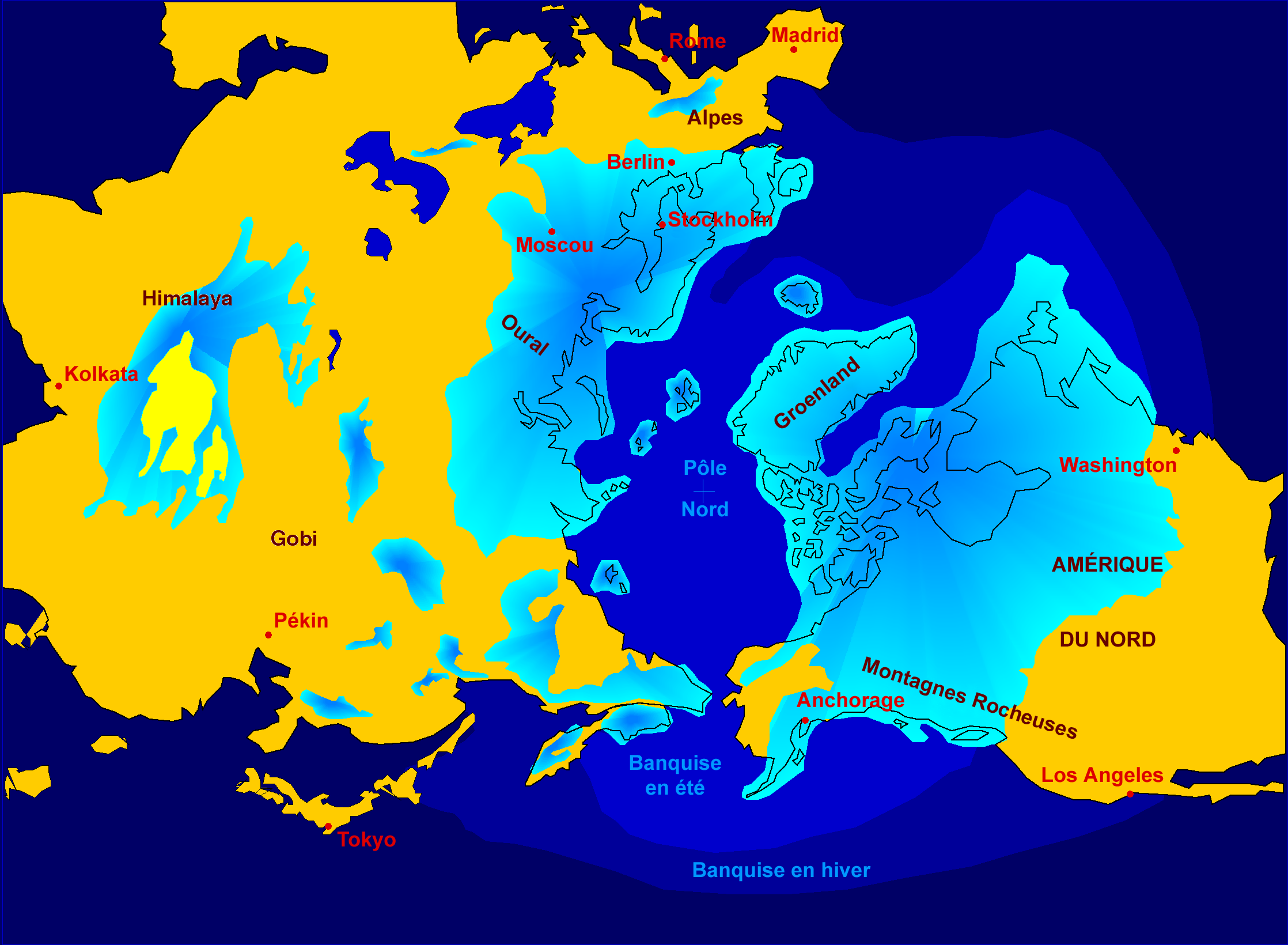
Inlandsis, calotte polaire arctique, hémisphère nord, à la dernière glaciation
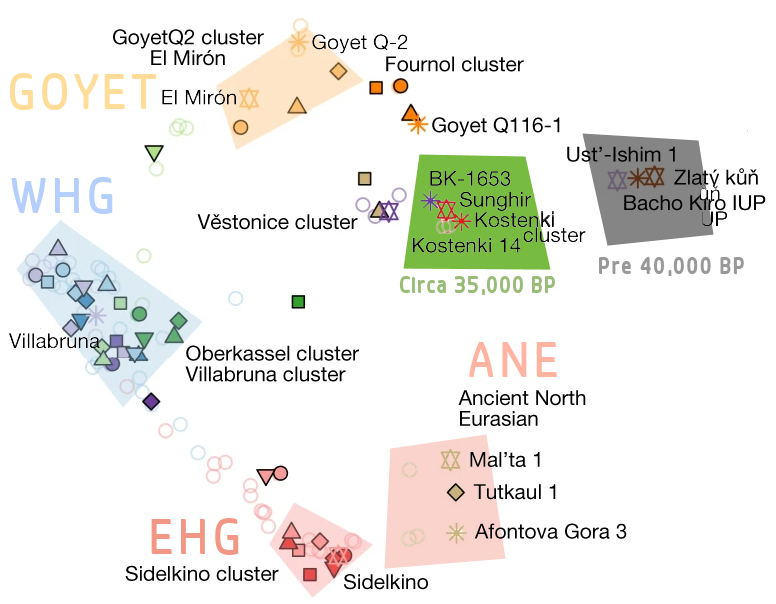
ANE/EHG (Chasseurs-cueilleurs de l'Est), paléolithique-néolithique
Dispersion ANE (Anciens Nord-Eurasiens)
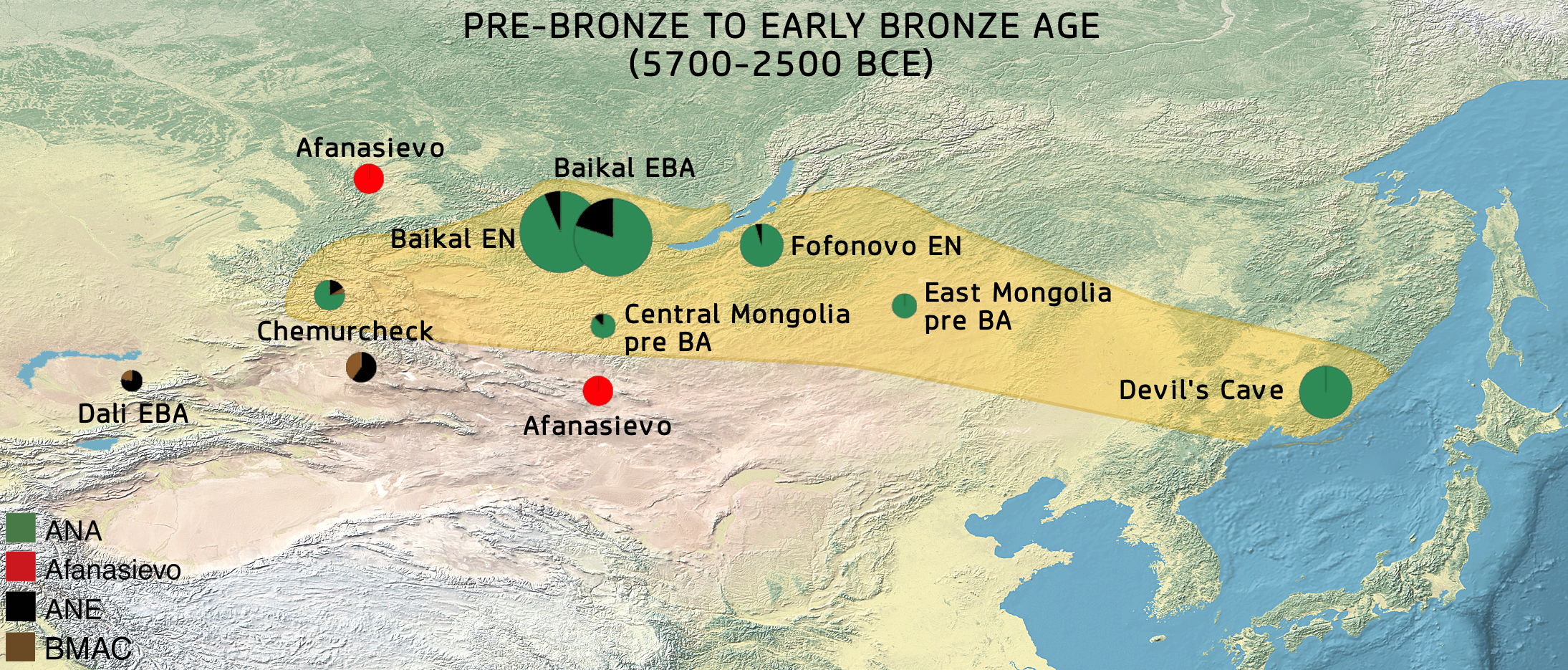
Ancient Northeast Asian (ANA), 5700-2500 avant notre ère
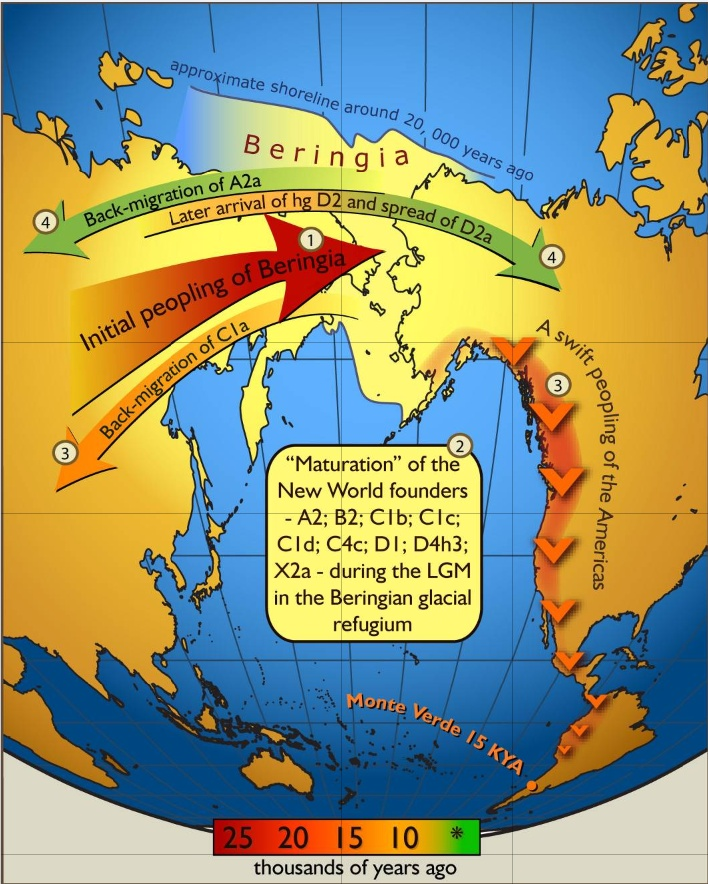
Flux en Béringie

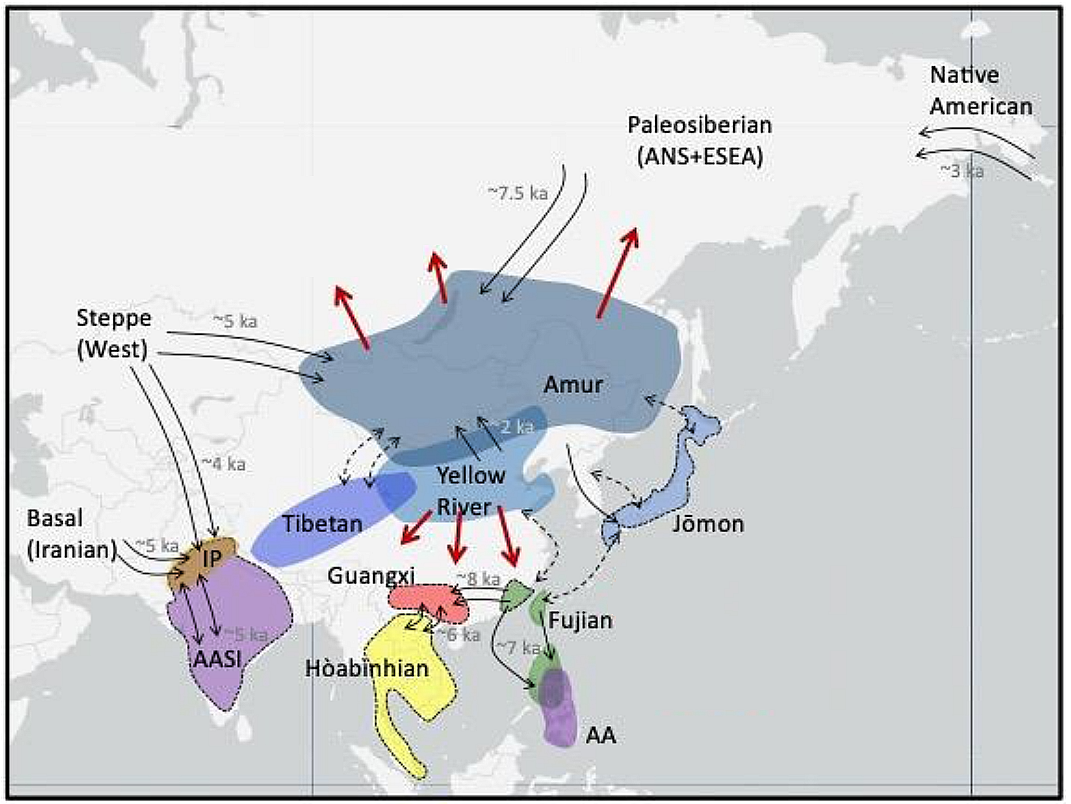
Ancient Northern East Asian / ANEA / NEA, 19-9 ka
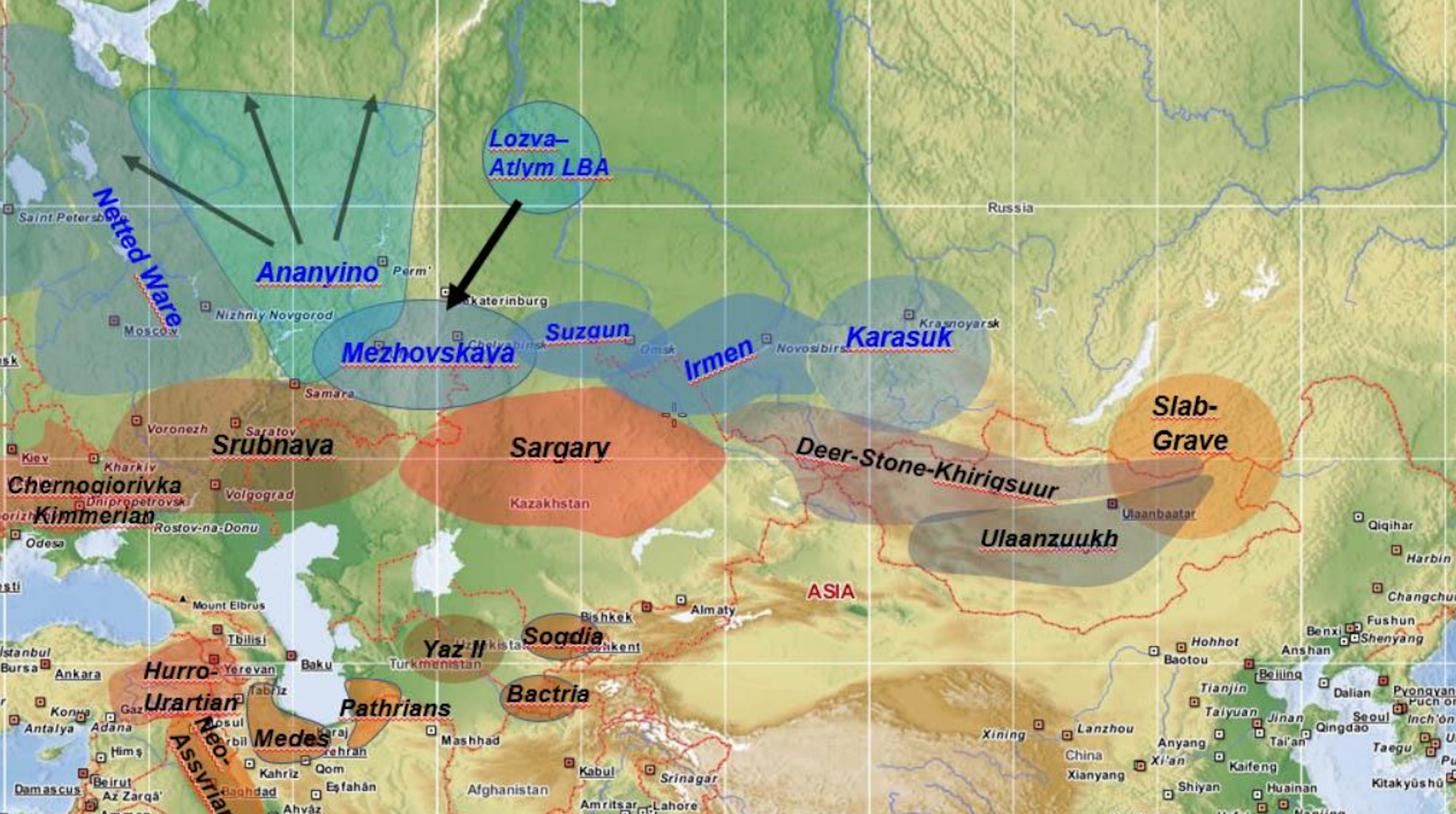
Bronze tardif (1500-750)
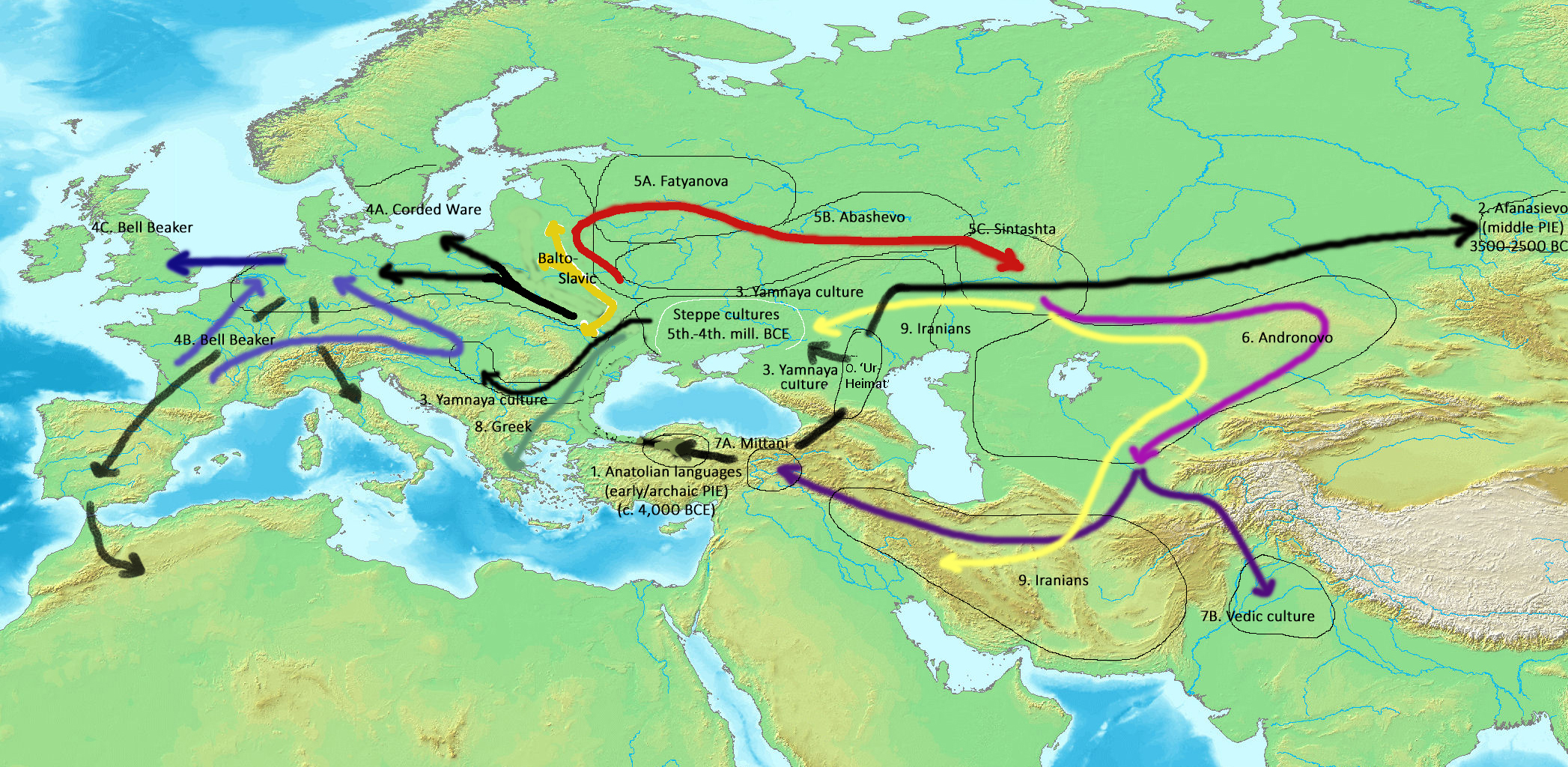
Hypothèse kourgane
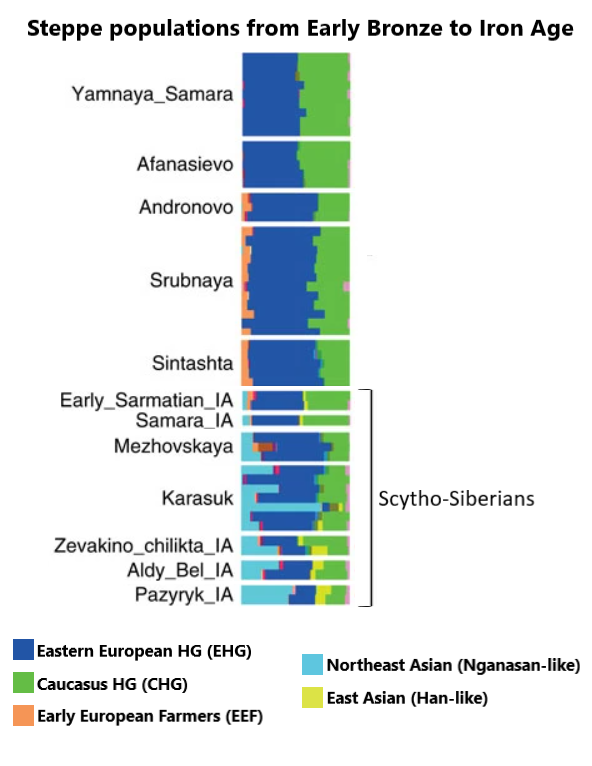
Constitution génétique des peuples des steppes (de l'âge du bronze à l'âge du fer)
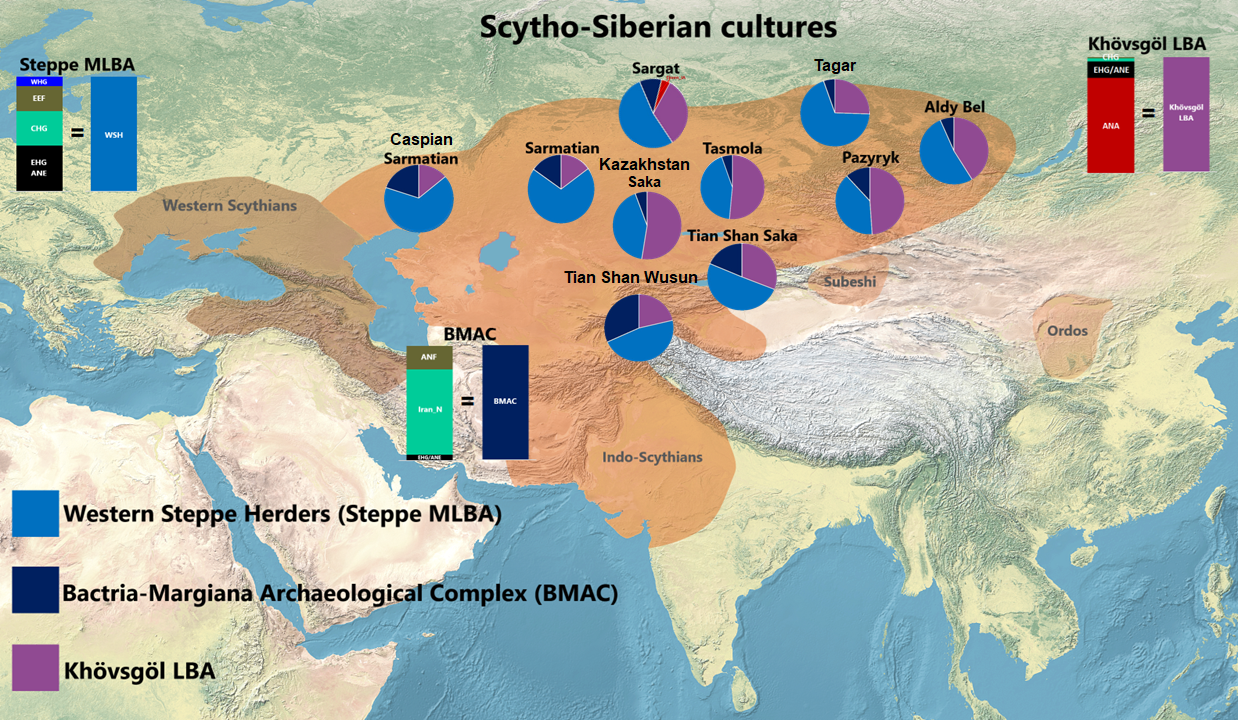
Cultures scytho-sibériennes

La préhistoire de la Sibérie (en) remonte au moins à 330 ka (330 000 ans) pour les Néandertaliens, et à 45 ka (45 000 ans) pour Homo sapiens, et doit rendre compte de ceux qui empruntent la Béringie il y a 21 ka, et passent en Amérique.
- Sites préhistoriques en Sibérie (catégorie)

Parmi les regroupements et dégroupements de populations en Sibérie préhistorique :
- Chasseurs-cueilleurs de l'ancienne Eurasie du Nord (en) (34-26 ka), Ancient North Eurasian (ANE), ou Sibérien de l’Ouest / West Siberian Hunter-Gatherer (WSHG)
- Asiatique de l’ancien Nord-Est (en) (ANA, 24-3 ka)
- Asiatique de l’ancien Est septentrional (en) (ANEA/NEA, 24-18 ka)
- Béringien ancien (20-11 ka)
- Paléo-Sibérien ancien (en) (13-8 ka)
- Chasseurs-cueilleurs de l'Est de l’Europe (en) (EHG, mésolithique) (12-7 ka avant notre ère, entre Baltique, Oural et steppe caspienne-pontique)
- Premier peuplement de l'Amérique, Paléoaméricains, histoire des Autochtones d'Amérique autochtones d'Alaska, autochtones d'Amérique
- Nord-Sibériens : dont Nganassanes, Nénètses
- Peuples circumpolaires (en)
- Démographie de la Sibérie (en)

Une industrie lithique, extractive et manufacturière, s’est développée selon les lieux et les époques.
Un art rupestre s’est développé d’abord en lien avec un habitat troglodytique : liste d’arts de l’âge de pierre (en).
Les proies animales principales sont le mammouth et le renne/caribou, accessoirement le poisson.
En Sibérie :
- Grotte de Tchagyrka (Altaï), 330 ka, néanderthalien, Tschagyrskaja
- Grotte de Denisova (Altaï), de 280 ka jusque vers +1100, (Altaï, massif à la frontière Sibérie-Kazakhstan-Xinjiang)
  - Homme de Denisova (41 ka, néanderthalien)
- Grotte Okladnikov (Altaï)
- Culture de Malta-Buret (26-17 ka), (Angara / Baïkal / Irkoutsk), habitat d’os de mammouths et de peaux de cervidés
  - Site d'Afontova Gora (en) (17-15 ka), vers Krasnoïarsk/Iénisseï, ancêtres des populations des  momies du Tarim
  - Vénus de Malt'a (en), Vénus de Buret’ (en)
- Grotte de Kapova (36-14 ka, Bachkirie/Volga/Oural), peintures pariétales
- Grotte de Tchertovy Vorota (9400-7200, Primorié), grotte de la porte du diable, textiles, poterie, coquillages
- Grotte d'Ignatievka (8000-6000, Oural/Sim), peintures pariétales
- Grotte de Possiet (Primorié)

L'Holocène est subdivisé depuis 2018, par la Commission internationale de stratigraphie, en trois étages de palynozones et/ou chronozones :
- le Greenlandien, s'étendant de 11700 à 8200 années (reprenant le découpage ancien Préboréal (12080 à 10187 avant le présent) et Boréal (10187 à 8332) ;
- le Northgrippien, s'étendant de 8200 à 4200 années (reprenant Atlantique (8332-5166) et une partie de Subboréal (5166-2791) ;
- le Méghalayen, s'étendant de 4200 années au temps présent (reprenant une partie de Subboréal (5166-2791) et Subatlantique (de 2791 à l'Anthropocène).

### Cultures majeures

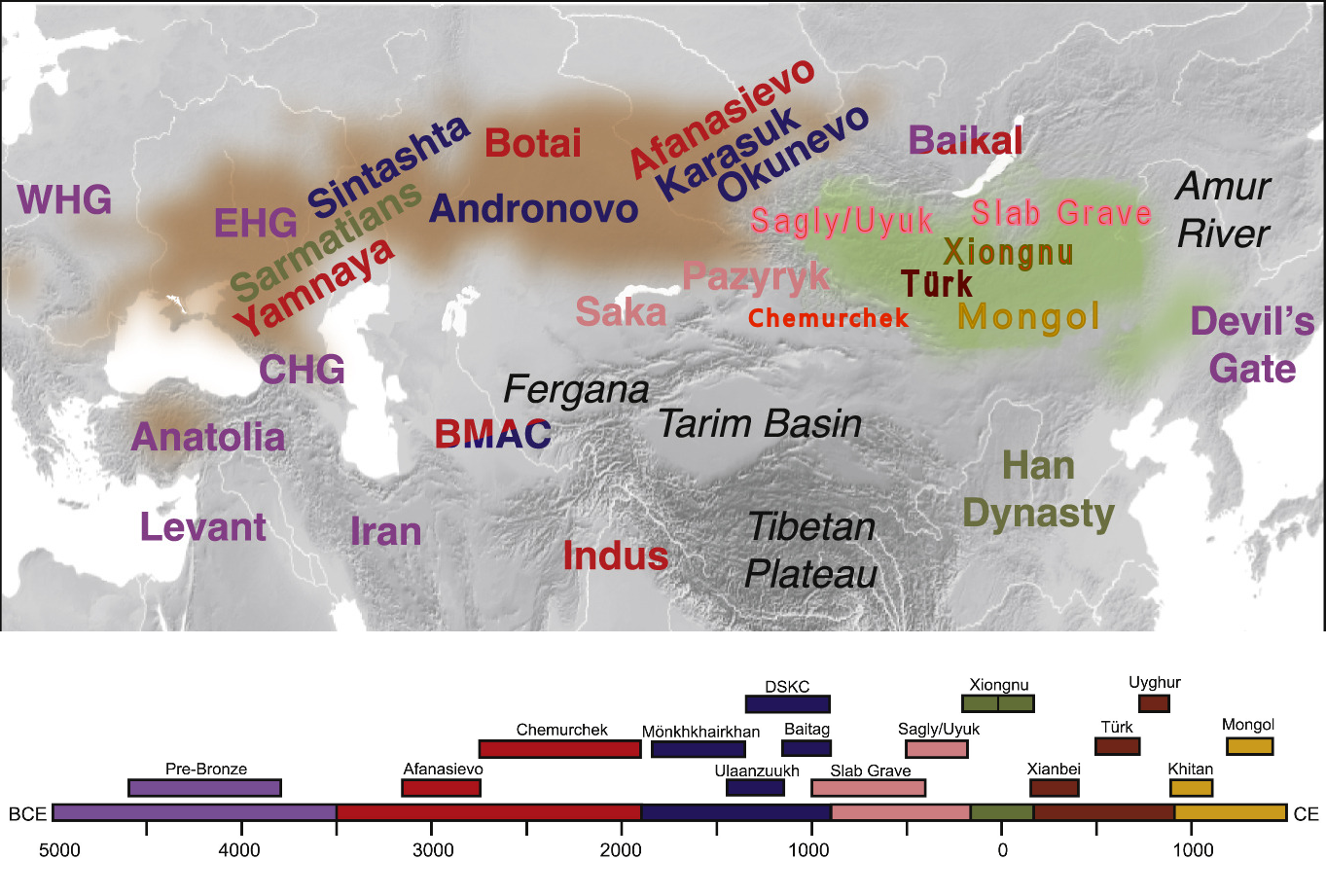
Groupes génétiques et cultures anciennes 5000-1000

#### Néolithique (7500-3400)
- Culture Djeitun (7000c-4500), Ulug Dépé (datation affinée)
- Culture Dniepr-Donets (5000-4200) plus au sud-ouest
- Culture des kourganes (de) (5000-3000), kourgane
- Culture de Khvalynsk (4900-3500), Khvalynsk, Volga, steppe pontique, frontière Kazakhstan (//culture de Samara du bassin de la Volga)
- Culture de Namazga (4500-1100), Namazga-depe (Kopet-Dag, Turkménistan), Sarazm
- Culture de la céramique au peigne (4200-2000) Norvège-Botnie-Oural

#### Âge du cuivre (3000-2000 / 3400-2400)
- Culture/Site Anau (4000) Turkménistan, Monjukli Depe (en), cuivre, lapis-lazuli
- Culture de Volosovo (4000-2000 ou 1800-1500), Volga-Kama-Oural, pierre et os, dont sculptures sur os
  - culture de Balakhna (Nijni-Novgorod)
- Culture de Botaï (3700-3100), Nord-Kazakhstan
- Culture Yamna (3600-2300), Boug-Dniepr-Don, Sud-Oural, steppe pontique, proposés comme proto-Indo-Européens, hypothèse kourgane, kourgane
- Culture d'Afanasievo (3300/3200-2600/2400), Tokhariens, Minoussinsk (Krasnoïarsk), Touva, Xinjiang
- Culture de Glazkov (de) (3200-2400), Baïkalie, Toungouzie, Mongolie
- Culture de Fatianovo-Balanovo (2900-2050), néolithique final, début bronze, Kama-Vietka-Vetlouga, mines de cuivre de l’Oural-Ouest

#### Âge du bronze (2700/2400-800/600)
- Proximité de la culture du Dniepr moyen (3200-2300, Ukraine-Biélorussie)
- Culture de Poltavka (2700-2100), Don-Volga
- Culture d’Okunev (en) (2700-1800), dépression de Minoussinsk, élevage (bovins, ovins, caprins), agriculture (faucille, pilon, râpe à grains), épée courte, javeline, chariot de guerre
  - Stèles d'Ankhakov, de Kopyonsky Chaatas, sépulture à dalle de pierre dressée
- Culture Chemurchek (en) (2750-1900), Sud-Sibérie, Mongolie, Altaï
- Culture Karakol (en) (2200-1800), Sud-Sibérie, Altaï
  - Complexe mégalithique de la Tarkhata,
- Culture d'Abachevo (2300-1850), bronze ancien, Volga-Kama-Oural, Tchouvachie, chevaux, chariots
- Cultures de Seima-Turbino (2300-1700, ST, Eurasie (Finlande..Mongolie), Perm, Altaï)
  - Culture d'Elunin (en) (2300-1700), Ob-Irtysh
  - Culture Loginov
  - Culture d'Odinovo sur l’Ichim
  - Culture Krotov (en) (2000-1200)

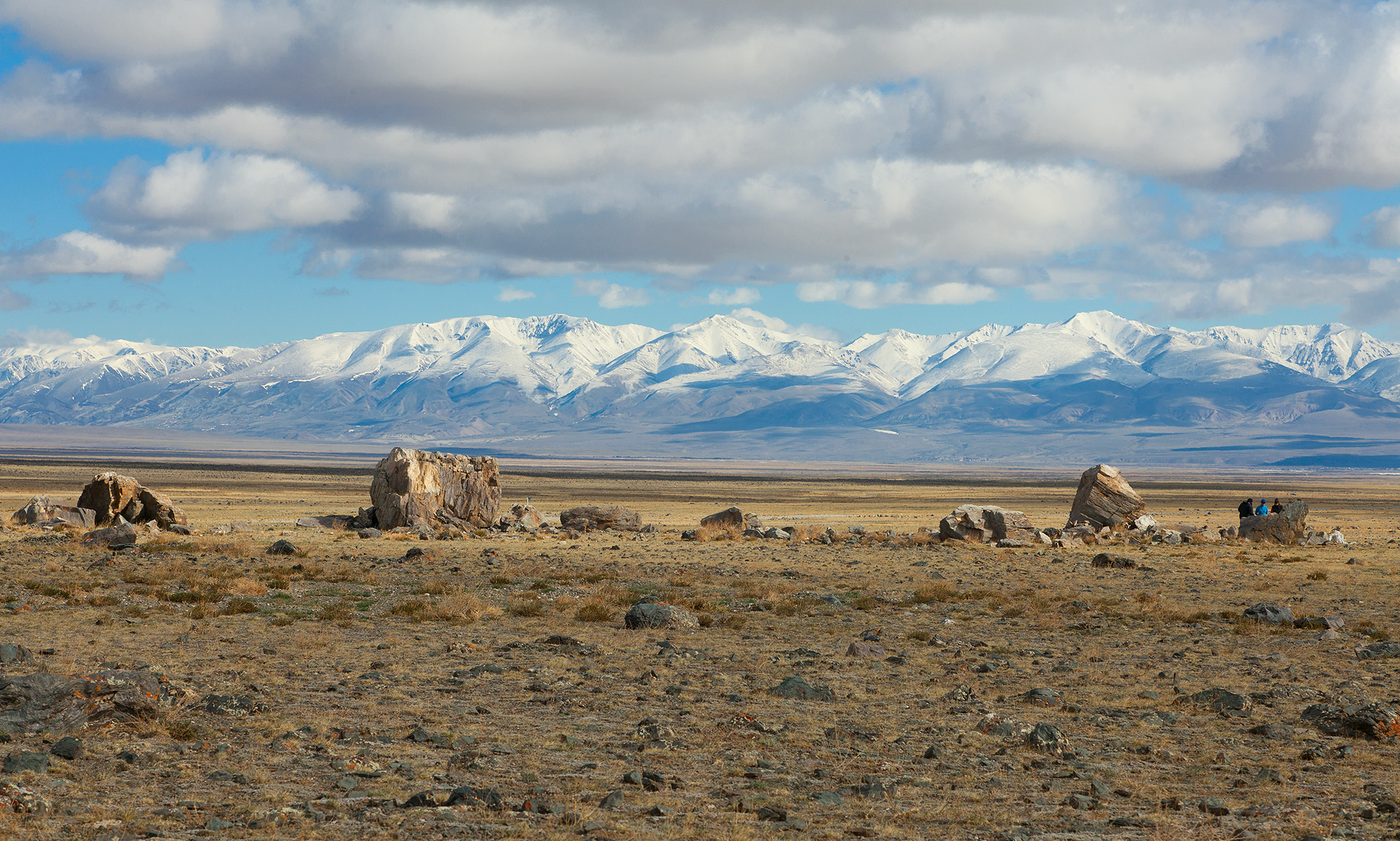
Complexe mégalithique de la Tarkhata
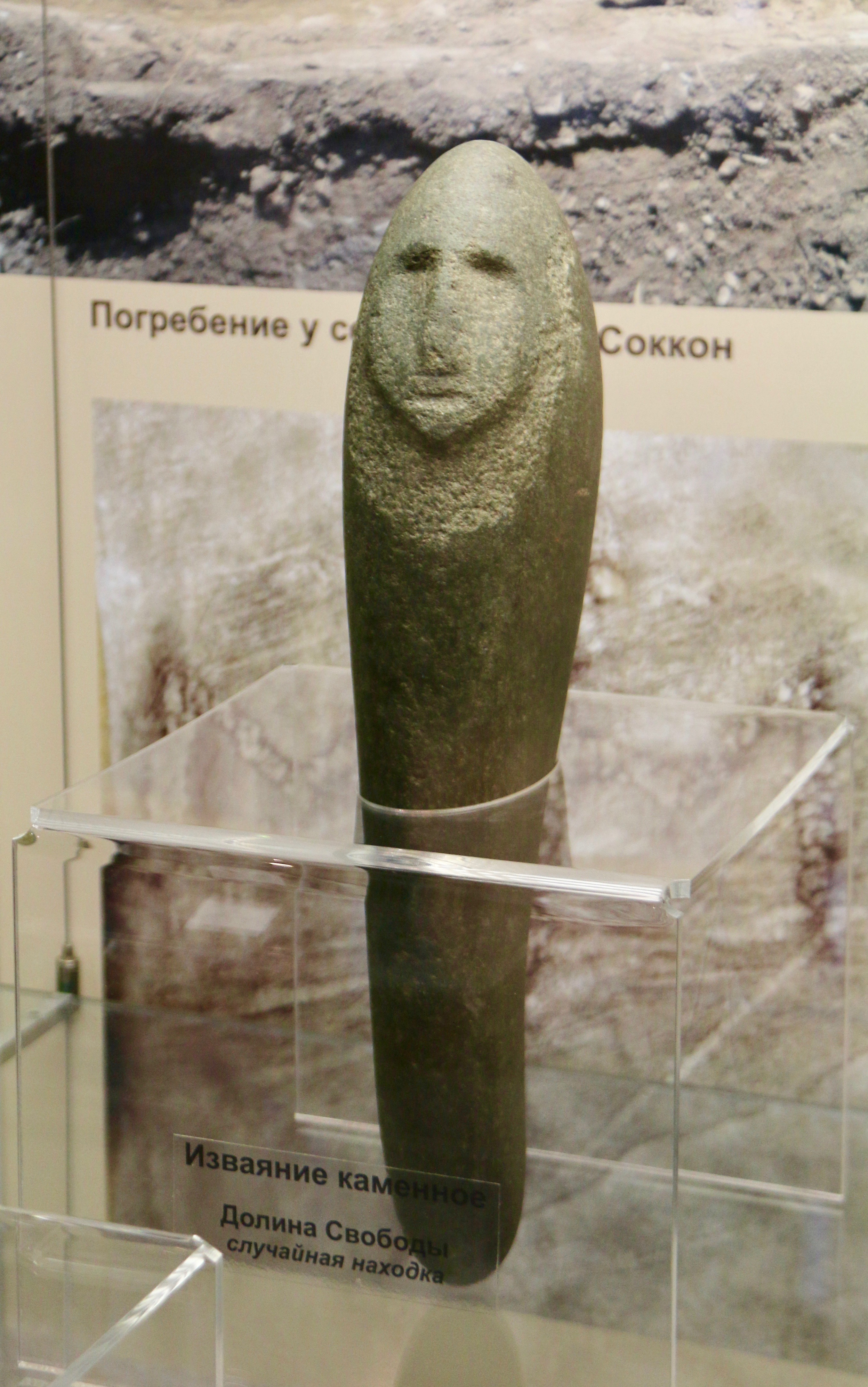
Culture Karakol, vallée Svobody
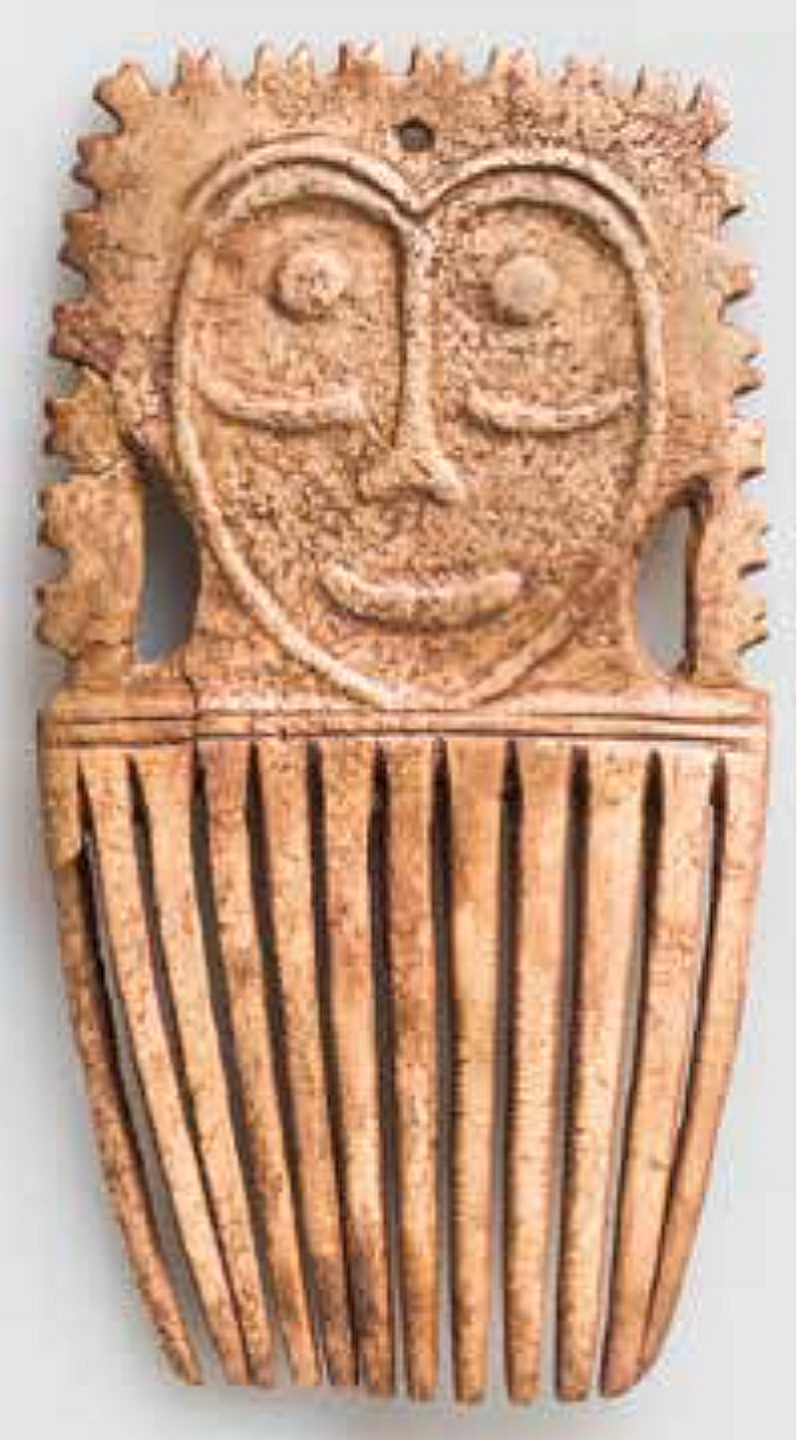
Peigne mortuaire en os Okunev
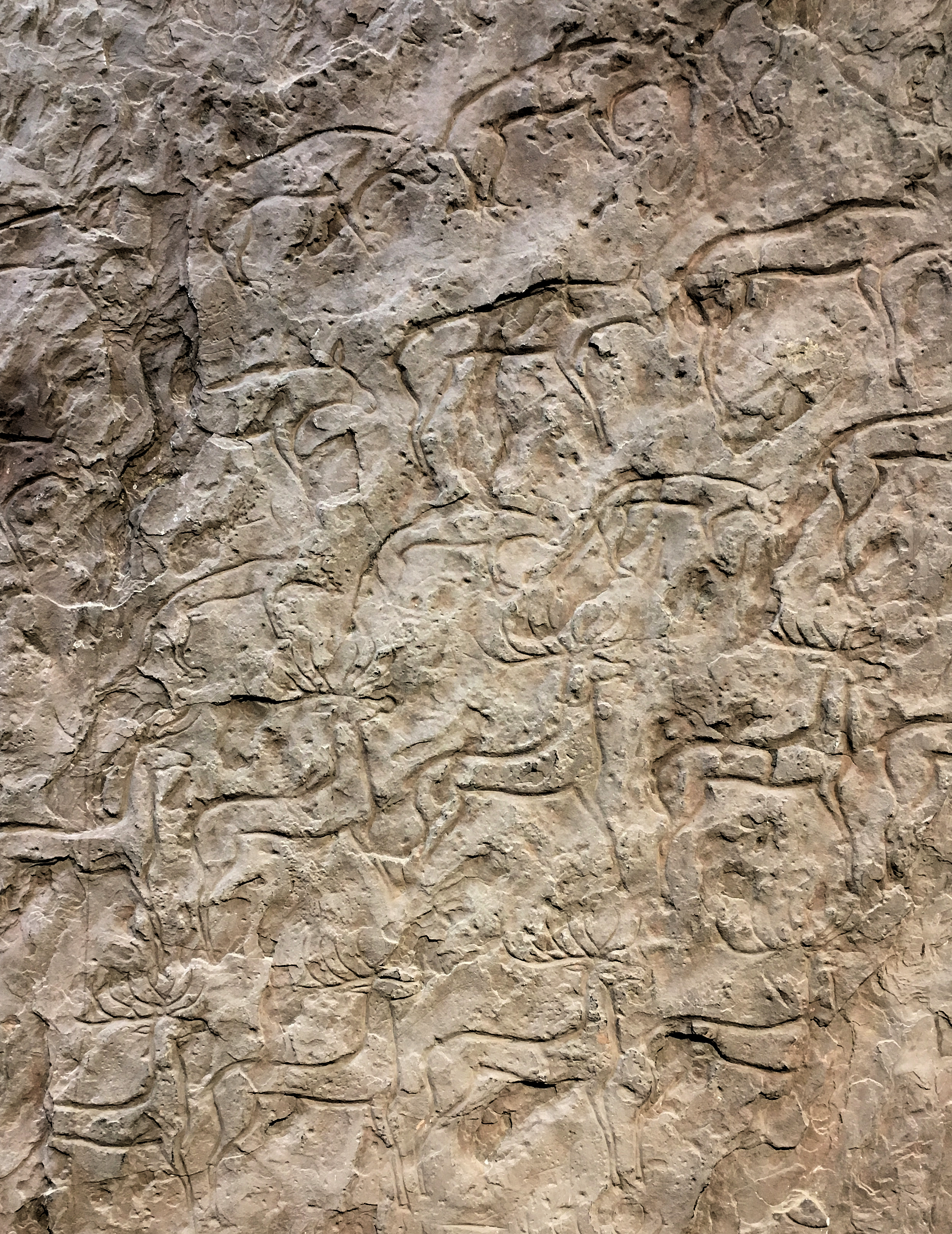
Pétroglyphes Okunev
Statues monumentales Okunev

- Culture de Sintachta-Petrovka (2200-1900), steppe eurasienne, Oural-Sud, Arkaïm, cuivre-bronze, militarisme, Arya ?
- Culture de Polapovka (en) (2100-1800, Volga)
- Culture d'Andronovo (2100-1000), entre Don et Iénisséï, kourganes, agriculture céréalière (blé, orge), métallurgie (cuivre, bronze)
  - Alakul 2000-1800, Fiodorovo11 (1700-1300), Alekseïevka (1200-1000)
- Culture Samus (en) (2000, Omsk)
- Culture d’Okunev (en) (2000, Minoussinsk, Iénisséï)
- Culture Sroubna (1900-1200), Ukraine & Sud—Russie, Culture des tombes à charpente en bois

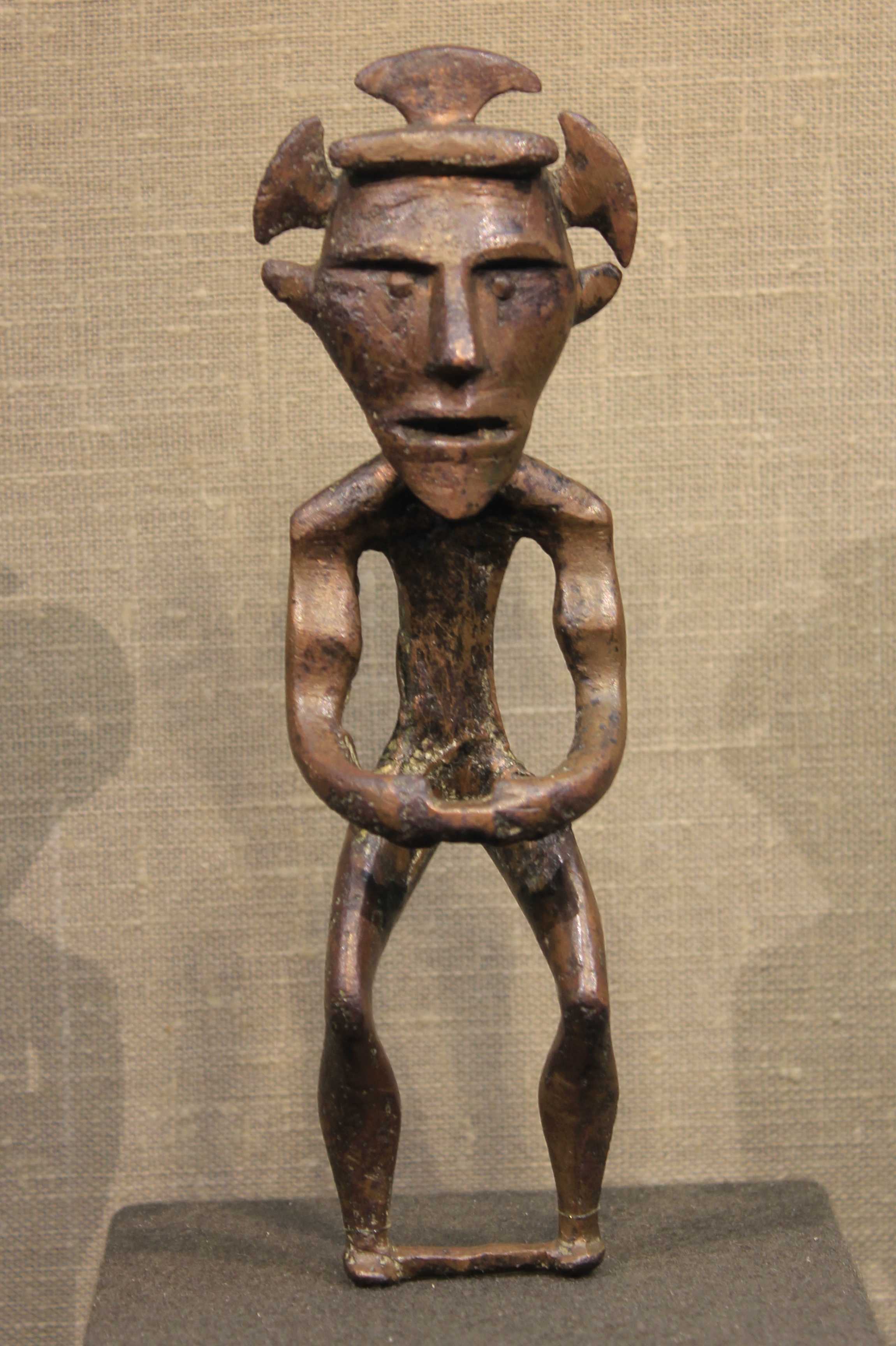
Figurine Seima-Turbino
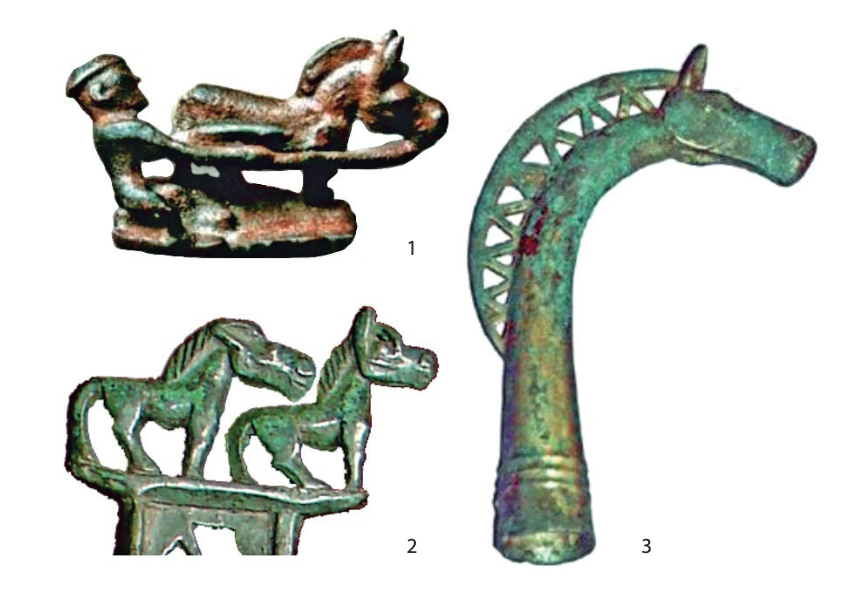
Seima-Turbino
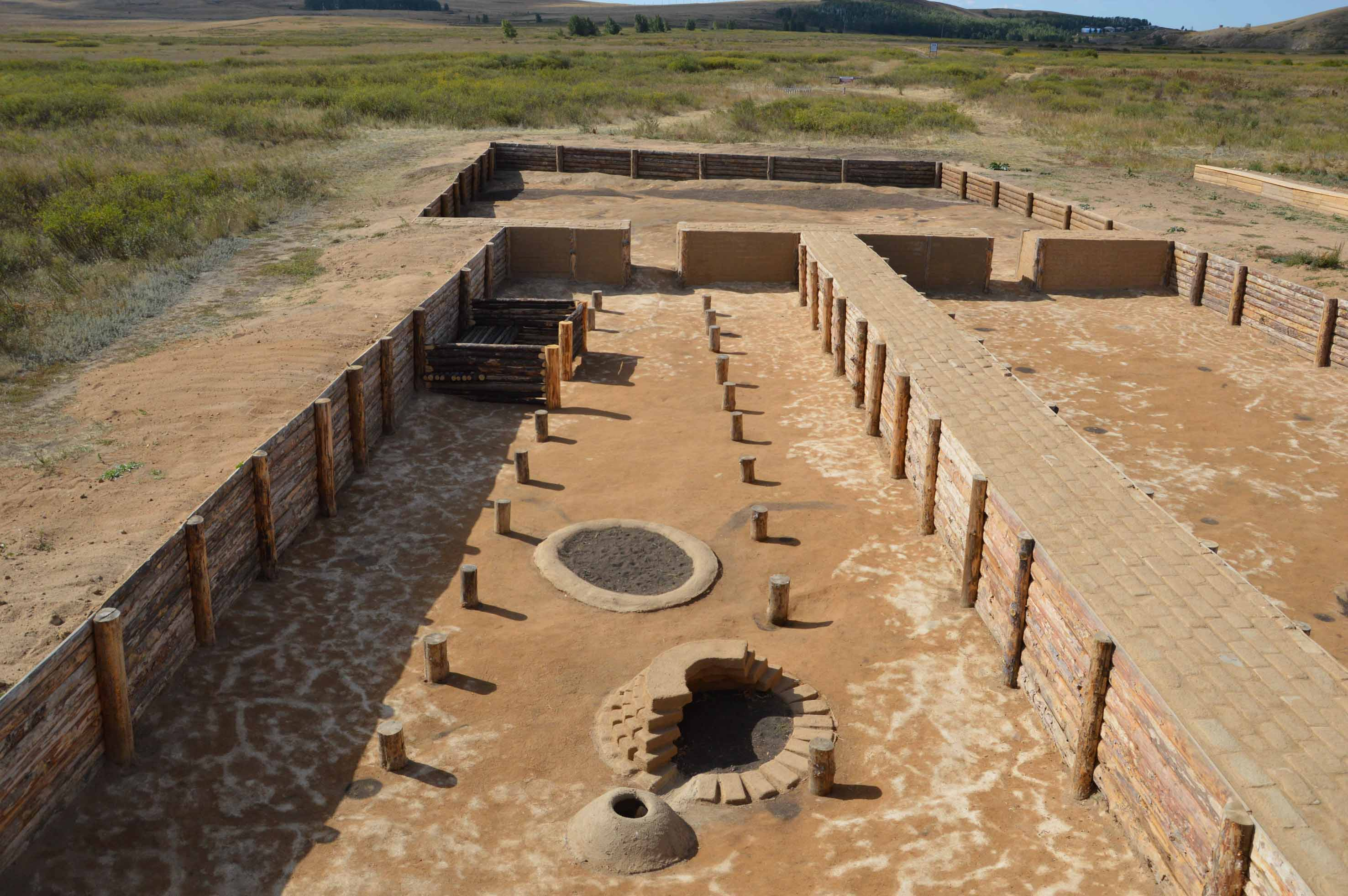
Arkaïm, Sintachta
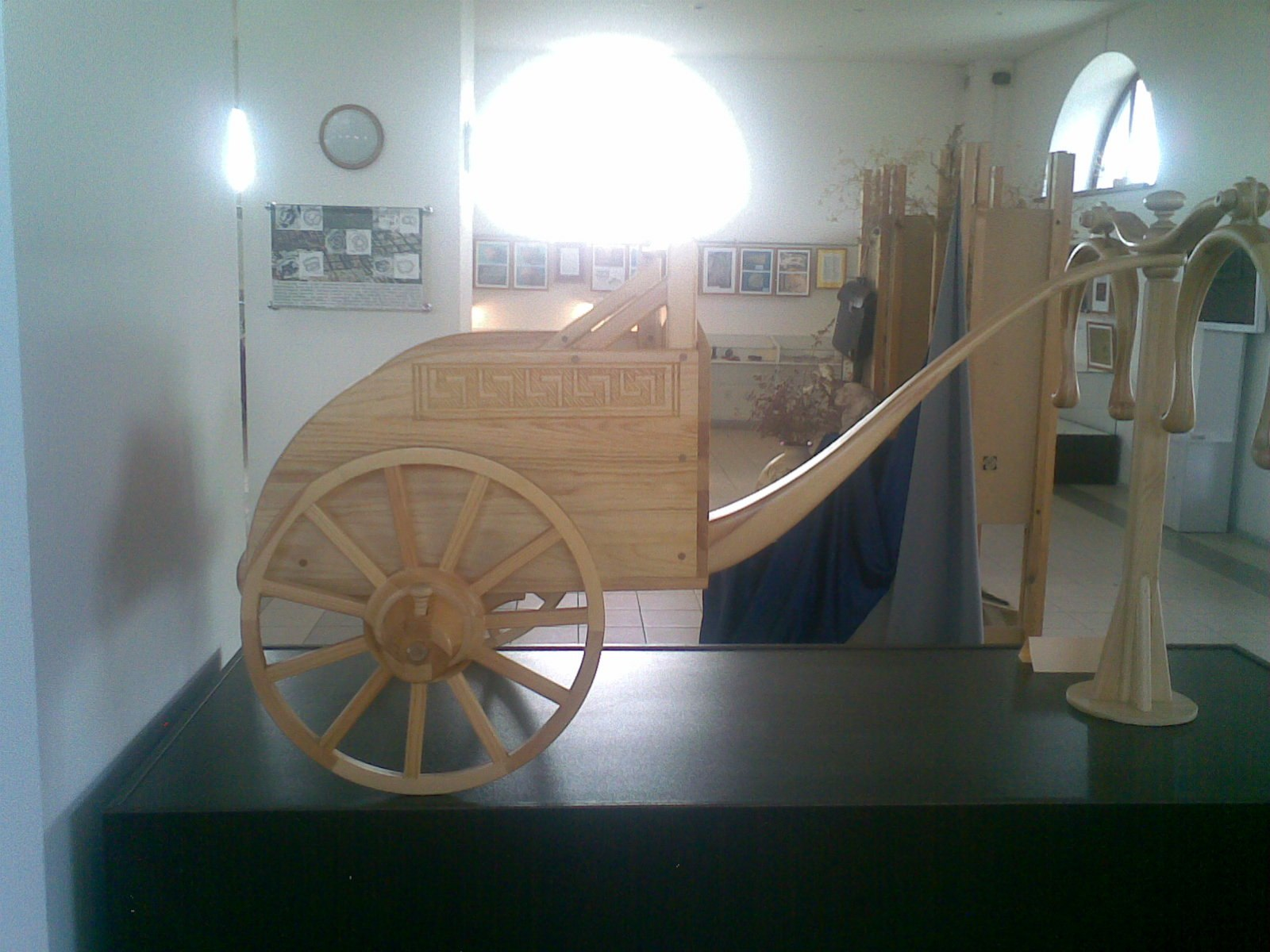
Char, Arkaïm, Sintachta
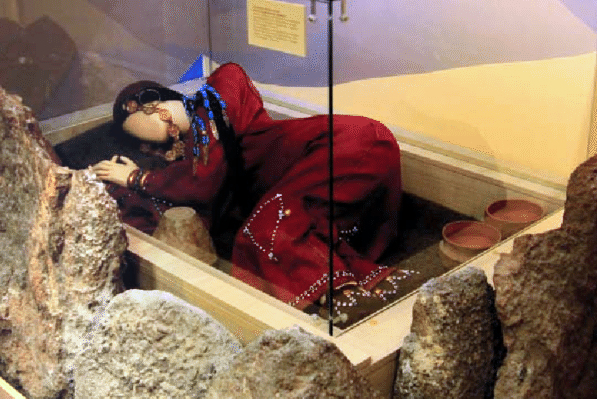
Sépulture féminine, Andronovo
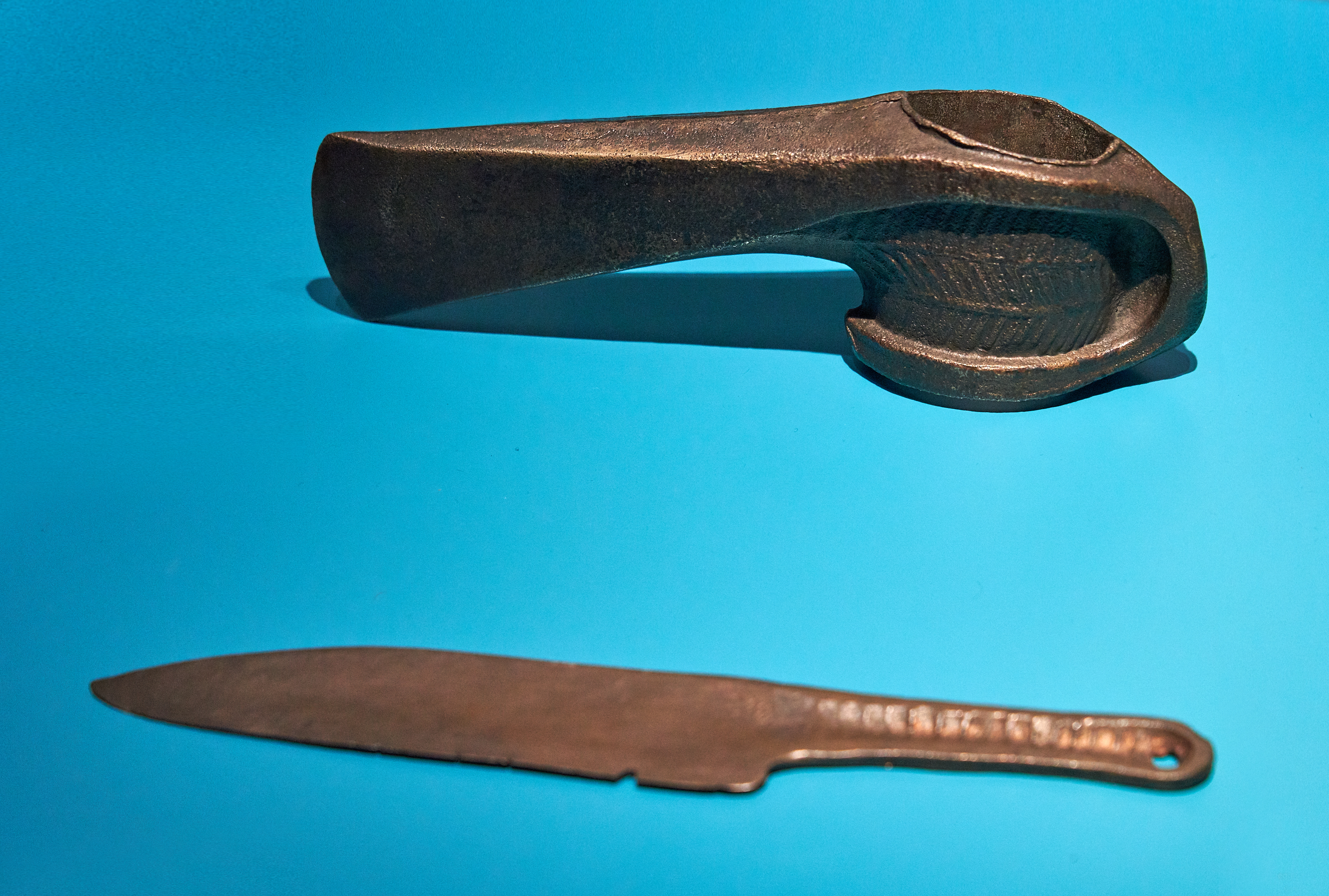
Métallurgie Andronovo
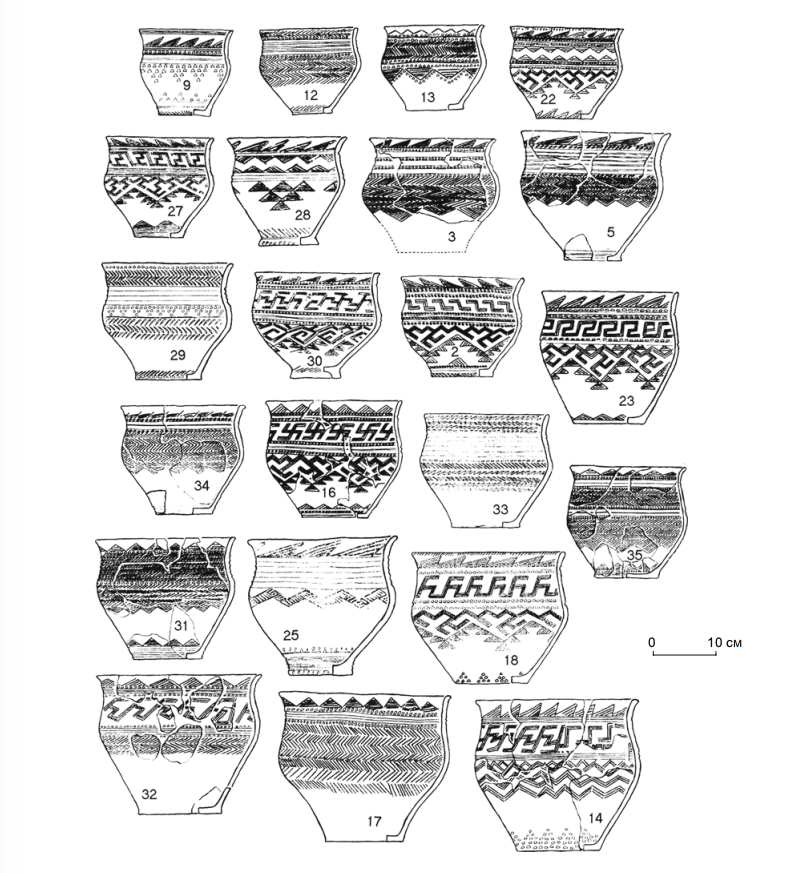
Céramiques Andronovo
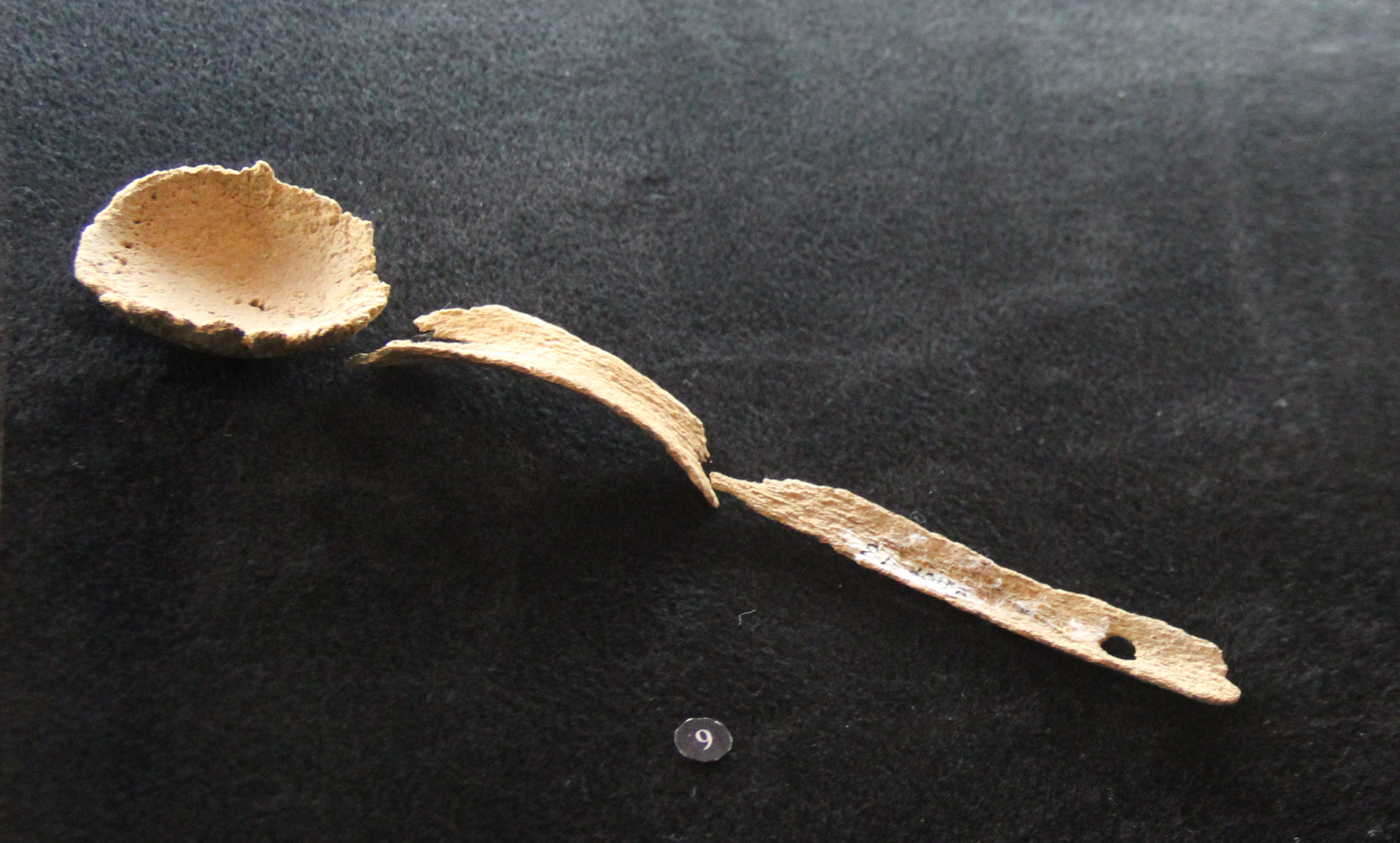
Cuiller en os, Munkhkhairkhan
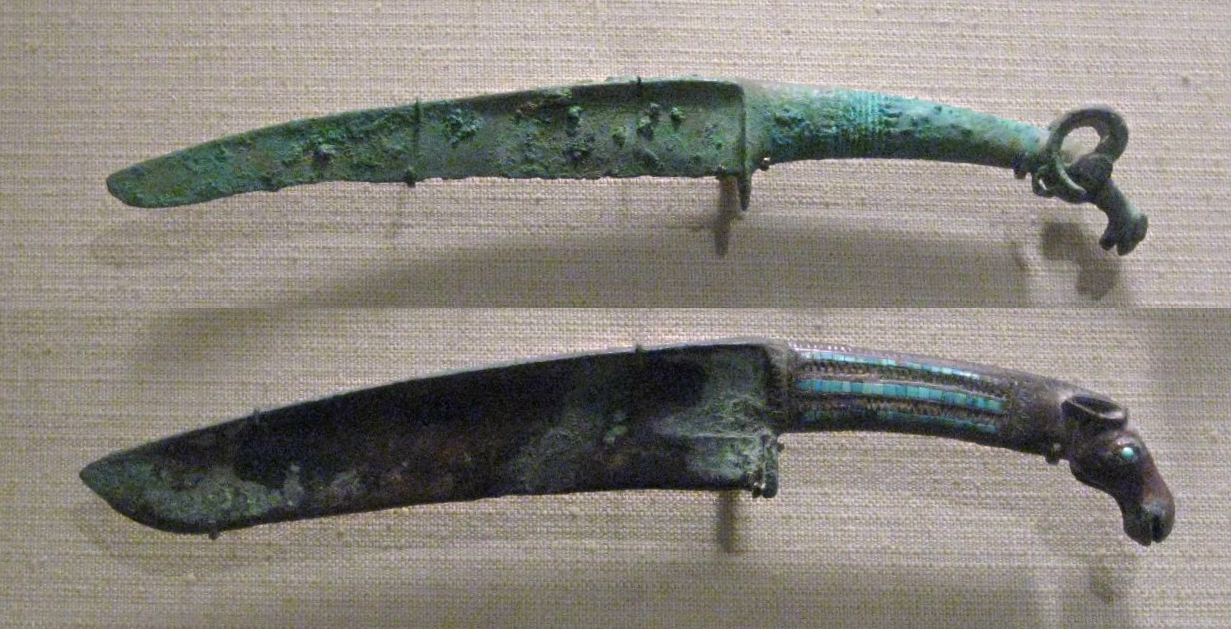
Couteaux Karassouk, incrustation turquoise
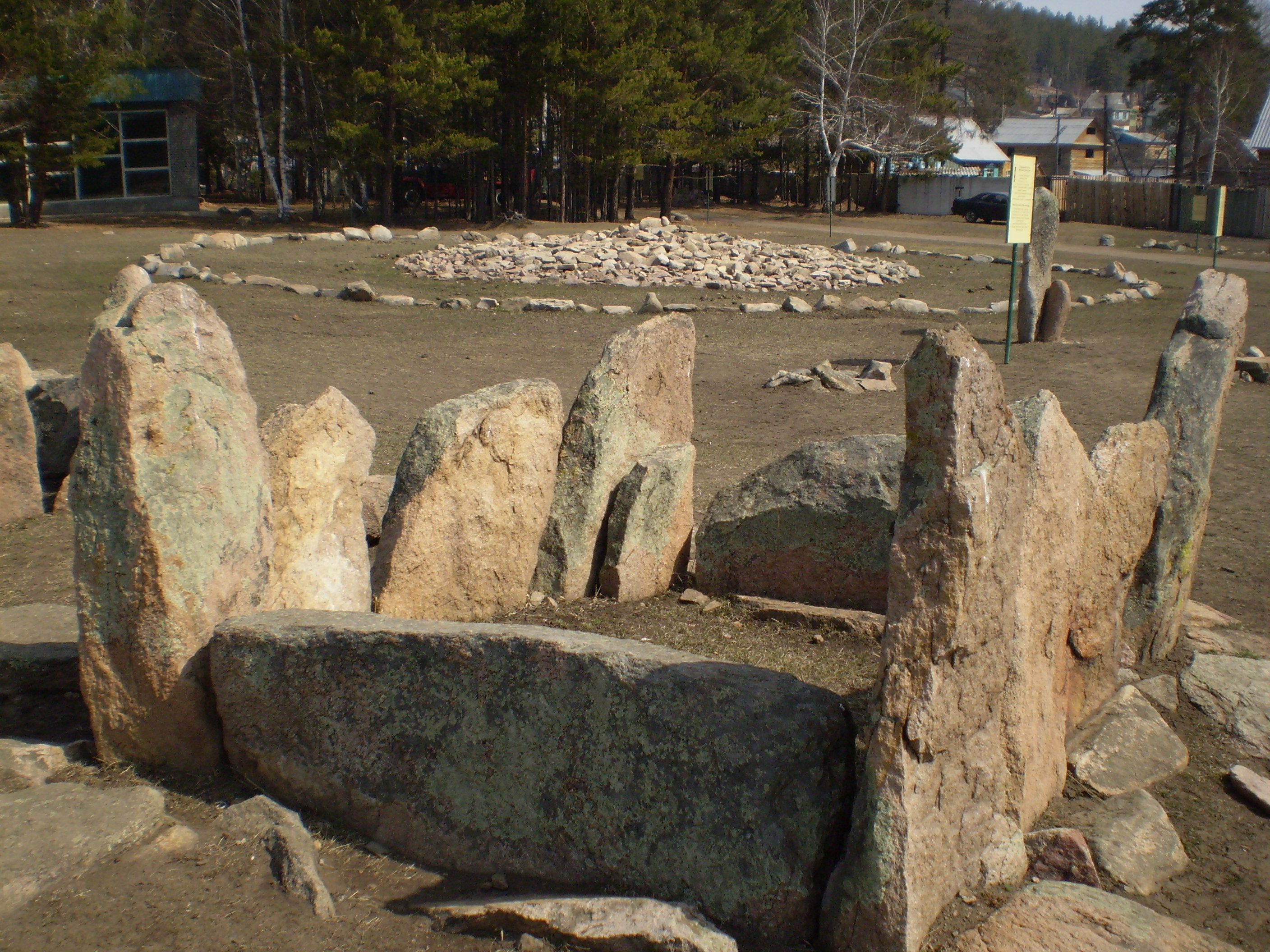
Tombe en dalles, Khorinsky, Bouriatie

- Culture de Munkhkhairkhan (en) (1800-1600), Sud-Sibérie
- Culture Susgun (de) (1700, Ob, Tobolsk/Tioumen)
- Culture Sagsai (en) (1500-1000), Sagsai (Ouest-Mongolie), suite de Chemurchek
- Culture du Karassouk (1500-700), Sibérie occidentale et Kazakhstan
  - Pétroglyphes de la vallée du Ielangach
- Culture Yaz (en) (1500-300), Namazga-depe (Kopet-Dag, Turkménistan) : tour de potier, irrigation
- Culture des pierres à cerfs (1400-700), Sud-Sibérie, Mongolie
- Culture Begazy–Dandybai (en) (1350-1150), Saryarka, steppe et lacs du Kazakhstan septentrional, mausolées Begazy Dandybai (en)
- Culture des tombes en dalles (de) (1300-300), Transbaïkalie, Nord-Mongolie)

#### Âge du fer (dès 1000/900/800)
- Culture de Baïtowo (de)

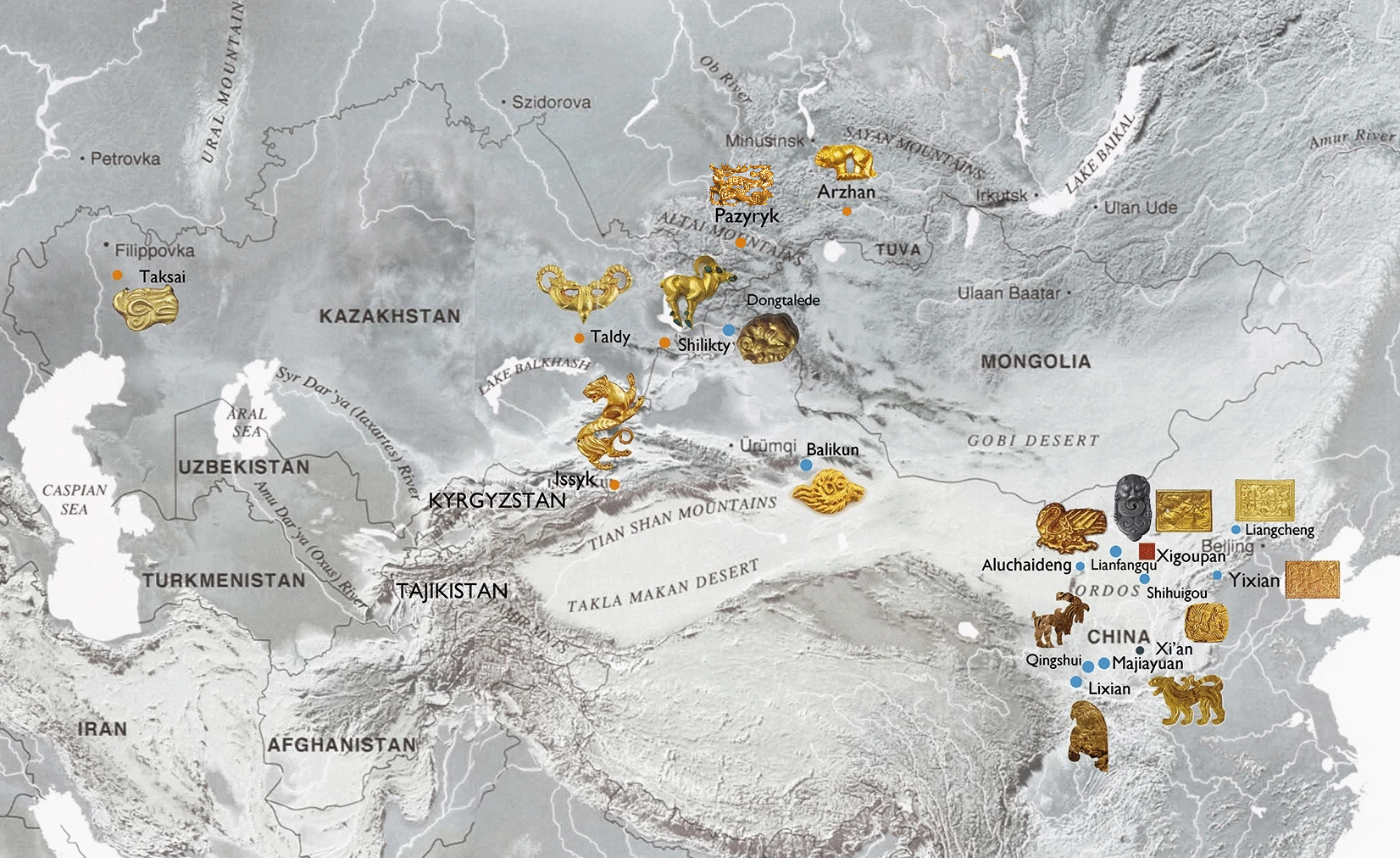
Objets en argent et en or, vers 750-250

- Culture Irmen (en) (1200/1000-900/400), Sud-Sibérie, au nord de l'Altaï
- Culture Arzhan (en) (900-700), Sud-Sibérie
- Culture de Tagar (800-168), Sud-Sibérie, Ienisseï, Khakassie, Sakas
- Culture Nosilov (de) (850-550, Oural-Isset-Tobol)
- Culture Tasmola (en) (800-400), centre du Kazakhstan, Sakas, (peut-être les Issedones d’Hérodote), tumulus de Tasmola (en)
- Culture Ananyino (800-400, Volga-Kama)
- Art des steppes (700-300), scytho-sarmato-sibérien et Sakas, métallurgie scythe (en)
- Culture Aldy-Bel (en)  (650-500), Sud-Sibérie, scythique, nomade, kourgane
- Culture Gorochov (de) (600-200, Oural-Tobol-Isset-Ouï)

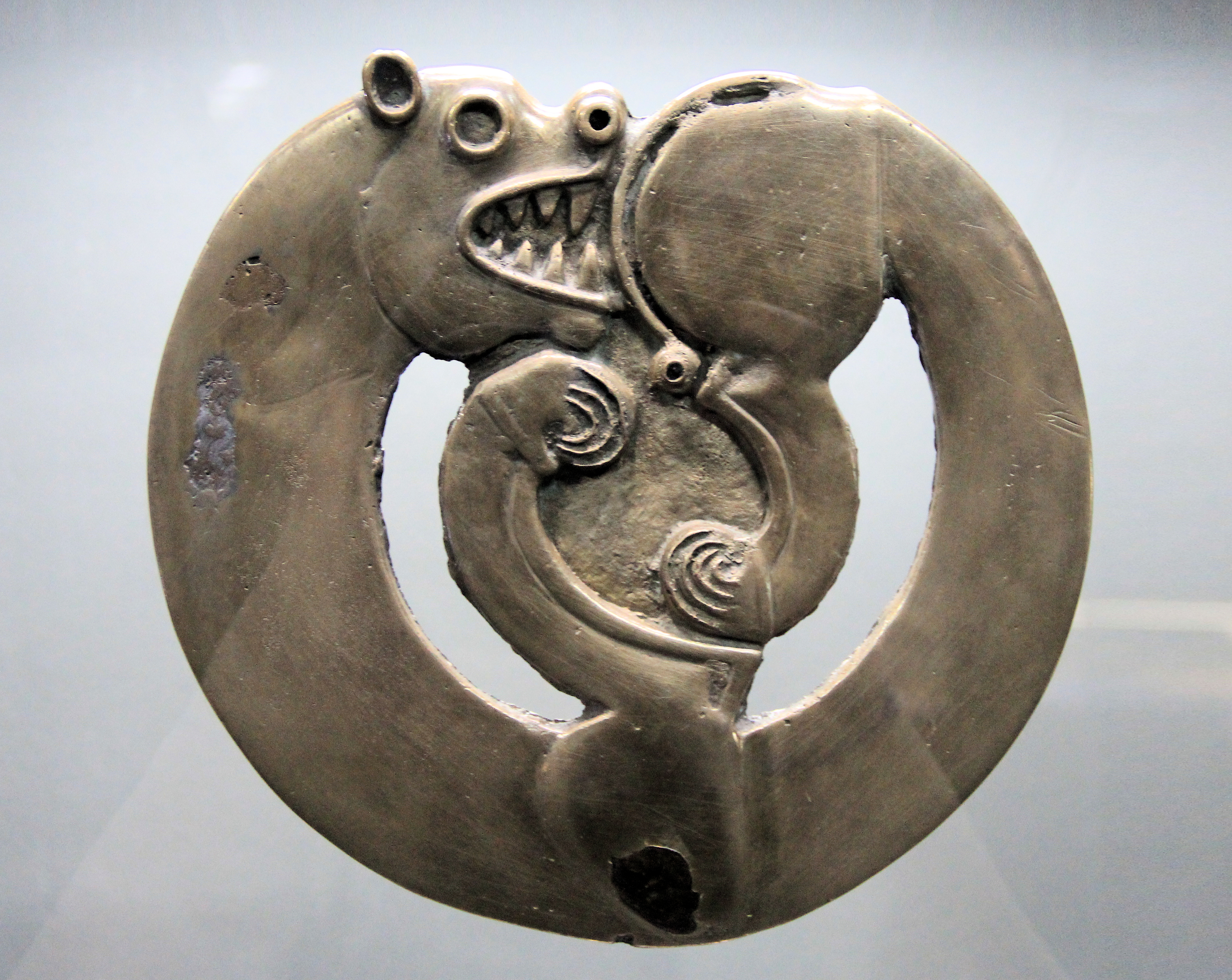
Anneau animal, Arzhan
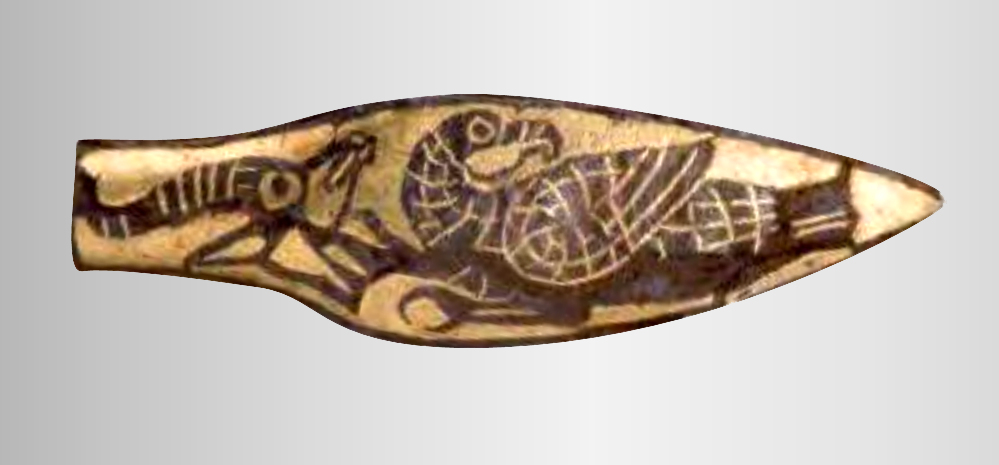
Pointe de flèche, Arzhan
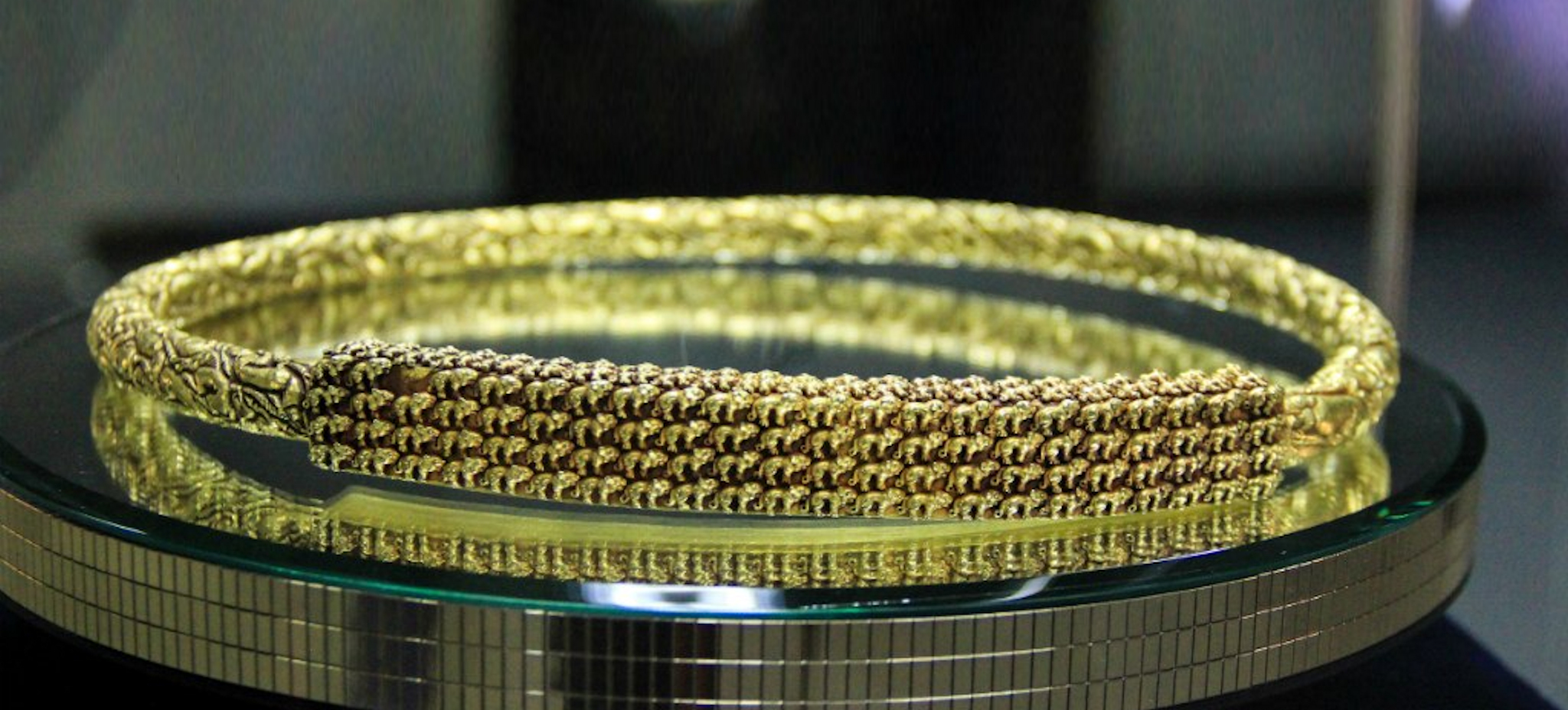
Torque, or, Arzhan
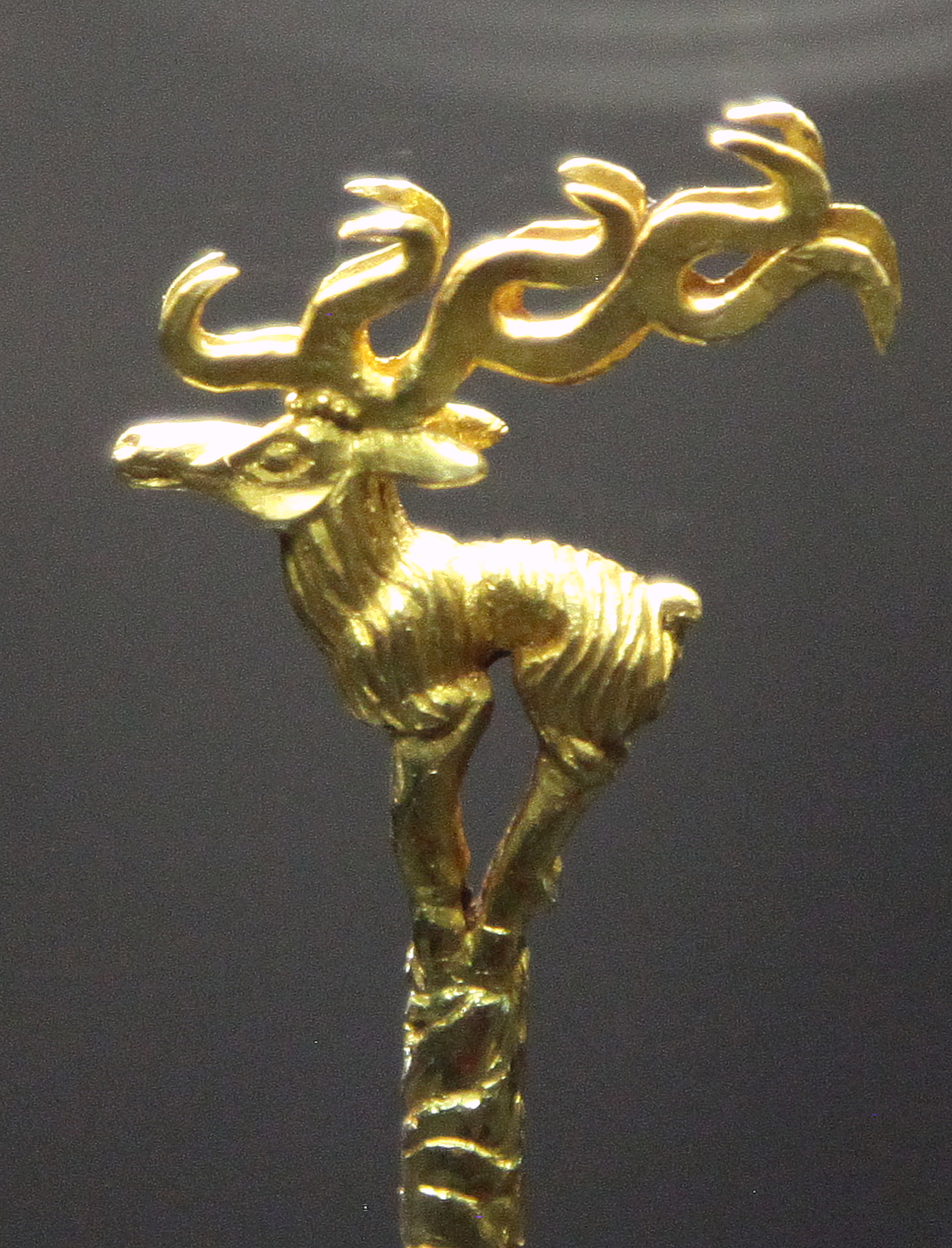
Cerf, Arzhan
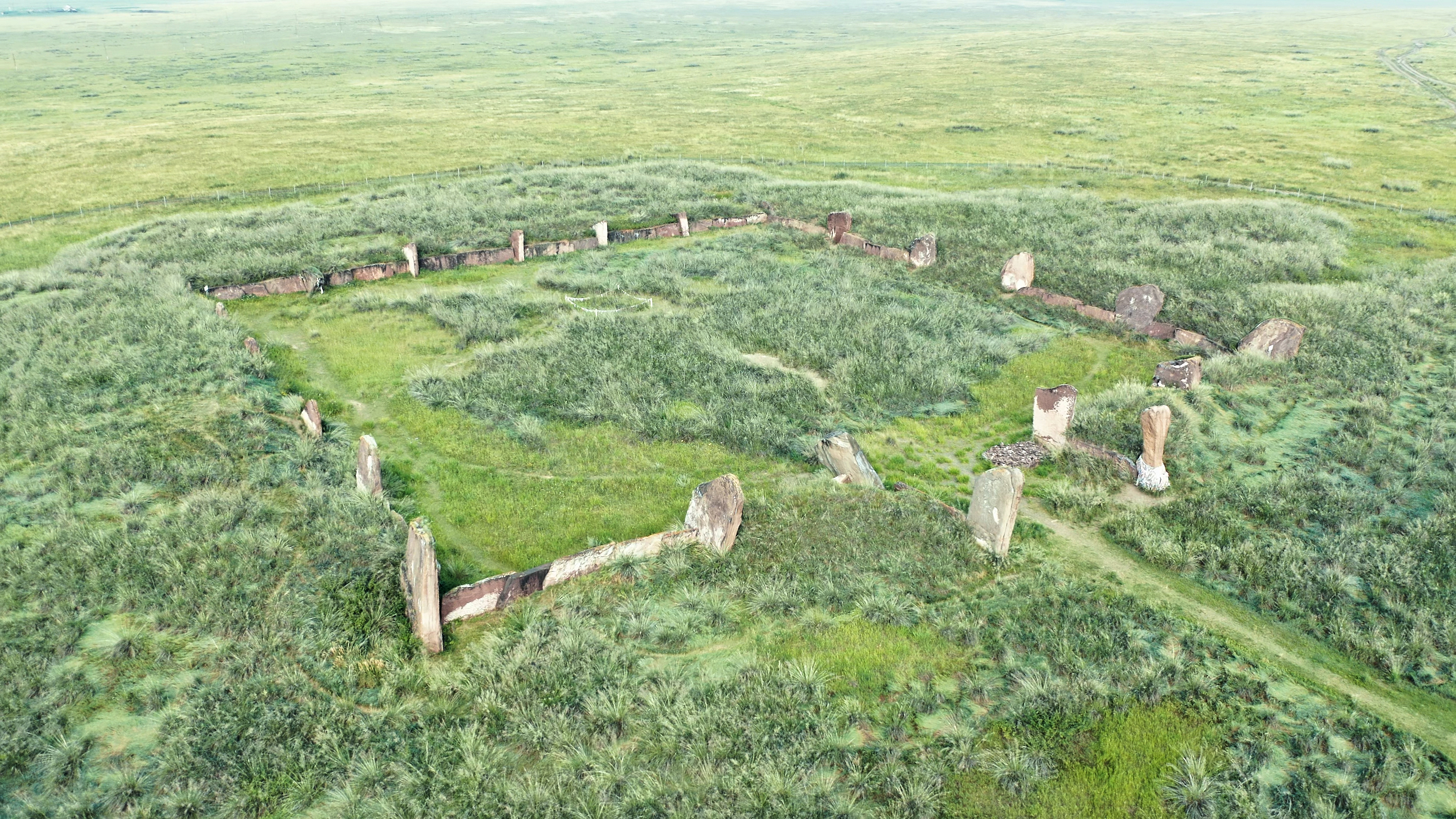
Vallée des rois, Tagar, Khakassie
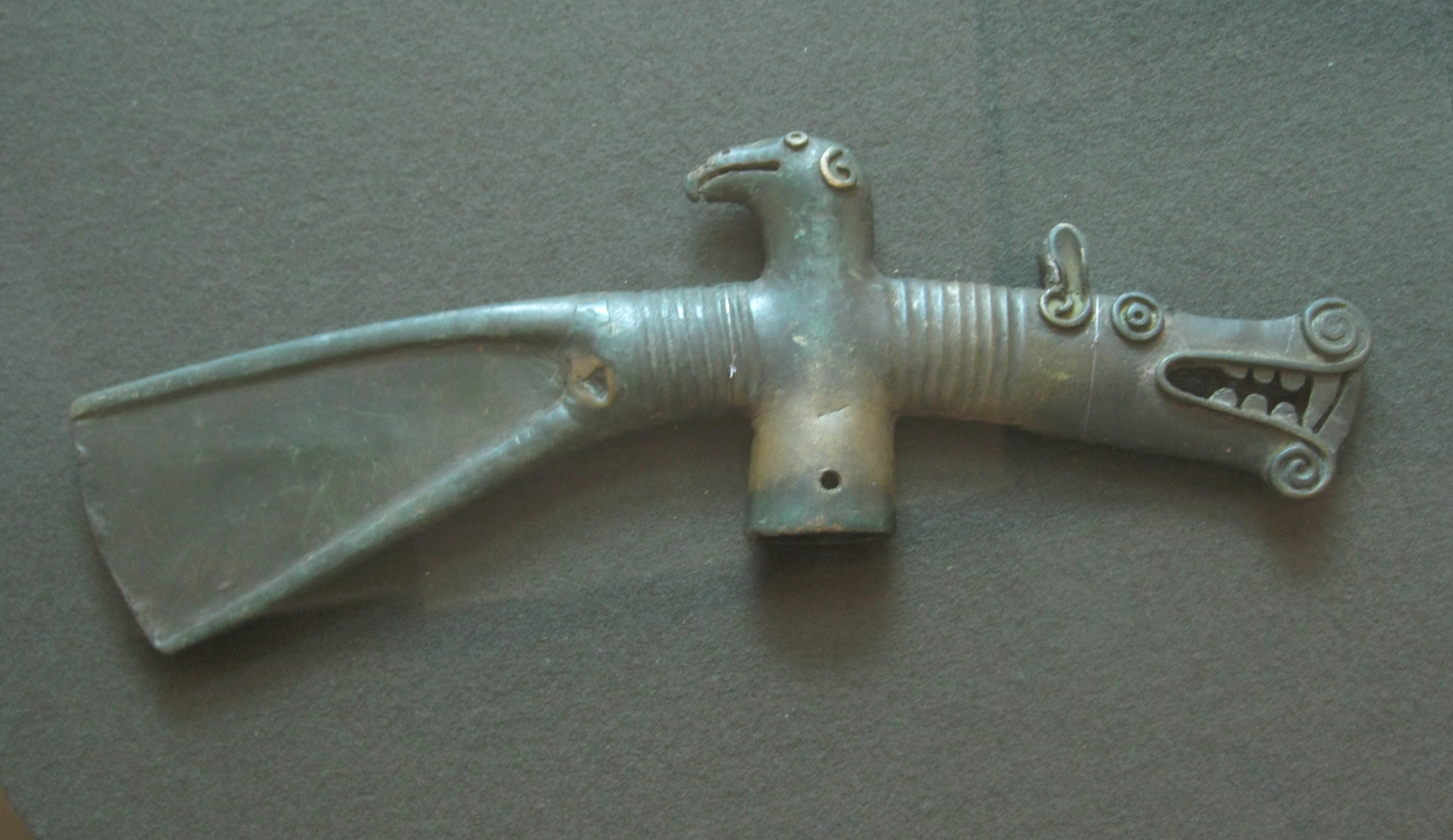
Hache, Ananyino
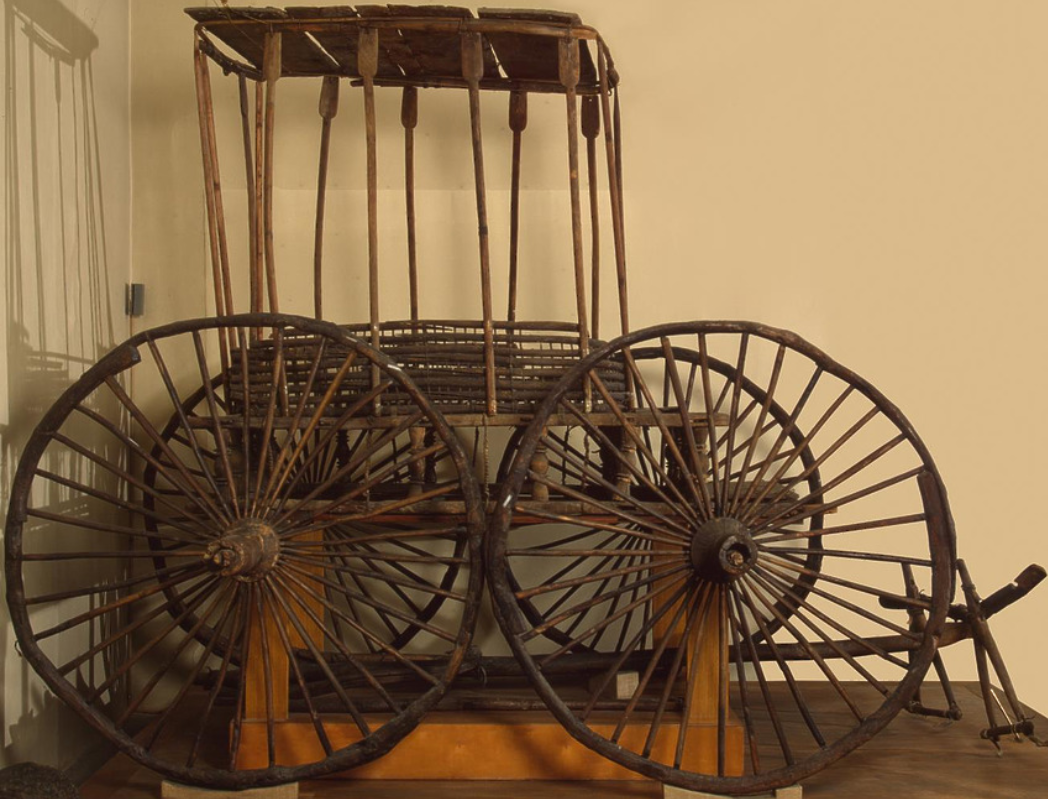
Char, Pazyryk
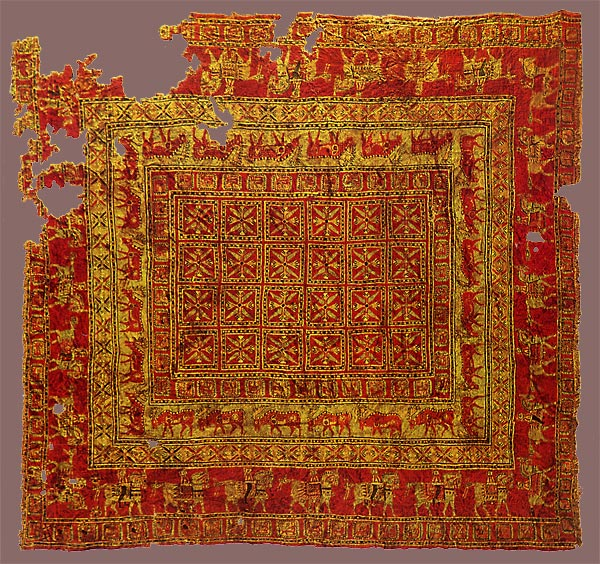
Tapis de Pazyryk
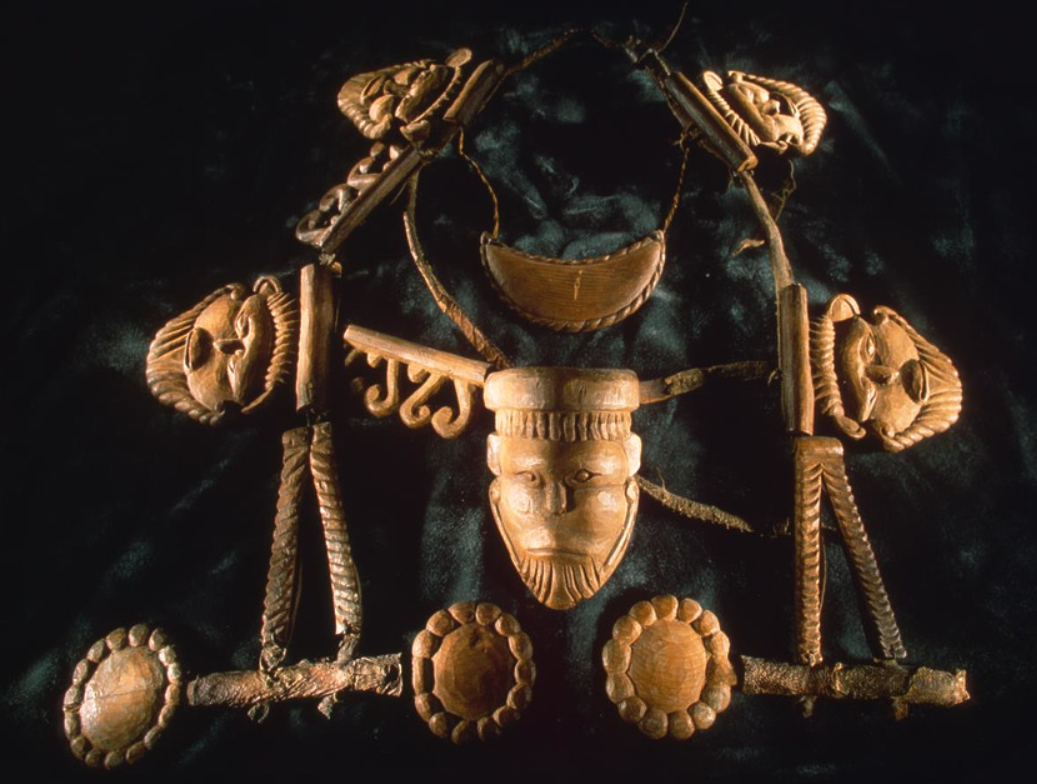
Ornement, Pazyryk
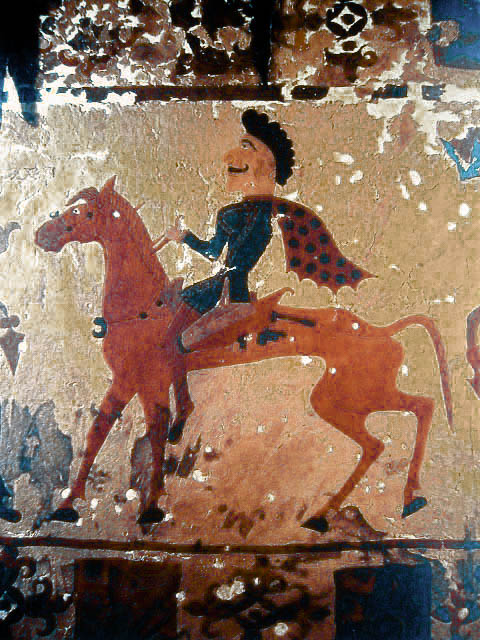
Cavalier, Pazyryk
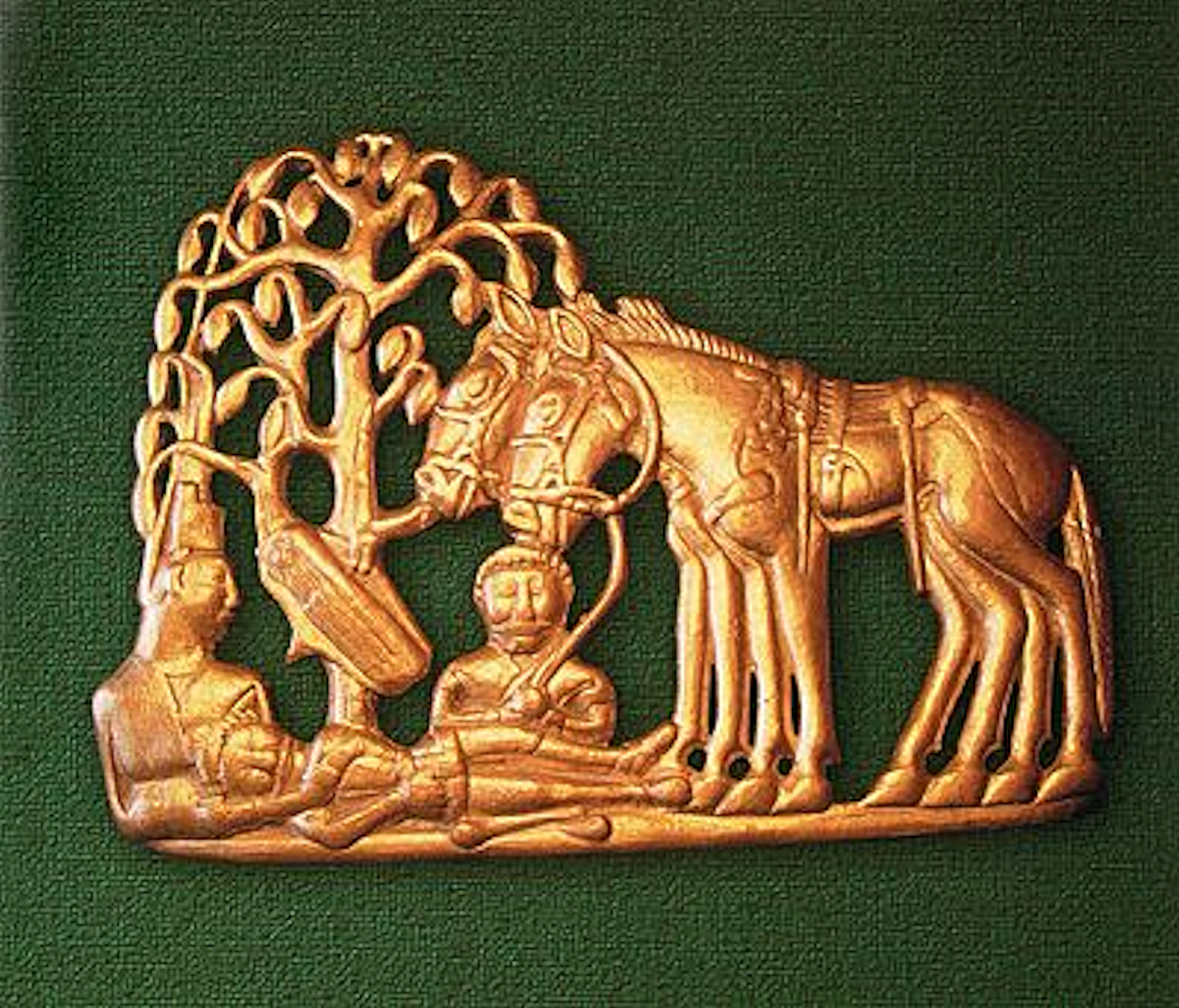
Plaque de ceinture, résurrection du héros mort, Sargat
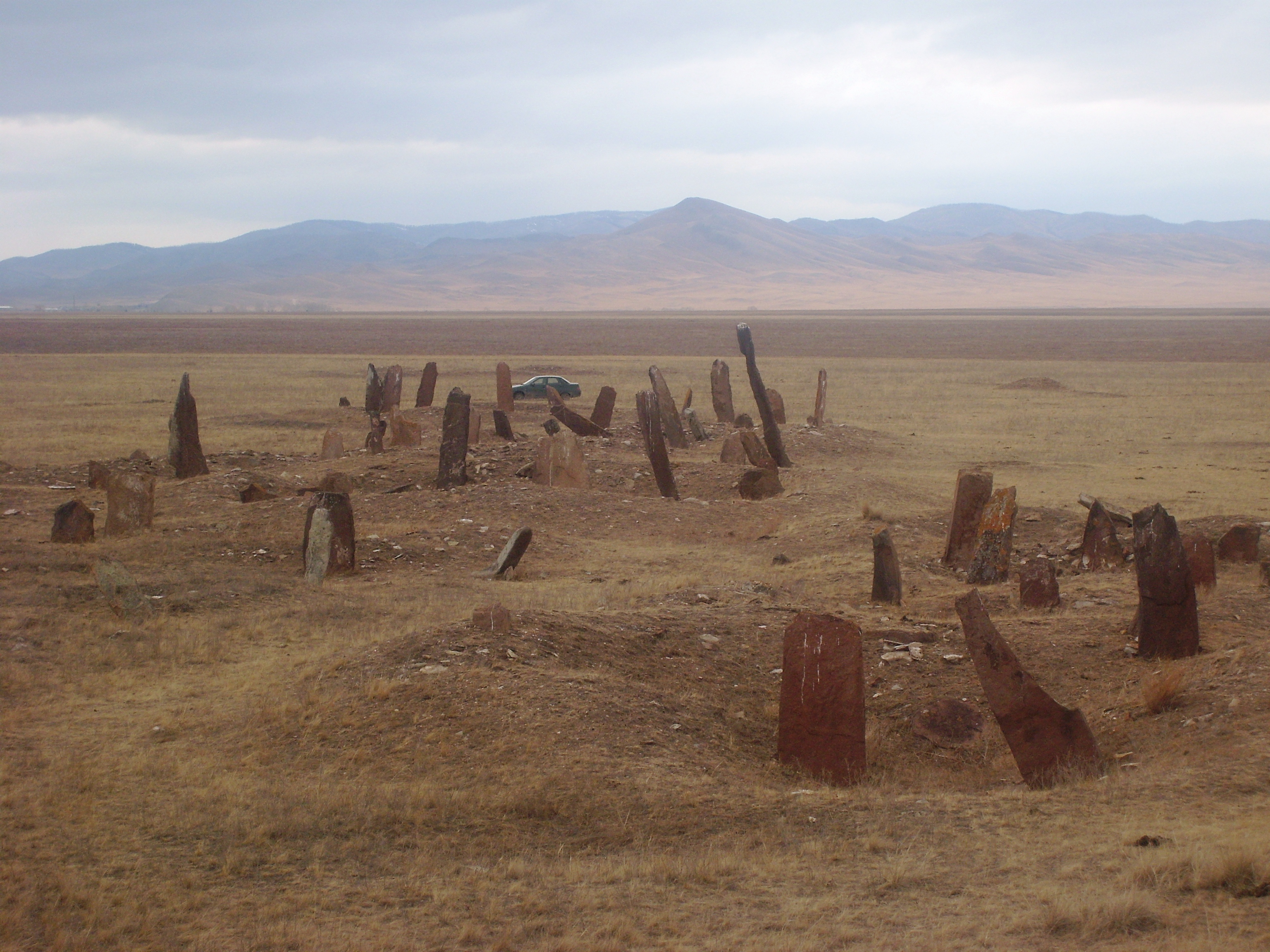
Culture Tachtyk
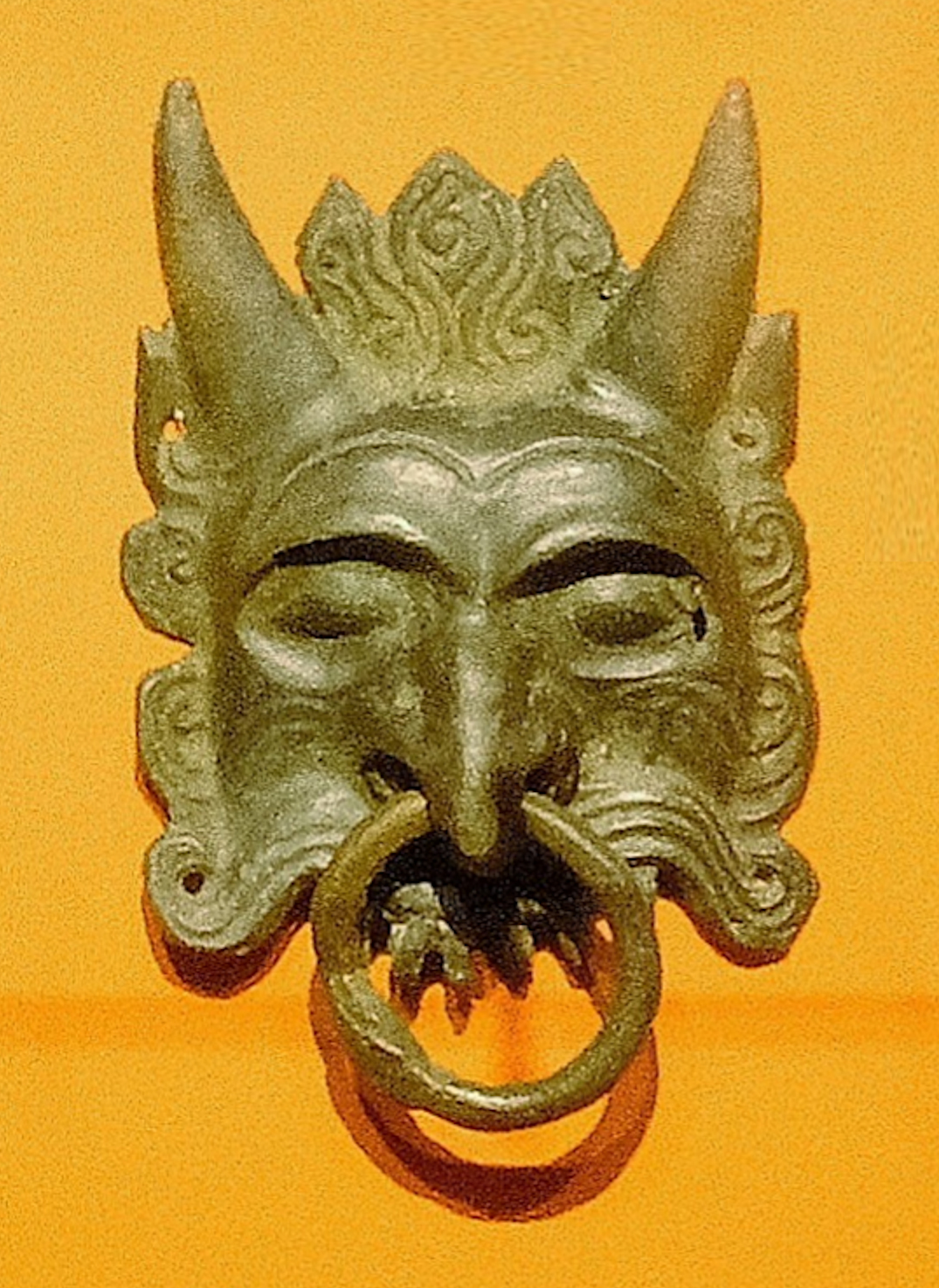
Masque, Tachtyk
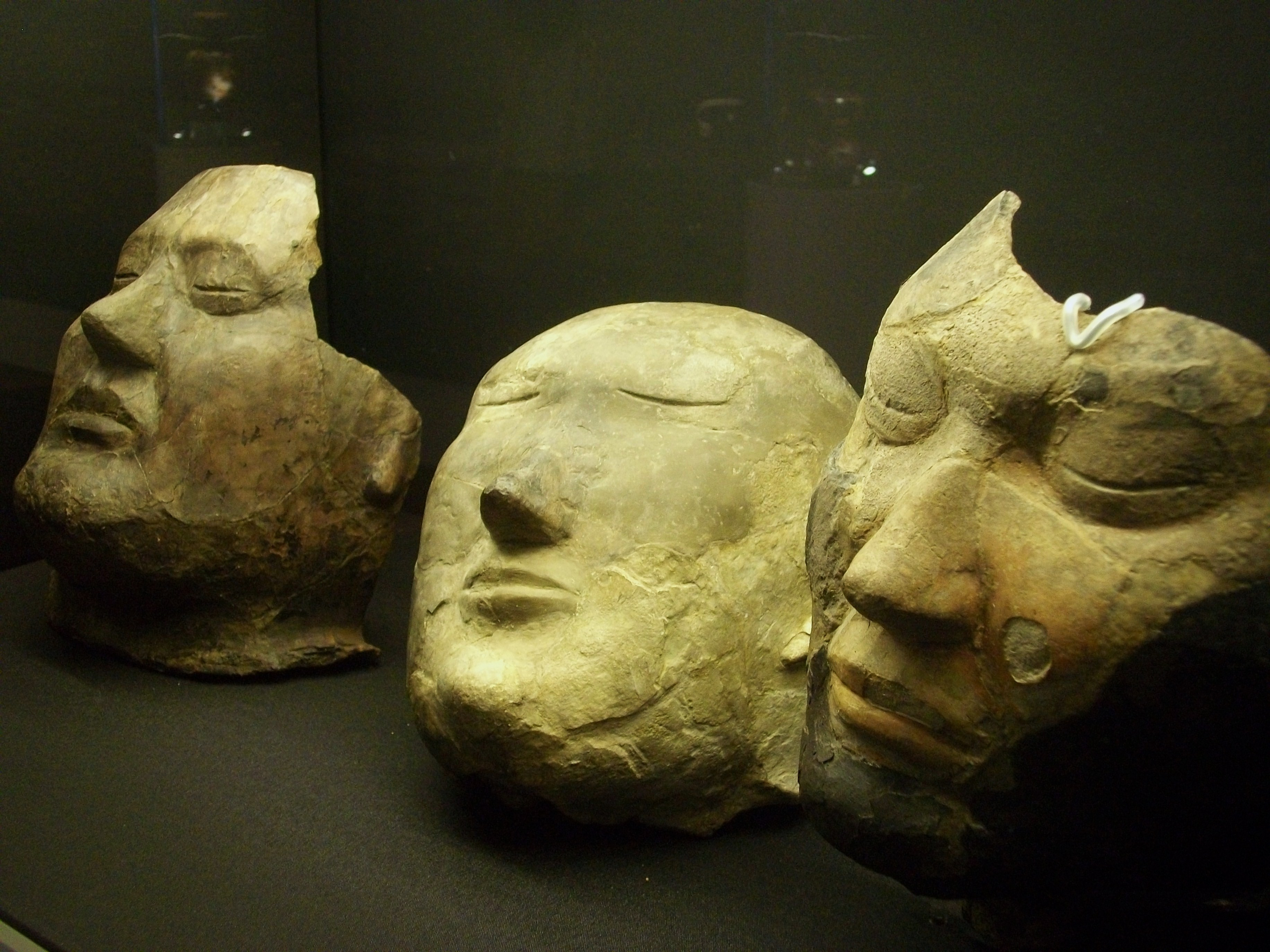
Masques funéraires, Tachtyk
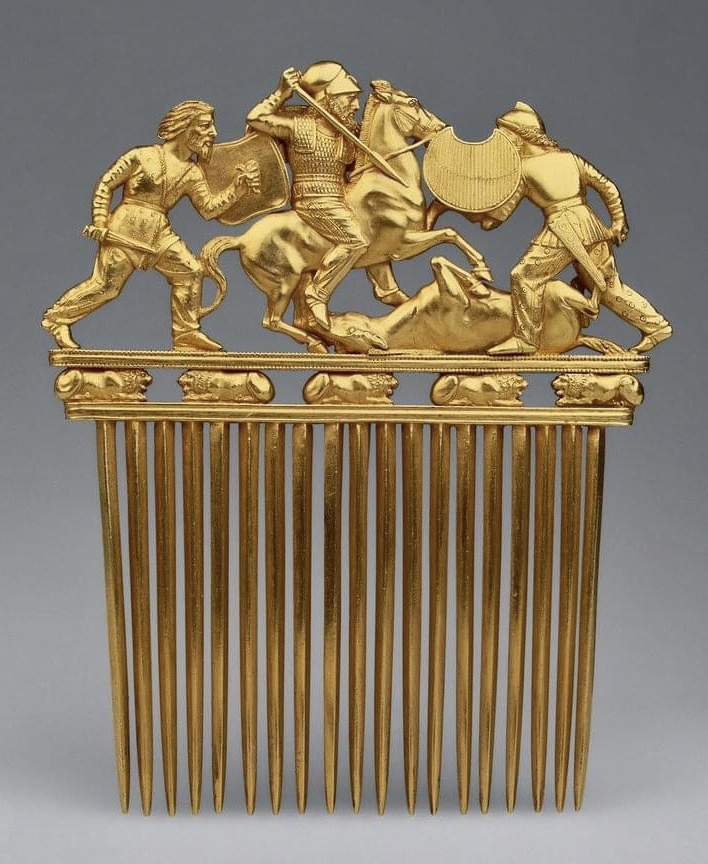
Peigne scythe, vers -400

- Culture de l'Ordos (600-150), plateau d'Ordos (Mongolie-Intérieure, Chine), art scythoïde
- Culture sauromatienne (en) (550-350), Volga-Oural-Sud-Sibérie
- Culture Pazyryk (550-250), Pazyryk, Sakas, kourgane, Kazakhstan/Altaï, enterrements de Pazyryk (en)
- Culture Sargat (en) (500-300, Tobol-Irtich)
- Culture Sagly-Bazhy (en) (500-200, Saka-Touva)
- Culture Korgantas (en) (400-113), suite de la culture Tasmola
- Culture Kulaika (de) (de -400 à + 400, Ob)
- Culture Tes-Stufe (de) (300-100, Minoussinsk)
- Culture Bulan-Koba (en) (de -150 à +450), Altaï
- Culture de Tachtyk (20-350), suite de Tagar, Krasnoïarsk, Sud-Sibérie, Ienisseï, Khakassie, Sakas

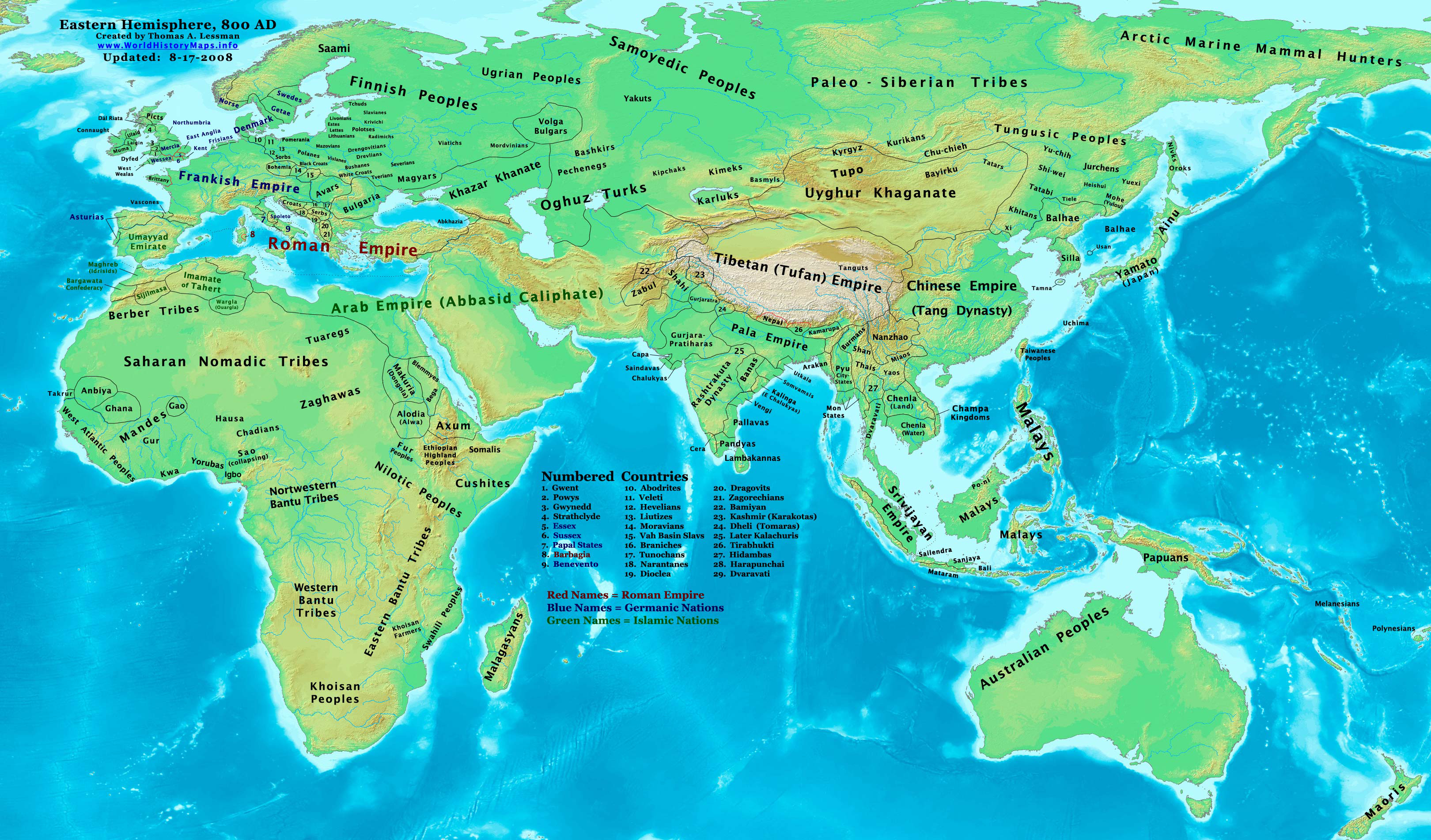
800
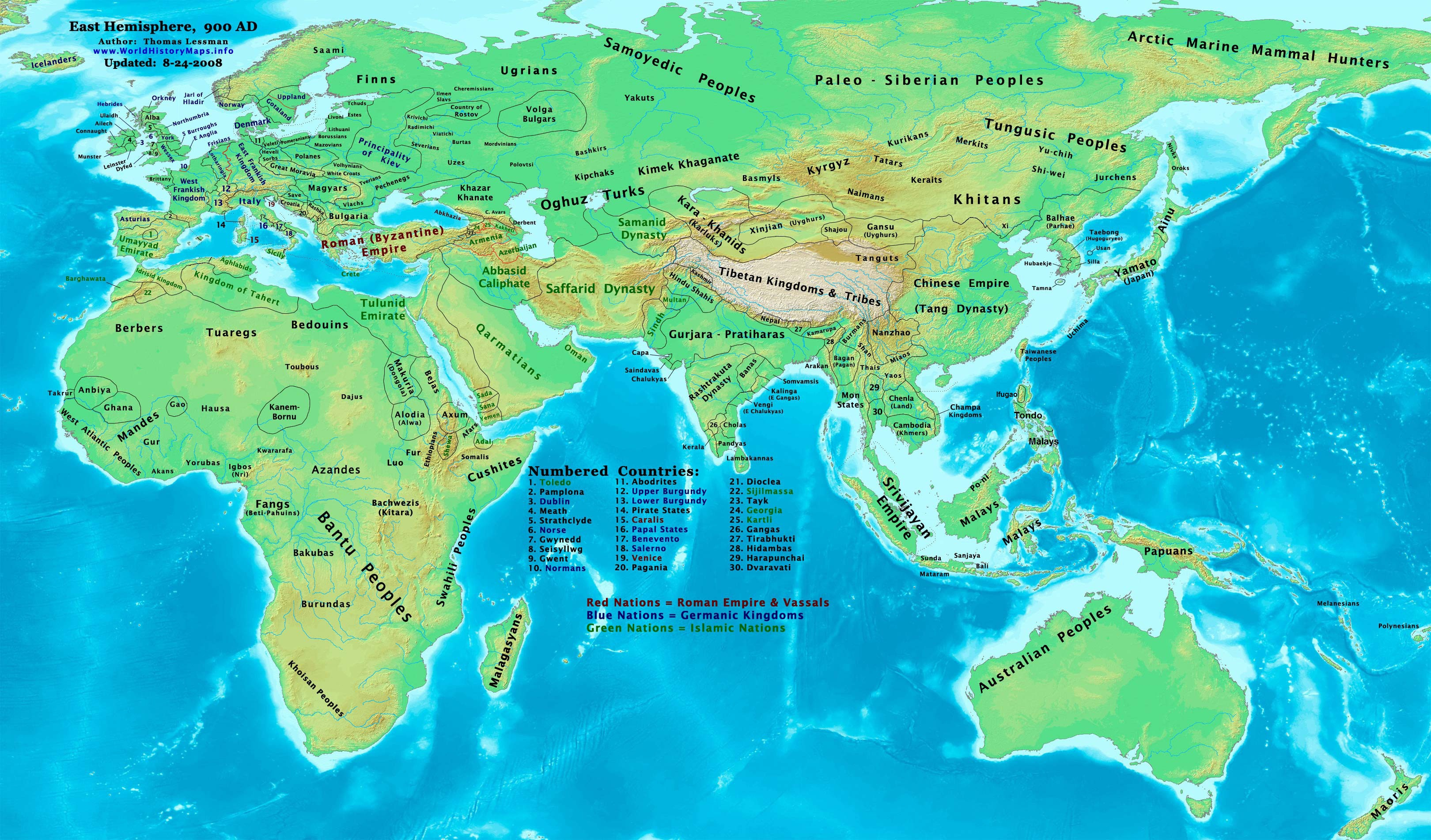
900
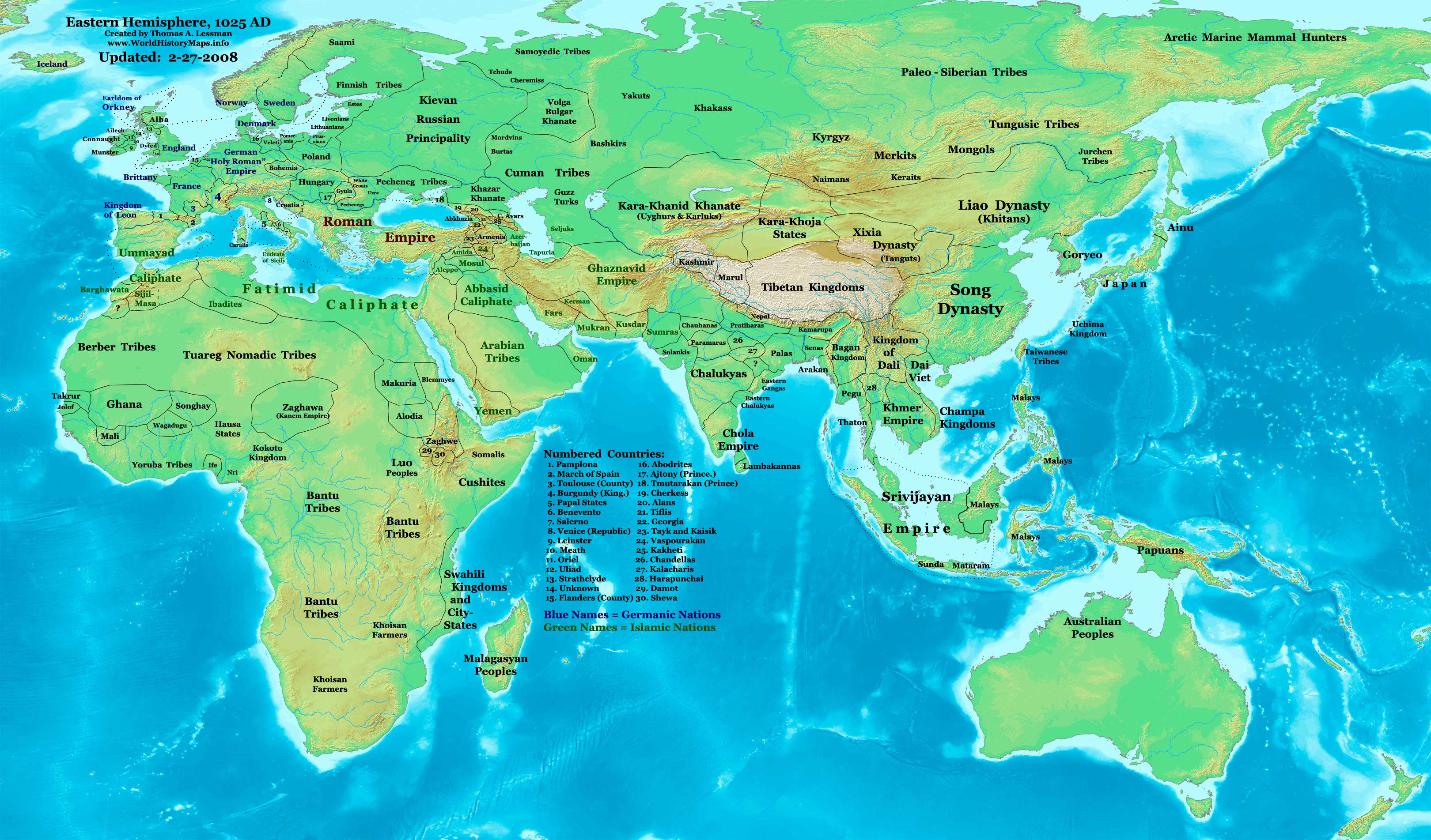
1025
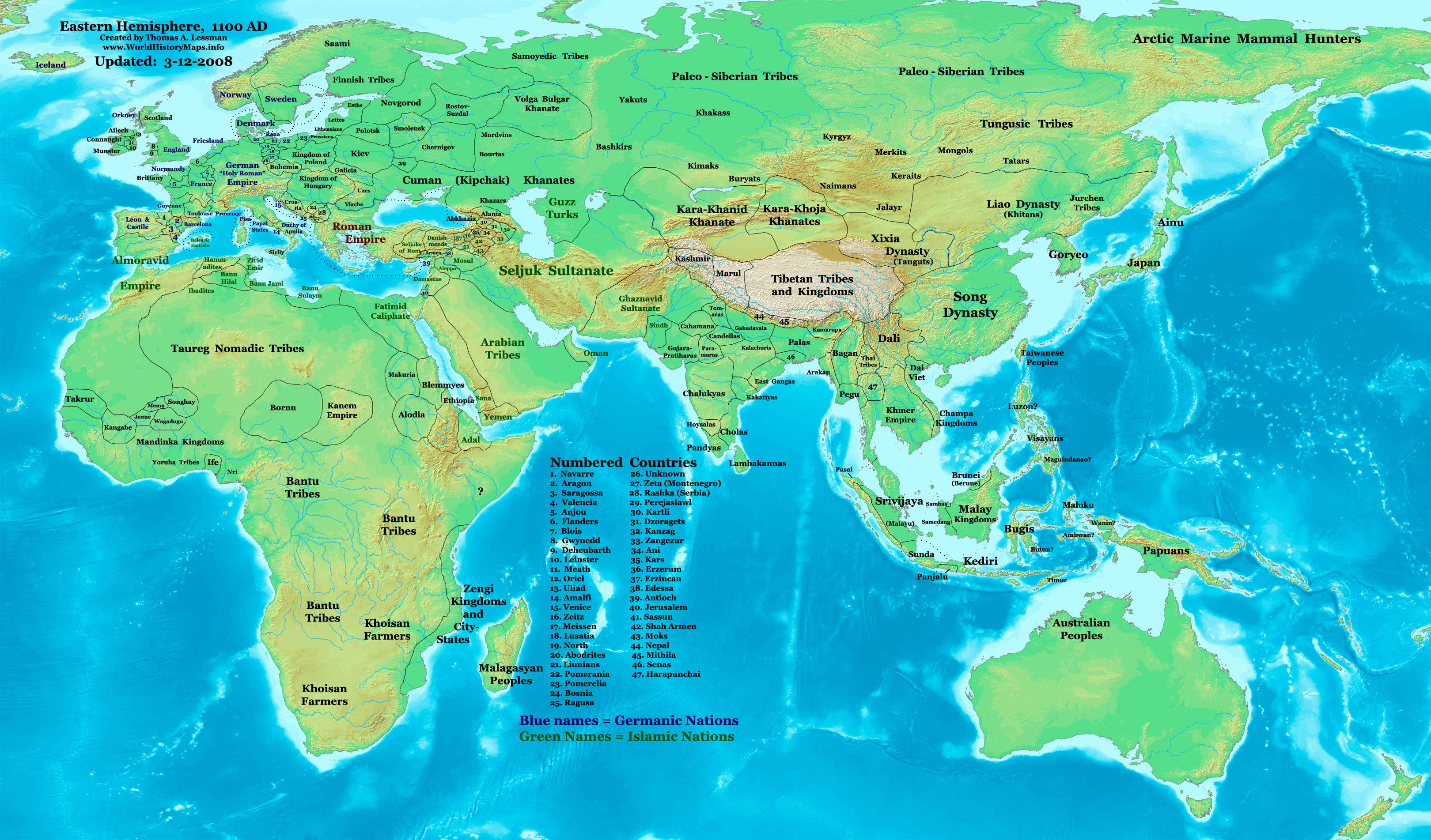
1100
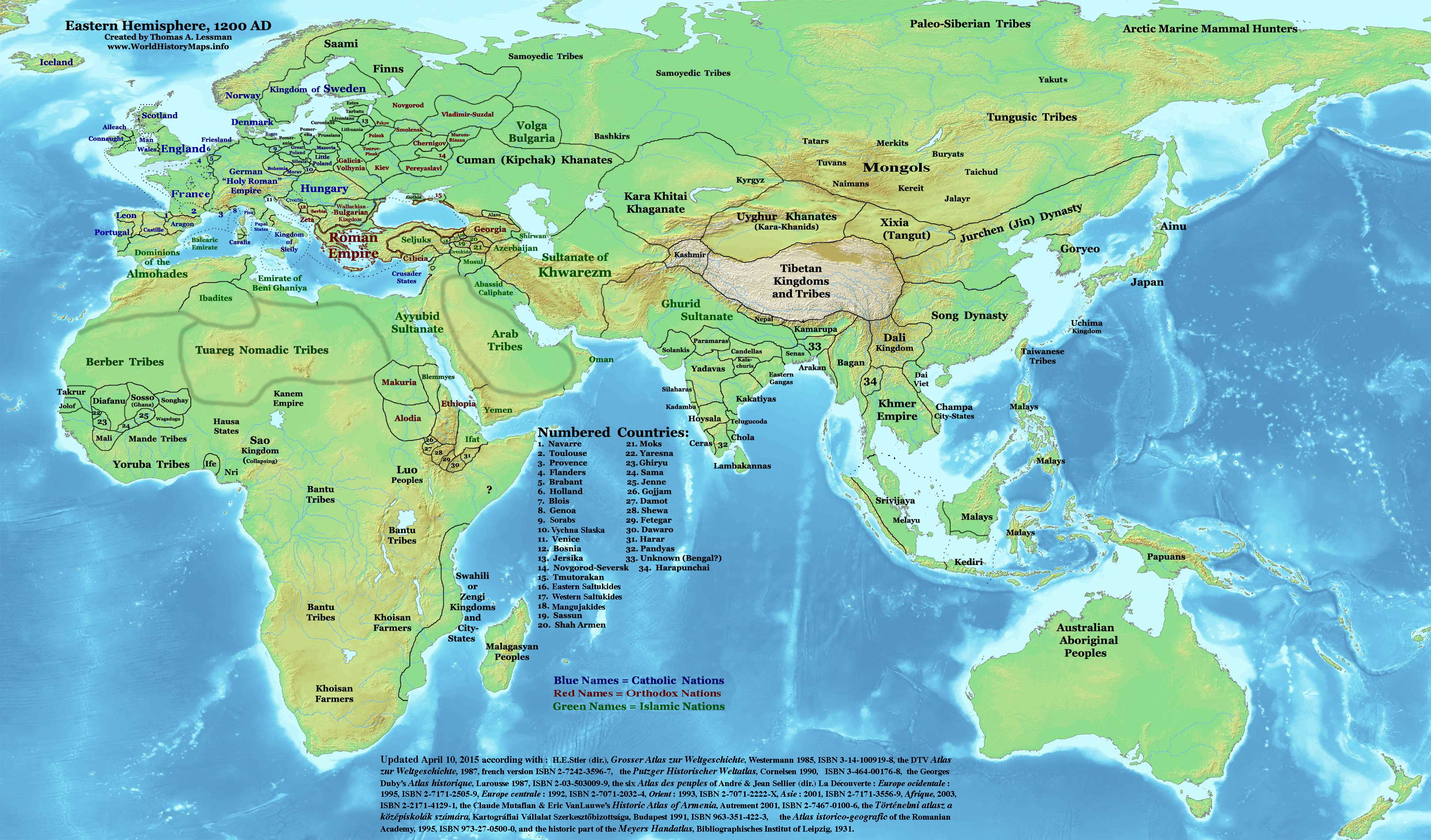
1200

- Culture Kok-Pash (en) (250-450), Altaï

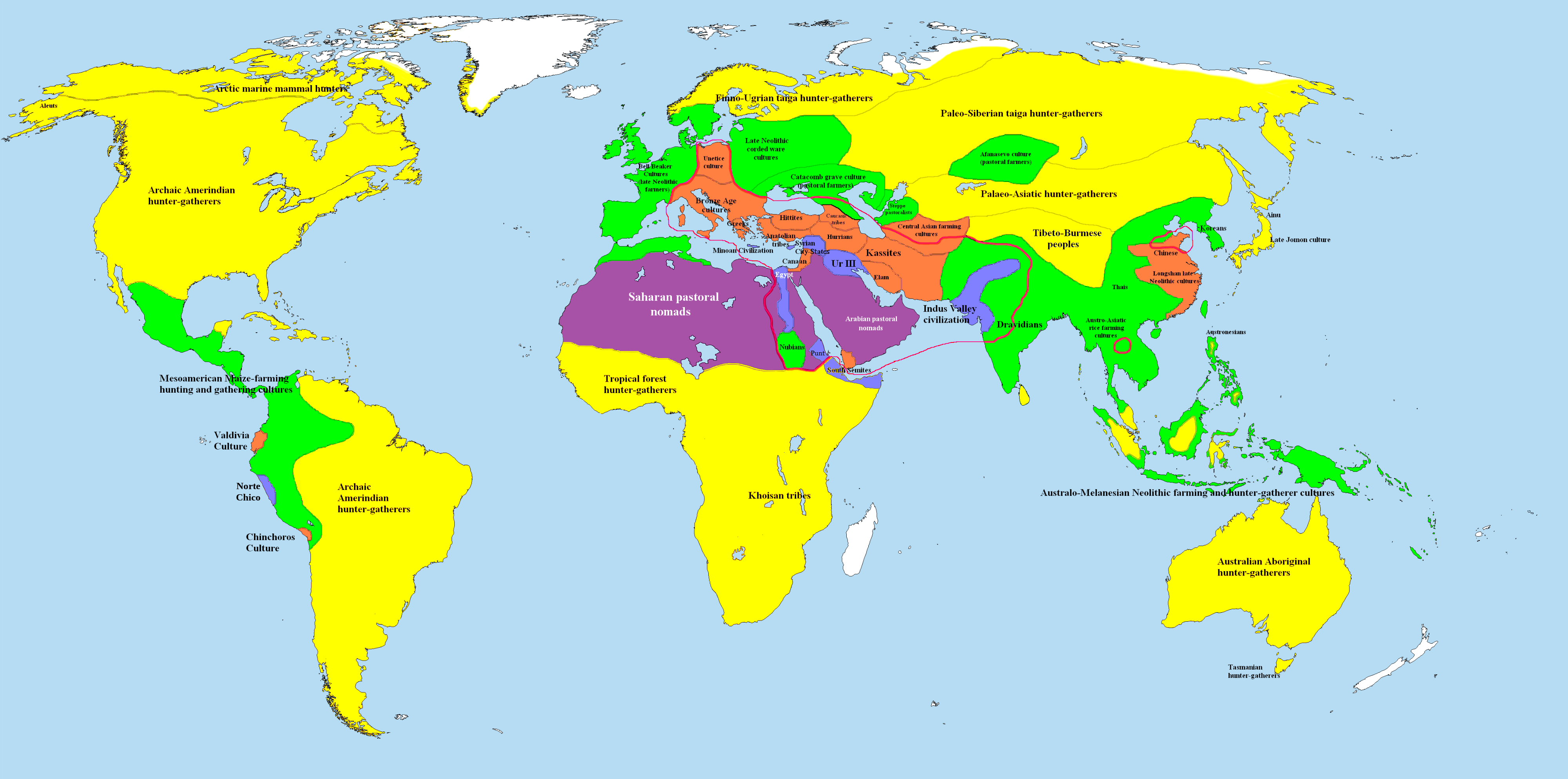
2000 AEC
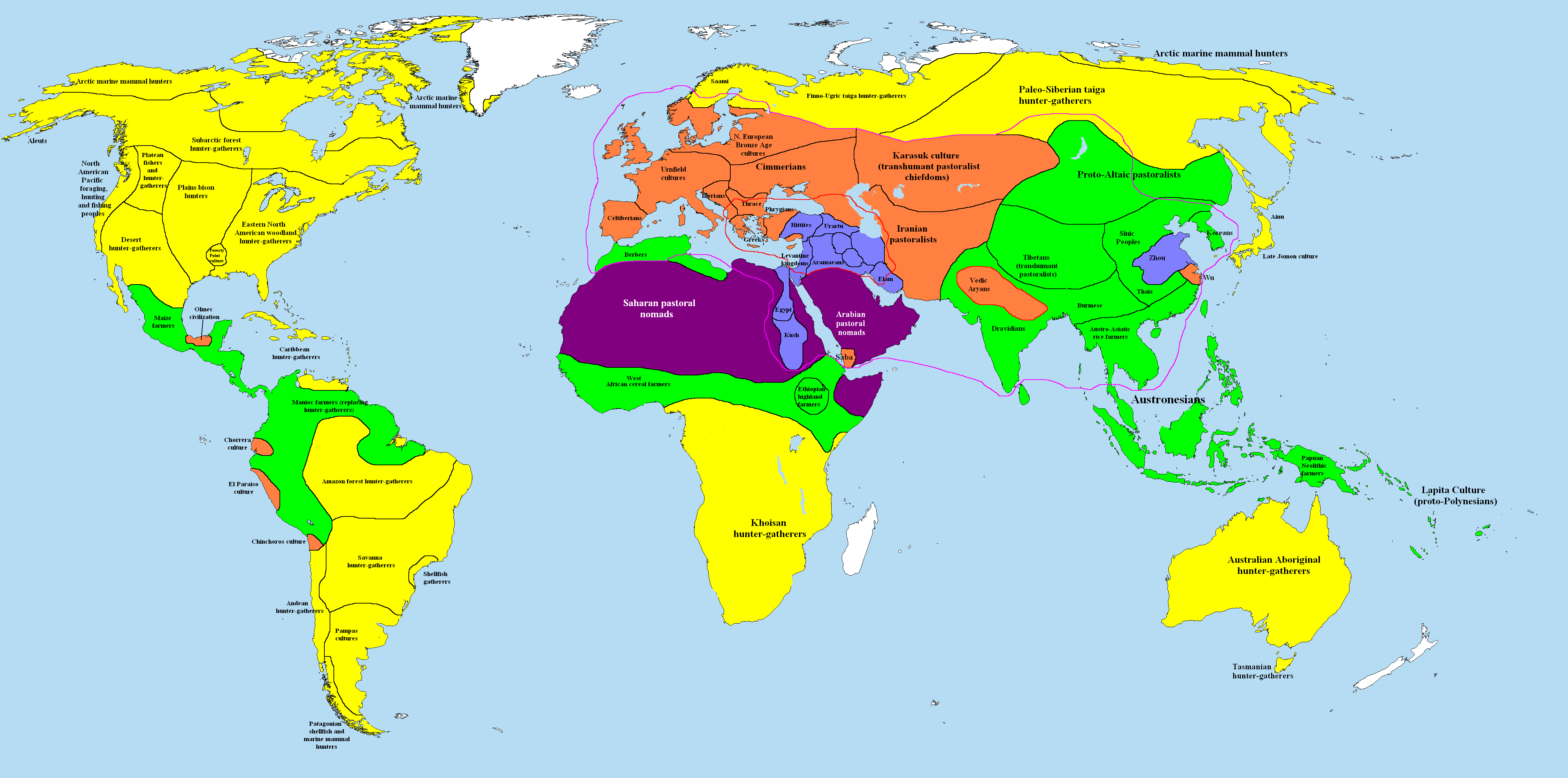
1000
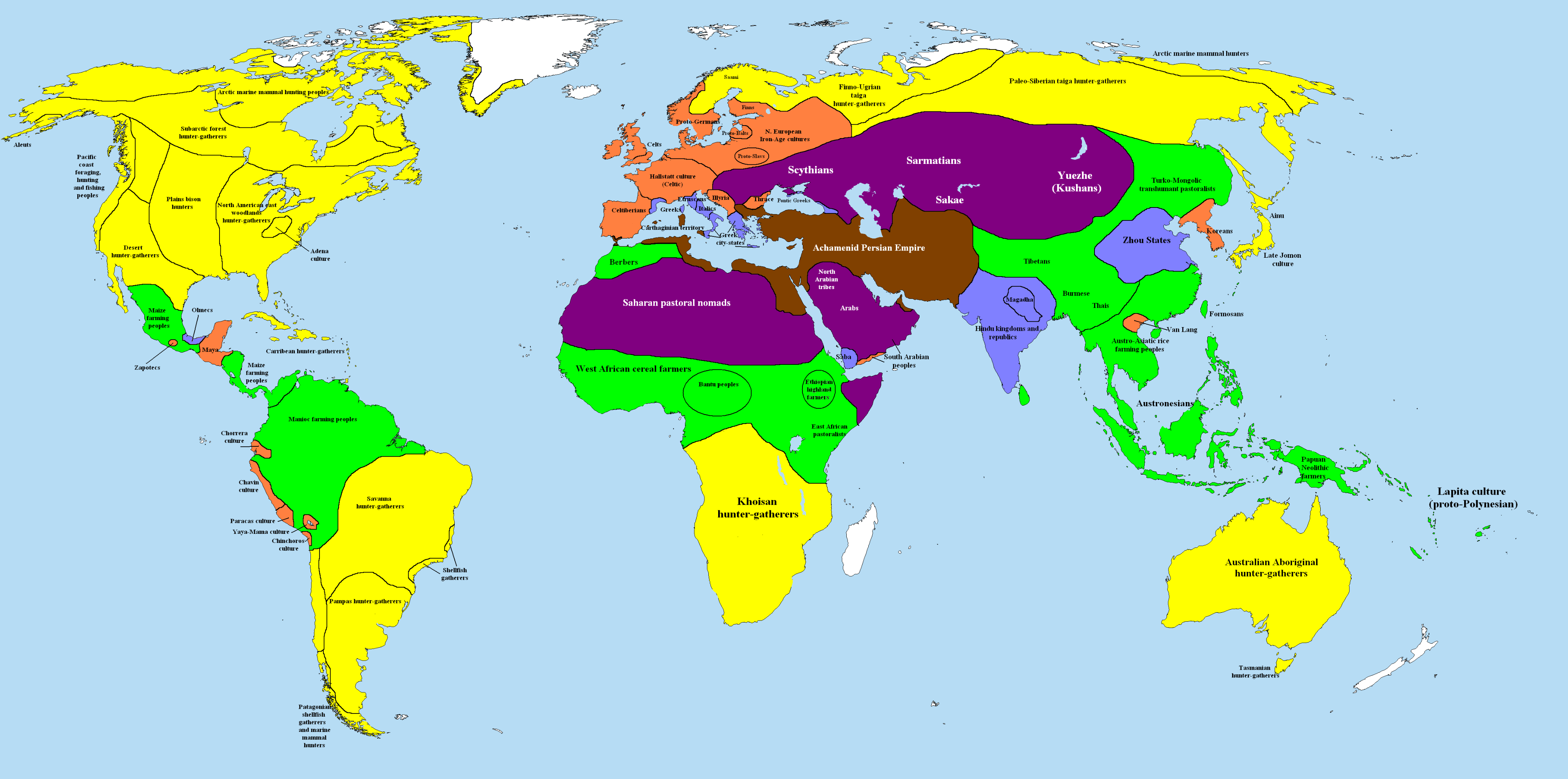
500
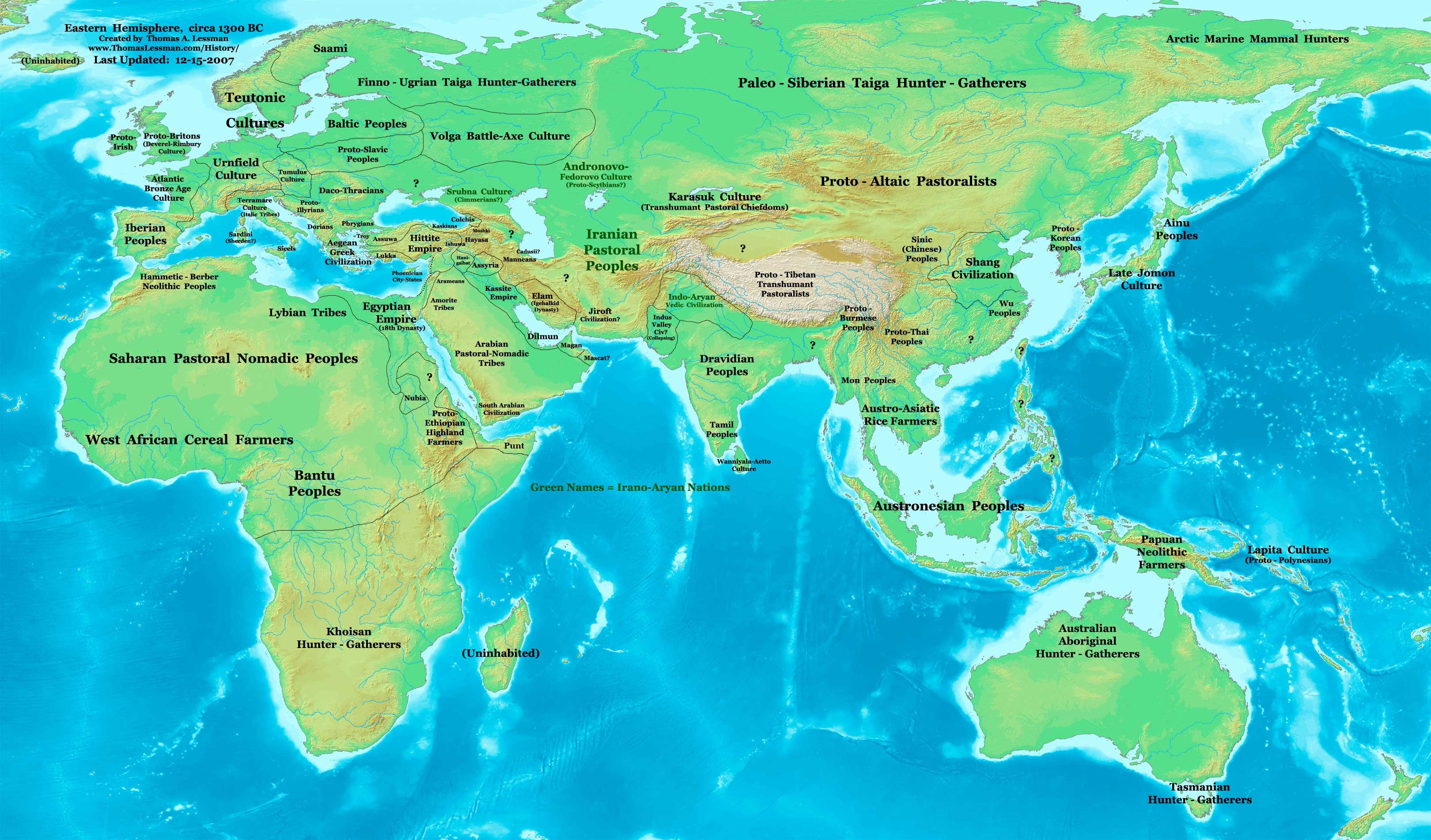
1300
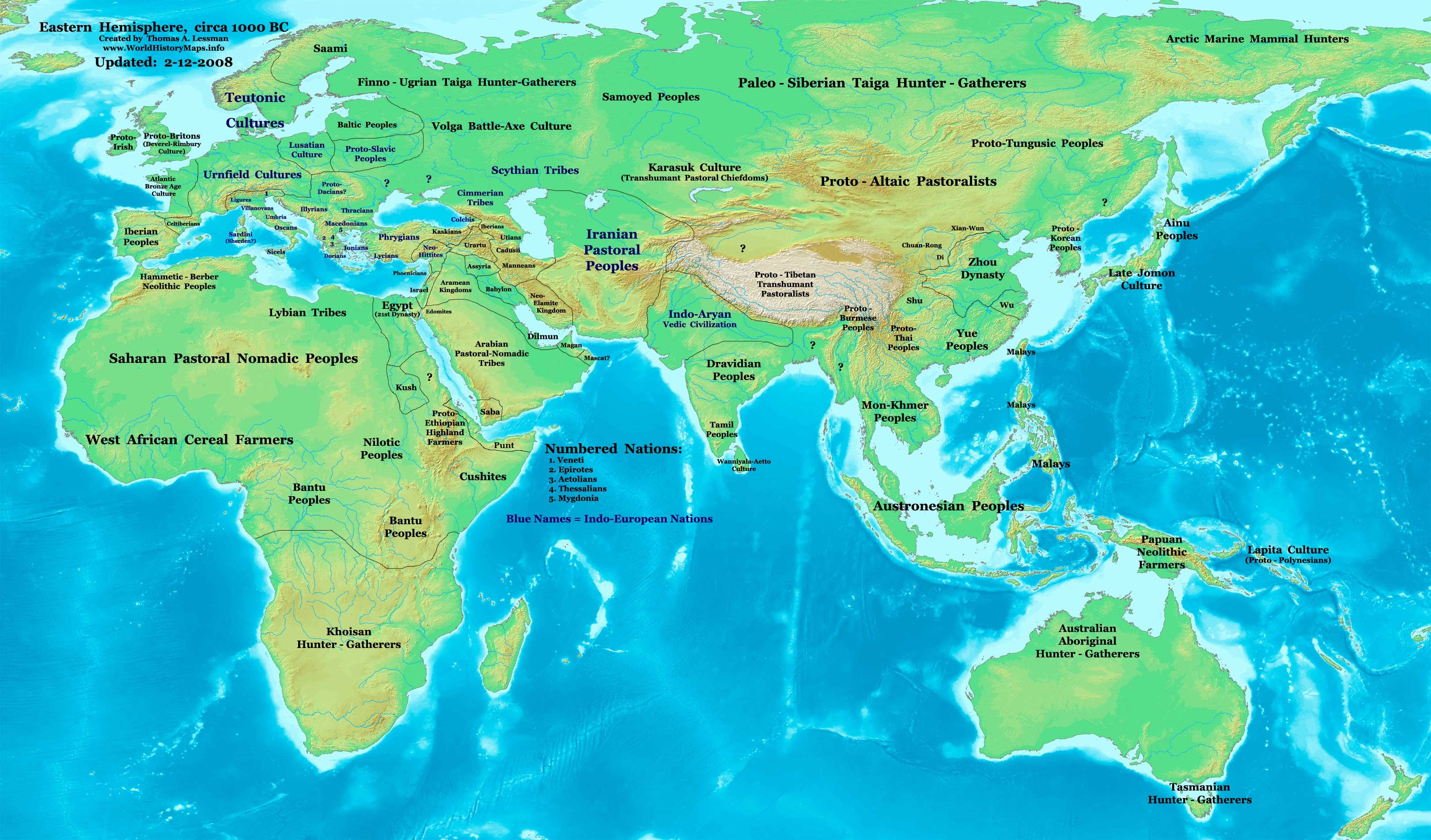
1000

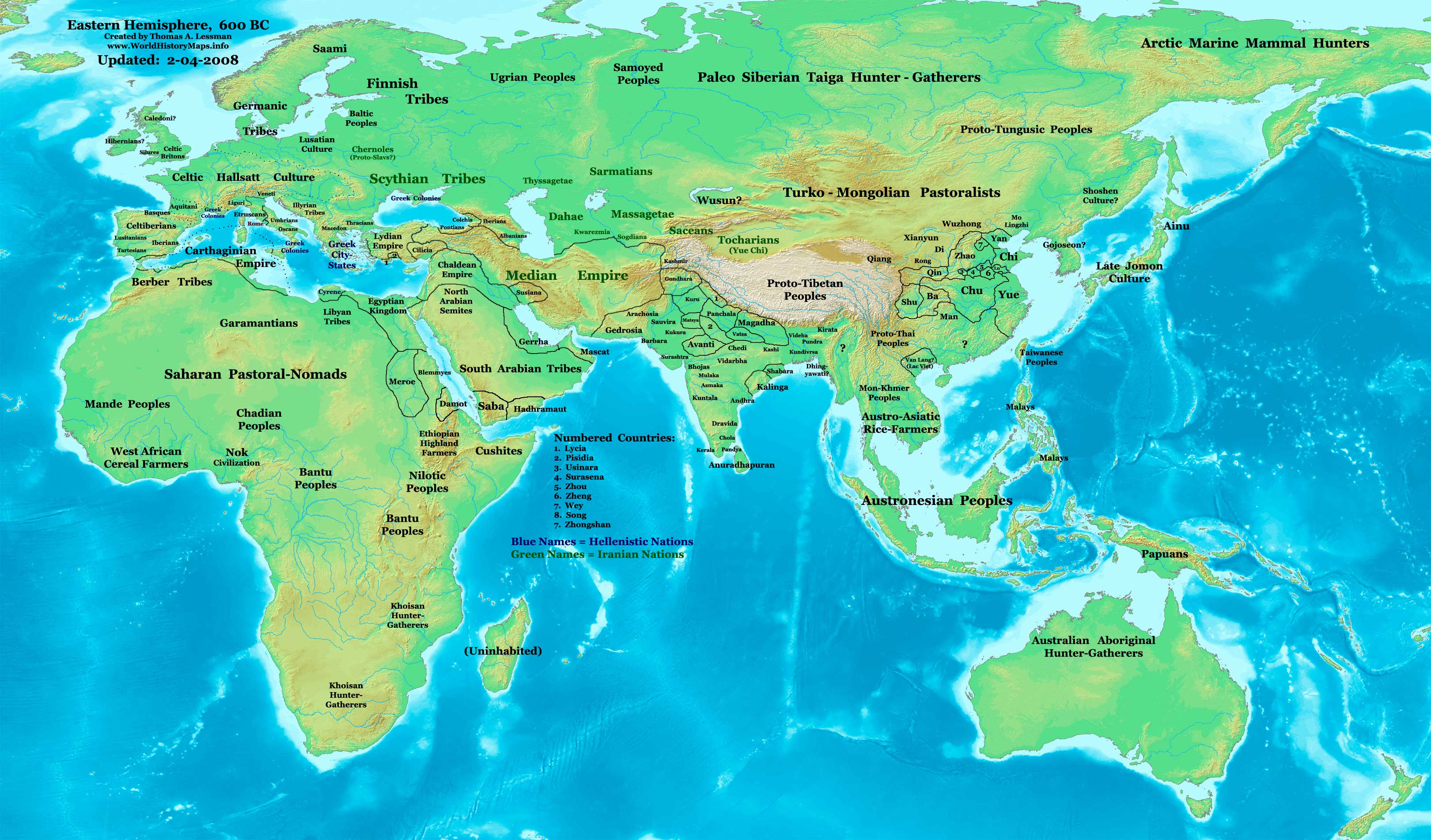
600
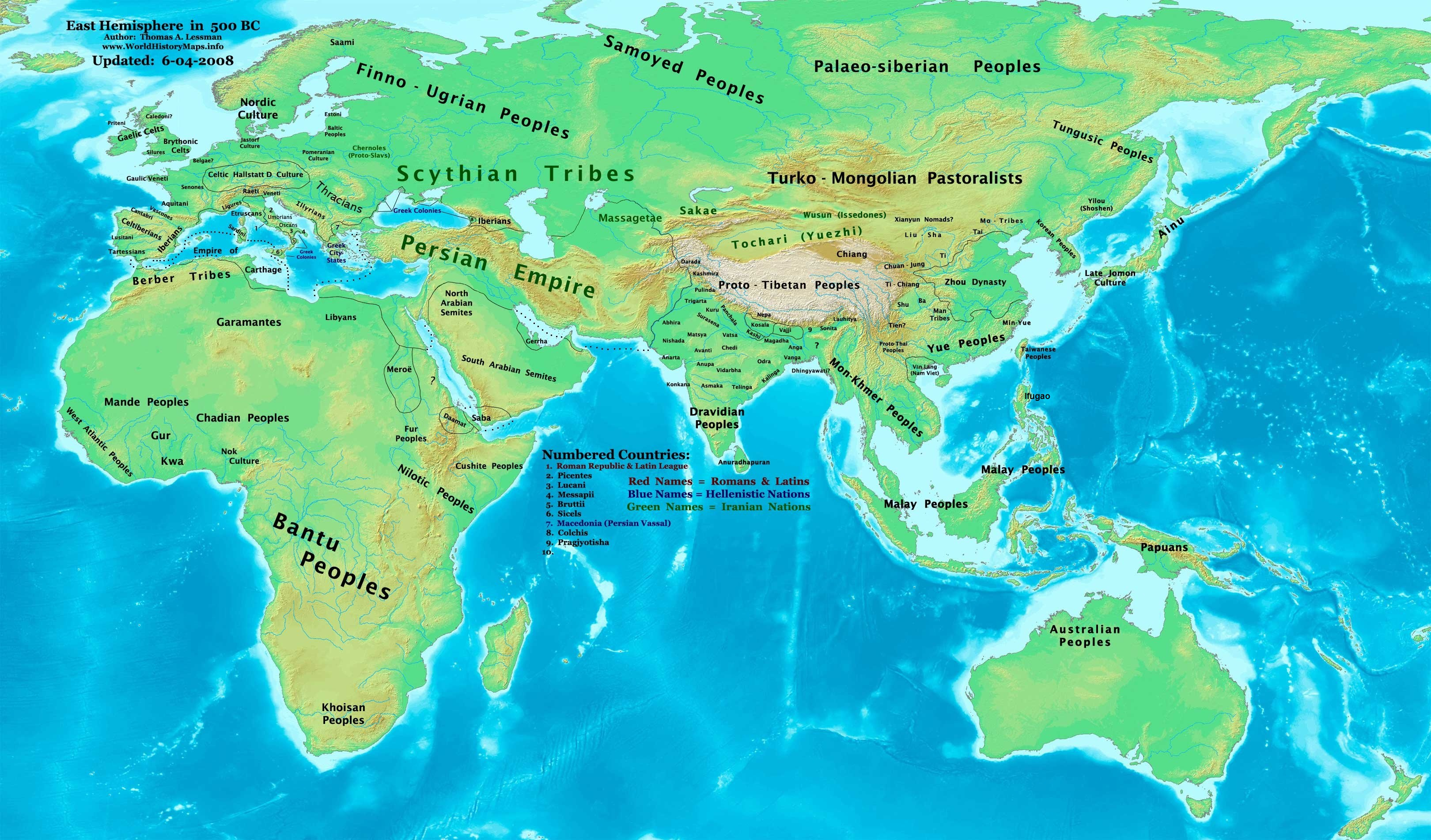
500
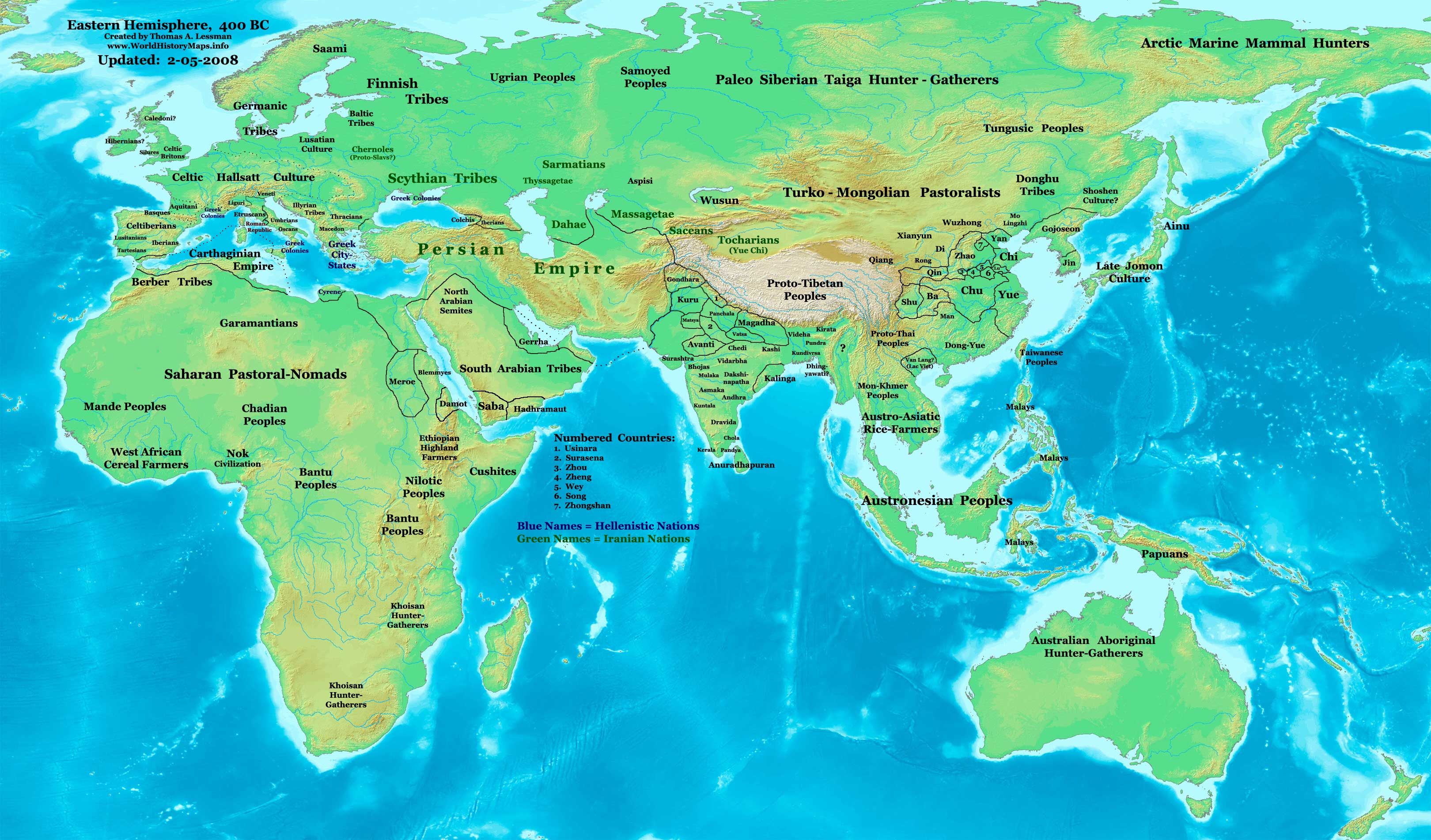
400
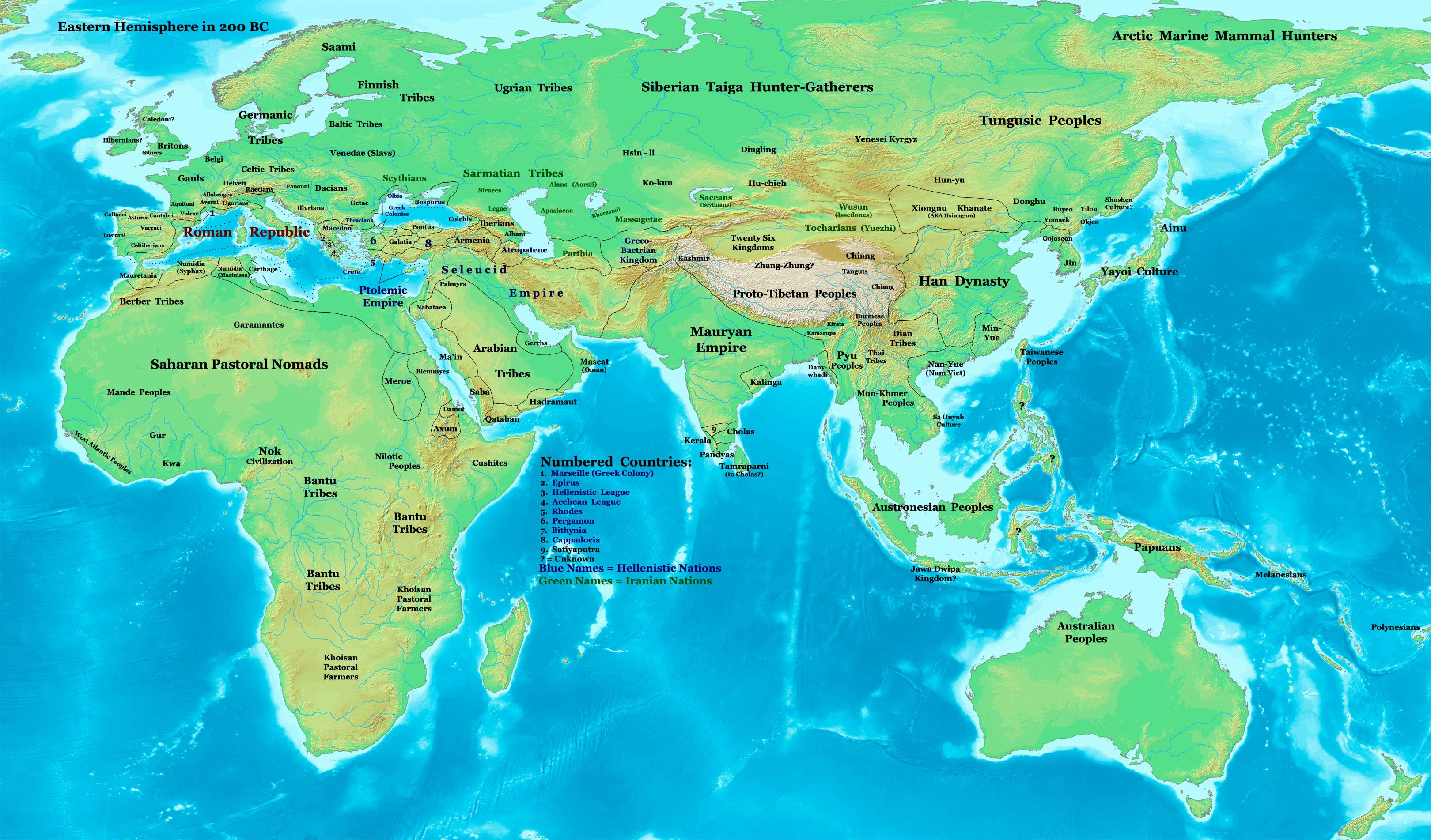
200
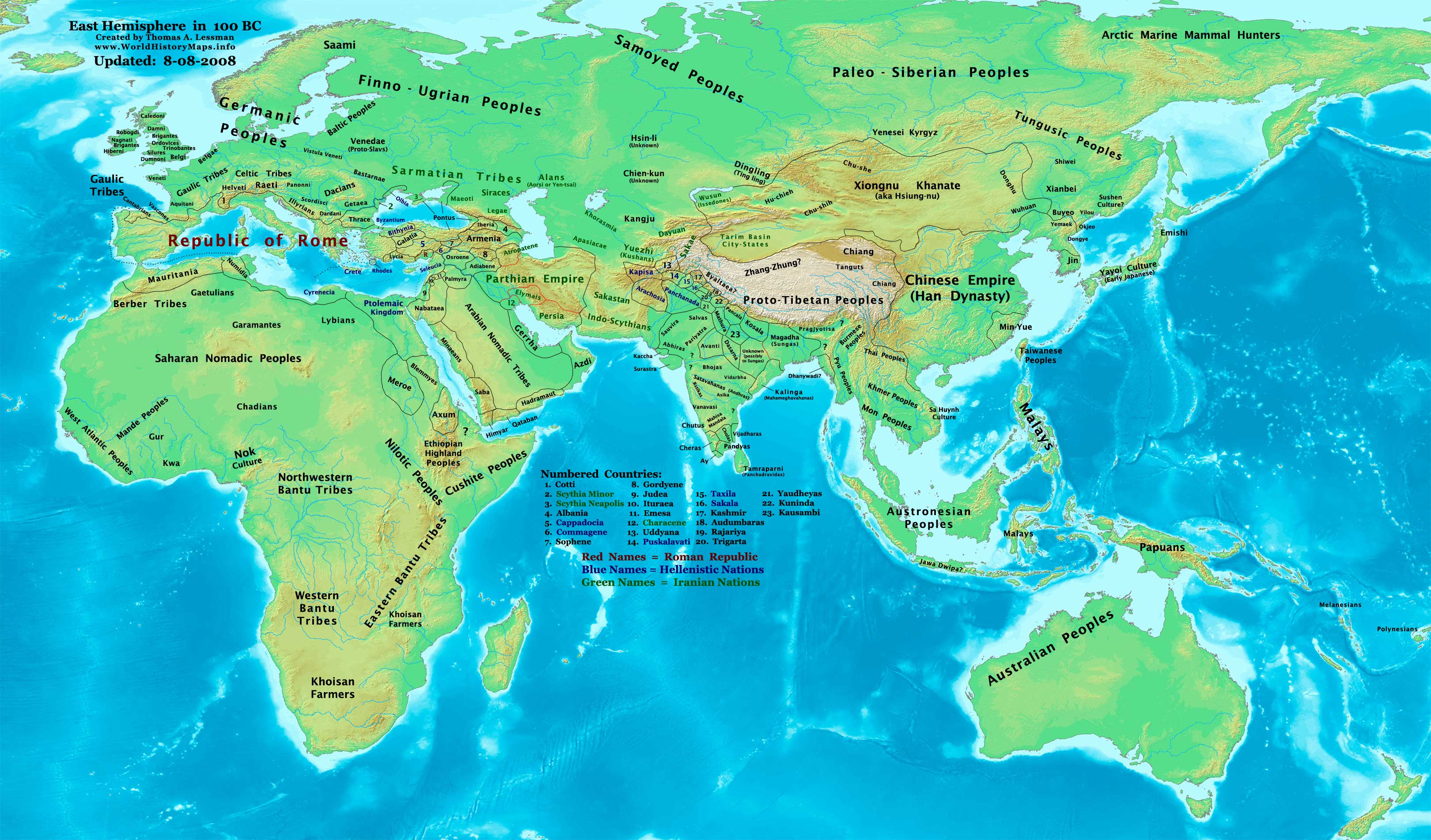
100 AEC

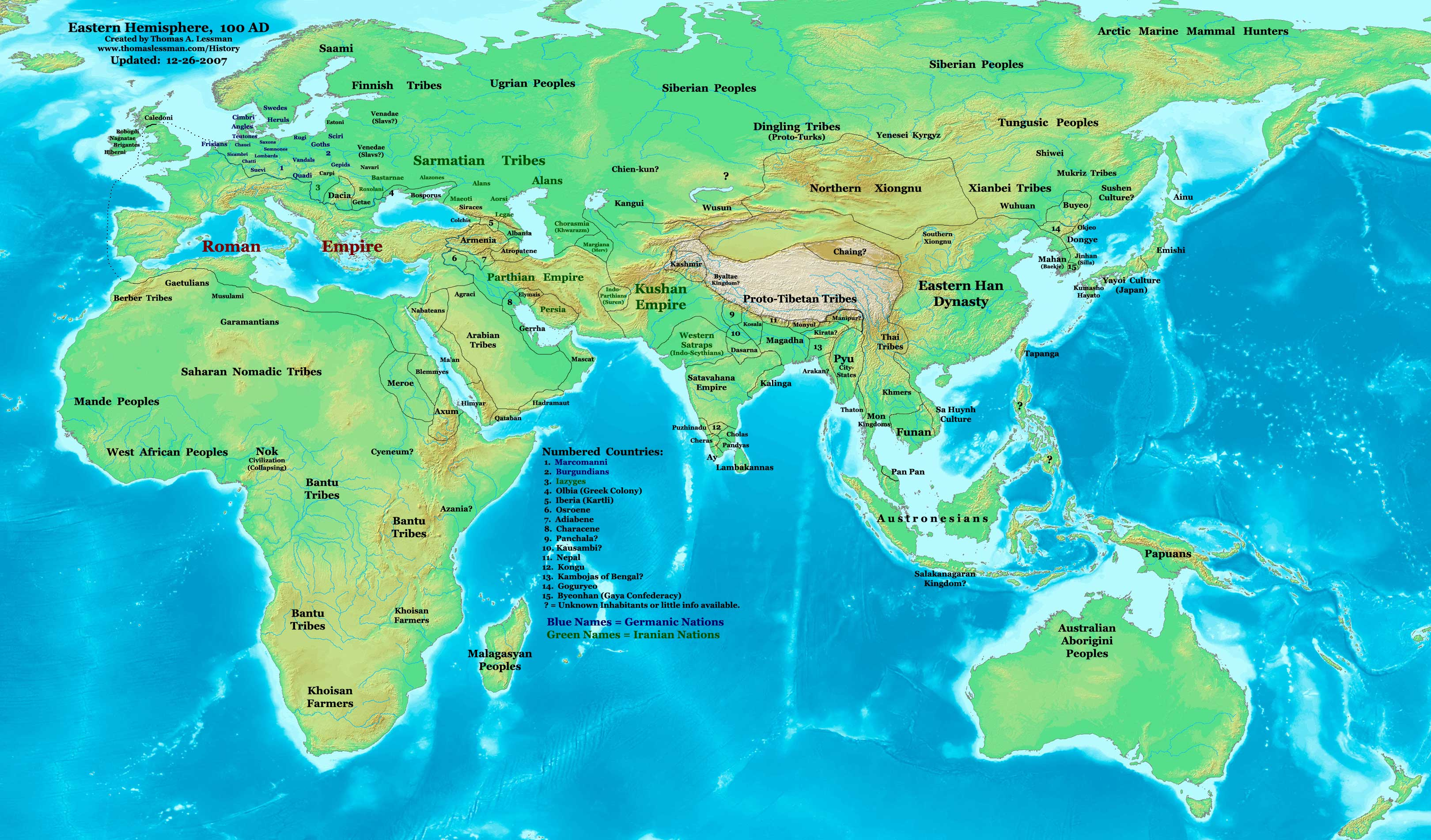
100 ère commune
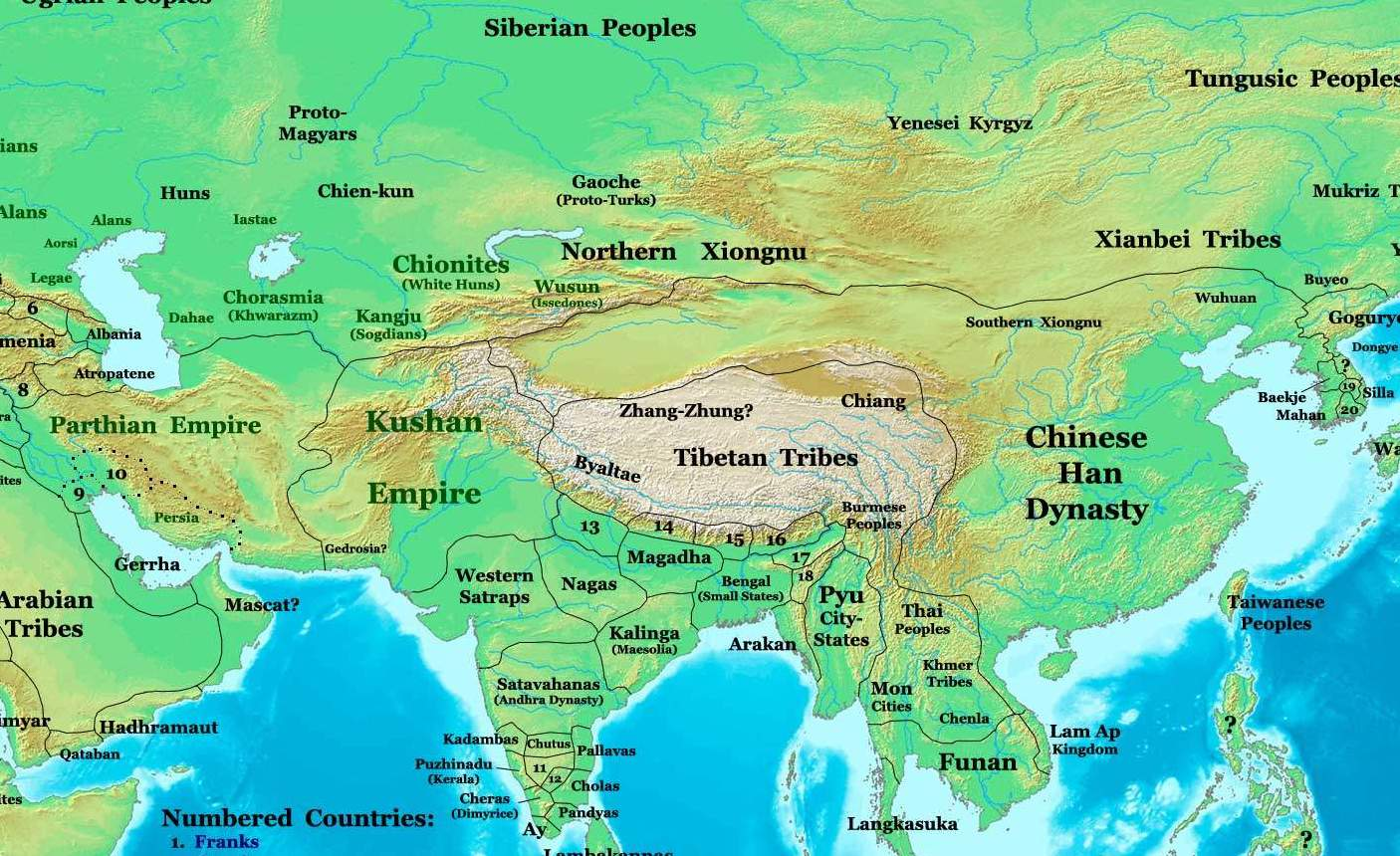
200
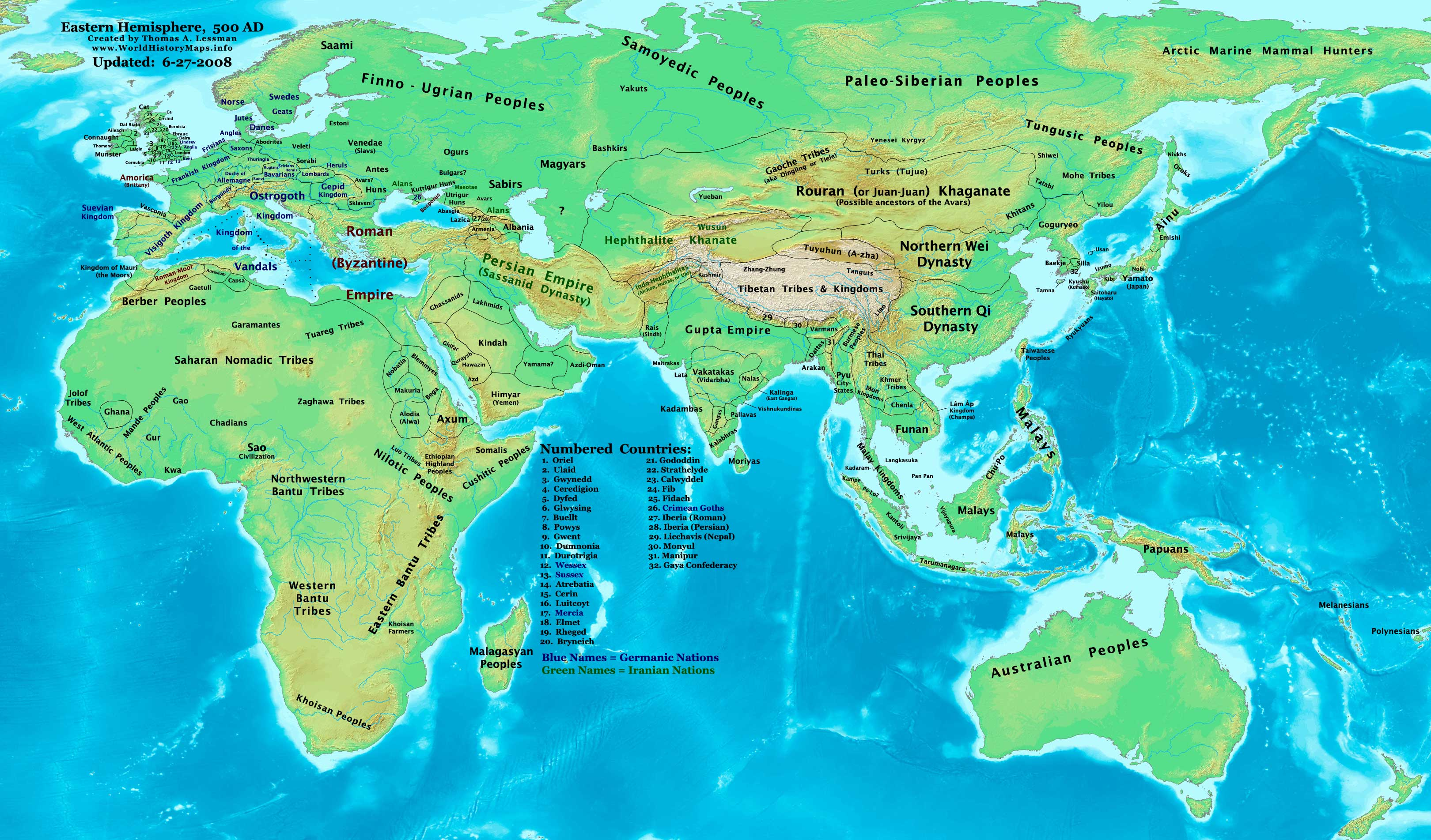
500
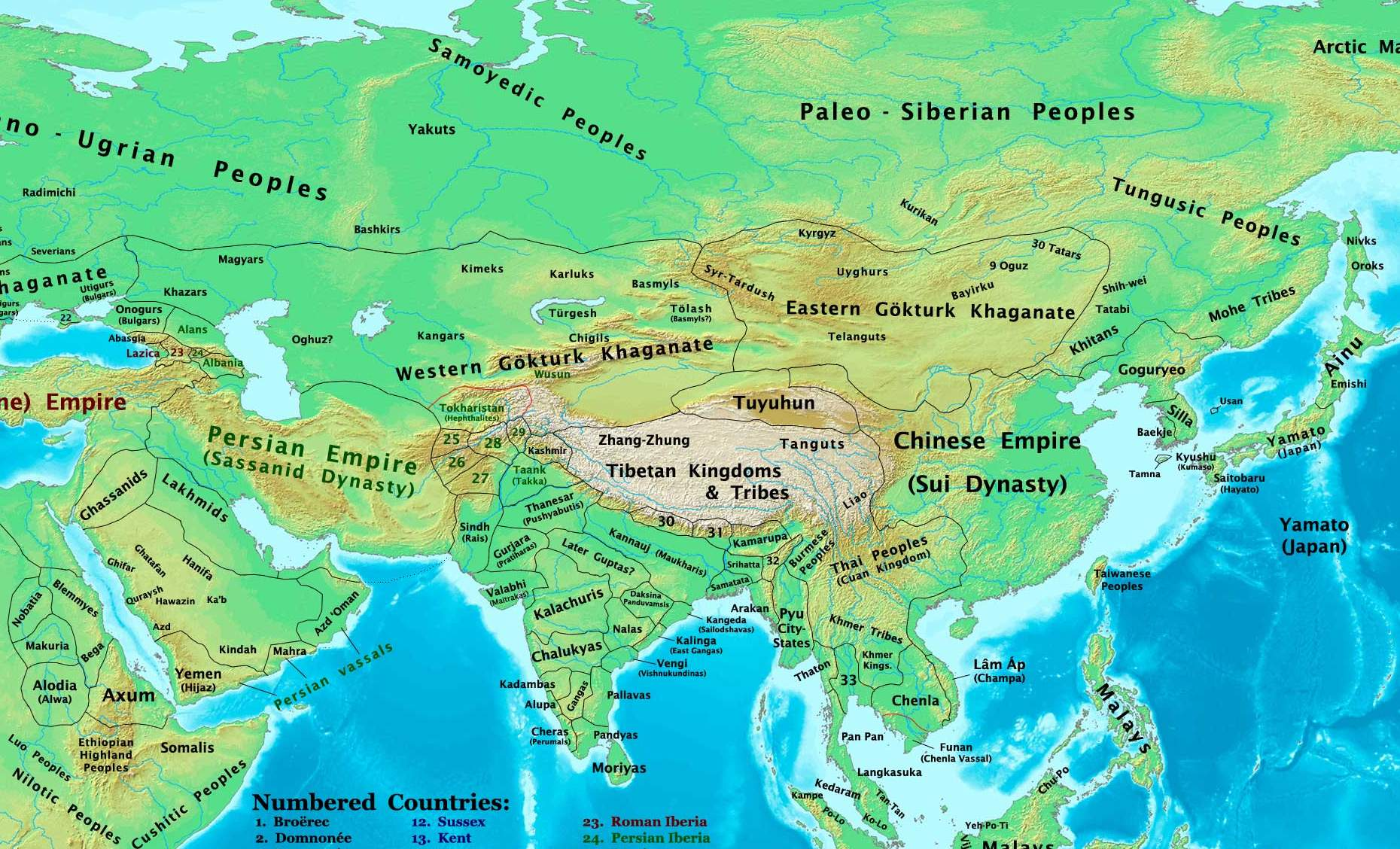
600
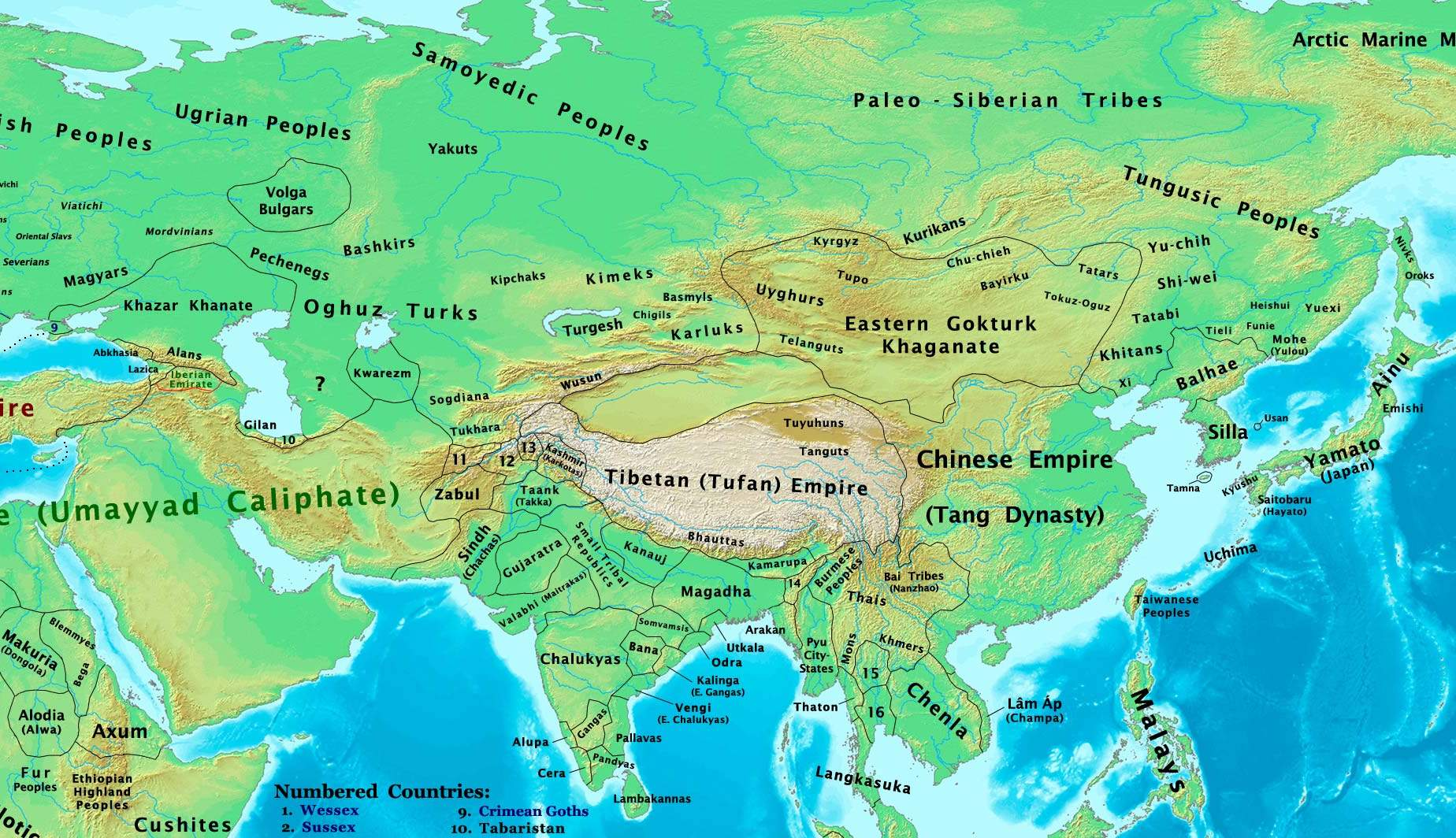
700

- 800
- 900
- 1025
- 1100
- 1200

## Histoire
L'histoire de la Sibérie avant la Russie reste peu connue (en Europe occidentale, du moins francophone).
Toute la moitié nord de la Sibérie paraît stable (Samoyèdes, Toungouses, Iakoutes, Paléo-Sibériens...).
Toute la moitié sud, turco-mongole, est très mobile sur de vastes zones (avec débordements sur toute l'Asie centrale, le Caucase, l'Europe) :
- Confédération proto-mongole Xiongnu (de -250 à +93),
- Confédération proto-mongole Xianbei (93-250/450),
- Confédération proto-mongole Ruanruan (350c-560), de la Mandchourie au Turkestan,
- Khaganat turc (551-581), colline fortifiée de Ialoman
- Khaganat turc oriental (581-630),
- Khaganat kirghize du Ienisseï (693-1207, Khakas)
- Khaganat Göktürk (552-657, 682-745)
  - vallée de l'Orkhon, inscriptions de l'Orkhon, alphabet de l'Orkhon, inscriptions de Tonyukuk
- Khanat bulgare de la Volga (600-1236),
- Khaganat kirghize du Ienisseï (693-1207),
- Khaganat Kimek (743-1220),
- Khaganat ouïgour (744-848), centré sur la Mongolie actuelle,
- Confédération Coumans-Kiptchaks (900c-1241), de langues kiptchak,
- Empire mongol (1206-1243/1294),
- Horde d'or (1243-1502),
- Khanat de Sibir (1425/1468-1598)...

La prise par Moscou du khanat de Kazan (1552), du khanat d'Astrakhan (1556), puis du khanat de Sibir (1598), ouvre la voie de la conquête de la Sibérie, par les Russes, et surtout les Cosaques, tout autant qu'elle consolide d'abord la traite des fourrures en Sibérie.
L’exploration géographique, la recherche scientifique, la prospection géologique, tout cela intervient, de Russie, surtout à partir de 1700 et de Pierre le Grand (1682-1725) :
- Liste d’explorateurs russes (en),
- Données archéologiques de la colonisation slave du nord-est de la Russie,
- Anciens colons russes (en) (du Nord de la Russie, autochtones et métis).

Les Cosaques mériteraient une histoire plus complète, comme fondateurs ou formateurs de la Sibérie moderne, jusqu'à la décosaquisation.
Une histoire plus complète des peuples turciques honorerait la turcologie, à partir des travaux en langues turciques ou au moins en turc.
L'histoire du développement industriel récent de la Sibérie (gisements, énergies fossiles, barrages, centrales thermiques, centrales nucléaires, combinats chimiques, usines diverses, transports, cosmodrome...) serait à constituer.
Enfin, serait bienvenue toute une histoire (et une archéologie) de la Sibérie comme lieu de relégation et déportation (bagne, travaux forcés, goulag). La dissolution en 2021 de l'ONG russe Memorial ne va pas dans cette direction.

## Zones géographiques

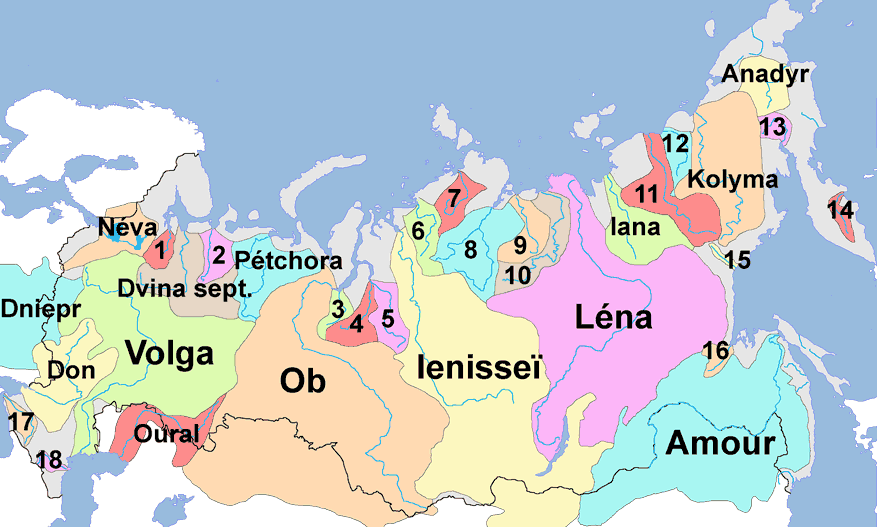
Bassins fluviaux de Russie

L'inventaire qui suit compile diverses informations tirées de wikipedia, principalement en langues à alphabet latin (de/en/fr), pas forcément sourcées ni développées : cultures, sites, repères (géographiques, historiques, etc.).
La répartition est faite selon les subdivisions administratives russes actuelles (2024).
L'ensemble est évolutif, à améliorer.
Un cadrage sur les transports en Russie et particulièrement en Sibérie :
- Voies navigables de Sibérie (en), seules utilisables commercialement avant 1700
  - Liste des cours d'eau en Russie, liste de canaux en Russie (en), détournement des cours d'eau de Sibérie
- Océan Arctique, îles de l'Arctique russe, mers bordières, route maritime du Nord, géopolitique de l'Arctique (en)
  - Ports en Russie, villes portuaires en Russie, ports et havres de la côte pacifique russe (en)...
- Route de Sibérie, décrétée en 1689, réalisée de 1730 à 1860, routes de Russie, liste des autoroutes de la Russie...
- Transport ferroviaire en Russie, histoire du transport ferroviaire en Russie, Transsibérien (1888-1916), Magistrale Baïkal-Amour (1930-présent), Turksib (1931), Chemins de fer russes (RJD)...
- Liste des aéroports en Russie, Aeroflot...

## Recherche (musées, universités)
Une liste de musées en Russie concernant en partie la Sibérie :
- Musée d'ethnographie et d'anthropologie de l'Académie des sciences de Russie (Saint-Pétersbourg, 1727), Kunstkamera
- Institut des manuscrits orientaux (Saint-Pétersbourg) (1818)
- Musée russe d'Ethnographie (Saint-Pétersbourg, 1902)
- Institut d'études orientales de l'académie des sciences de Russie (1818), Institut d'études orientales de Moscou (1920-1954)
- Musée de l'Institut d'anthropologie et d'ethnologie Mikloukho-Maklaï (1933)
- Musée national tchouvache (1921)
- Musée régional de Sakhaline (1946)
- Musée régional d'art d'Irkoutsk
- Musée régional de Krasnoïarsk (1929)
- Musée d'architecture et d'ethnographie Khokhlovka (en) (Kraï de Perm)
- et autres musées régionaux et/ou universitaires.

Le travail de recherche scientifique est dirigé par l'Académie des sciences de Saint-Pétersbourg (1724-1917), puis Académie des sciences de Russie
- Société russe de géographie (1845)
- Université d'État de Tomsk (1888)
- Université fédérale d'Extrême-Orient (Vladivostok, 1899-1930, 1956-)
- Université fédérale de l'Oural (Iekaterinbourg, 1920)
- Université fédérale du Nord-Est (en) (Iakoutsk, 1956)
- Division sibérienne de l'Académie des sciences de Russie (1957)
  - cité scientifique d'Akademgorodok (Novossibirsk, 1958)
  - université d'État de Novossibirsk (1958)
  - université fédérale de Sibérie (en) (Krasnoïarsk, 2006)

## Sites et cultures de Russie occidentale (Oural)

### Nord: Iamalo-Nénetsie
Iamalo-Nénetsie (près de 769 000 km2 et 522 000 habitants, Russes à 59 %), capitale Salekhard (1595, Obdorsk, 51 000 habitants)
- Iamalie, district autonome de Iamalo-Nénetsie, histoire de la Iamalie
- district autonome de Nénétsie, peuplement au paléolithique supérieur
- Nénètses (de la toundra), avec les sous-groupes Khandeyar (des forêts) et Yaran (kominisés)
- Histoire des Nénètses, sans doute de migration récente sous la pression des peuples ouralo-altaïques et turciques
- Renniculture
- Mer Blanche, histoire de la mer Blanche
  - île de la Nouvelle-Zemble (oblast d'Arkhangelsk), essais nucléaires des années 1955-1995
- Mer de Barents, histoire de la mer de Barents, île Kolgouïev
  - Terre François-Joseph, histoire de la Terre François-Joseph (oblast d'Arkhangelsk)
- Mer de Kara, histoire de la mer de Kara
  - Île Vaïgatch : idoles nénètses en bois peint au sang d'animaux sacrés
  - île Vilkitski, île Oleni, île Chokalski...
  - archipel de la Terre du Nord, île Dikson (kraï de Krasnoïarsk)
- Mer de Petchora, histoire de la mer de Petchora
  - Bassin du fleuve Petchora
- Sanctuaire d'Oust-Polouï (50-100, Salekhard), culture de Koulaï (?)
- Ostrog d’Obdorsk (1595, Salekhard) sur le site khanty de Polnovat-Vozh
- Musée d’histoire et d’archéologie de Iamalo-Nénetsie à Nadym

#### Ajout: district autonome de Nénetsie
Le district autonome de Nénétsie (Oblast d'Arkhangelsk, District fédéral du Nord-Ouest, Région économique du Nord, environ 41 000 habitants) diffère peu historiquement, à part la proximité avec les Komis et les Pomors.

#### Ajout: république des Komis
La République des Komis (1921) (District fédéral du Nord-Ouest, Région économique du Nord, environ 900 000 habitants en 2024) a une histoire différente.
Les premiers hommes y seraient apparus vers -120 ka : site Kharutinski (rive droite de la rivière Adjva, près du village de Kharouta).
Le site paléolithique Mamontovaïa Kouria (courbe du mammouth), à proximité de l'Oussa, est occupé vers -40 ka : occupation la plus septentrionale connue de l'Homme de Néandertal ou arrivée des premiers homo sapiens venant de la plaine d'Europe orientale.
Dès avant 1000, les Komis (Perm') sont réputés payer tribut aux Russes (de Novgorod, puis de Moscou).
Le territoire des Komis est une des rares voies de passage pour les Russes, bloqués par les forces turco-mongoles et polono-lituaniennes.
Les Komis servent de guides pour les expéditions militaro-commerciales russes en Sibérie, et sont donc considérés par leurs voisins nénètses, Khantys et Mansis comme trop proches des Russes.
Le pays est annexé dès 1481 à la Principauté de Moscou, d'abord pour l'exploitation de minerais (argent, cuivre).
À partir de 1931, les Komis sont soumis à persécution.
Le Vorkoutlag, partie du Oukhtpetchlag, est un ensemble de camps du Goulag près de la ville minière de Vorkouta, en activité jusqu'aux années 1950 (soulèvement de Vorkouta de 1953).

### Centre: Khantys-Mansis
District autonome des Khantys-Mansis (Yugra, Ioughoria) (534 000 km2 et 1 750 000 habitants, Russes à 63 %), capitale Khanty-Mansiïsk (1930, 100 000 hab.)
- Khantys (Ostyaks), Mansis (Vogouls)

Préhistoire et histoire du district des Khantys-Mansis
- Village fortifié de l’Amnia (-6000), découvert en 1987, mésolithique, maisons semi-enterrées, poisson-élan-renne-castor, céramique, quartz-silex-ardoise : + site de Kirip-Vis-Yugan
- Bassin de l'Irtych, histoire du bassin de l’Irtych
- Colonie Bolchoïe Kaïoukovo (-6000)
- Colonie de la rivière Liapine au niveau du cap Tchasty-Iag (-6000)
- Cimetière de l'âge de pierre dans la région de Barsova Gora (-5000)
- Culture d'Ekaterininka (de) (-4300-3700)
- Colonies du bronze (-4000)
- Sites âge du fer
  - sanctuaire de la culture Koulaï  (-500 +500)
  - site de culture Karym (350-550)
  - culture du Bas-Ob (150-1350) : Iarsalinski (II-III siècles), Karymski (IV-VI siècles), Orontourski (VI-IX siècles) et Kintousovski (X-XIII siècles)
- Culture/site de Čestyj-Jag (de) sur la rivière Liapine
- Mythe de la création ob-ougrienne (en)
- Colonie slave du cap Sherkali-1, fondée sur les rives de l'Ob par les Slaves venus de la région du nord de Kama vers 950-1050
- Commerçants de Nijni-Novgorod vers 1100-1200
- Horde d'or, khanat de Sibir, possession moscovite dès 1580-1598

### Sud-Ouest: Sverdlovsk
- Oblast de Sverdlovsk (1934) (194 000 km2, 4,3 millions d'habitants, Russes à 89 %), capitale Sverdlovsk (Iekaterinbourg, 1723, 1,5 million d'habitants)

Éléments de l'histoire de l'oblast de Sverdlovsk
- Peuplement dès le Paléolithique : site de Gari (rive droite de la rivière Sosva, près du village de Gari), grotte de Chaïtan, grotte de Bezymianny
- Idole de Shigir (-10000) (1890, Kirovgrad)
- Âge du fer : colonie et cimetière dans la région de Kalmatski Brod, rive droite de la rivière Isset, d'époque sarmate (-200), de culture de Kalmak.
- Au cimetière de Kalmatski Brod, les crânes squelettiques ont été fortement déformés par des bandages serrés dans la petite enfance, ce qui indique la pénétration d'éléments ethniques des steppes vers le nord.
- Nombreux pétroglyphes : Koptelovski, Staritchnaïa, Serguinskaïa
- Peintures rupestres (âge du Bronze) sur les rives des rivières Neïa, Taguil (villages de Brekhovaïa, Gaïevaïa, Komelskaïa)
- Gravures rupestres sur Chaïtan-Kamen (rive droite de la rivière Rej), liées à la population indigène de l'Oural, peut-être de langue ougrienne
- Ostrogs : Verkhotourié (1598), Tourinsk (1600), Irbit (1633), Alapaïevsk (1639)

### Sud-Sud-Ouest: Tchéliabinsk
Oblast de Tcheliabinsk (1934) (88 500 km2 pour 3,5 millions d'habitants, Russes à 82 %), à la frontière du Kazakhstan
- Capitale Tcheliabinsk (1736, 1,1 million)

Éléments d'histoire de l’oblast de Tchéliabinsk :
- Fresque rupestre de la grotte d'Ignatievka (-8000), dont mammouths, rhinocéros, chevaux, symboles cultuels
- Guerre des Paysans russes (1773-1775), dite du chef cosaque Emelian Pougatchev (1742-1775)
- Catastrophe nucléaire de Kychtym (1957)
- Superbolide de Tcheliabinsk (2013)

À proximité, à l'Ouest de l'Oural (district fédéral de la Volga) : Oblast d'Orenbourg : forteresse d'Orenbourg (1734), devenue Orsk, et forteresse de Bouzoulouk (1736).

### Sud-Est: Tioumen
Oblast de Tioumen (1944) (160 000 km2 pour 3,8 millions d'habitants, Russes à 82 %), capitale Tioumen (800 000 habitants)
- Irtych, bassin de l'Irtych, histoire de l'Irtych

Éléments d'histoire de l’oblast de Tioumen :
- Peuplement de la région au mésolithique (-8000) : os du talus (supraheel) près du village de Poluyanovsk de Baygara (Tobolsk, Irtych)
- Bateau funéraire en bois provenant du cimetière chalcolithique Buzan-III dans la vallée d'Ingal
- Ostrogs de Tobolsk (1586), Tara (1594)
- Ostrog de Tioumen (1589), à l’emplacement de la première capitale du khanat de Sibir

### Extrême Sud: Kourgan
Oblast de Kourgan (1943) (71 488 km2 pour 790 000 habitants, Russes à 91 %), capitale Kourgan (1553, 325 000 habitants)
Éléments d'histoire de l'oblast de Kourgan
- Peuplement à l'Épipaléolithique : Chikaïevka II (-1600, près de l'ancien village de Chikaïevka, raïon de Vargachi), groupes de chasseurs primitifs
- Mésolithique : Kamychnoïe I, Oubagan III
- Néolithique, dont pêche et pirogues : Kochkino et Okhotino (raïon de Belozerskoïe), Tachkovo (raïon de Chadrinskà), Bely Iar (près de Kourgan)
- Âge du Bronze : tribus Alakul, lac Alakul (raïon de Chtchoutchié), pratiquant élevage et agriculture, avec premiers villages dont certaines localités transouraliennes déjà importantes.
- Âge du fer, vers -500 : agriculture améliorée, artisanat développé (forge, armes), sédentarisation plus importante, noblesse tribale
- Kourgane scytho-sarmate de Tsarev (Kourgan), détruit à la période soviétique
- Khanat de Sibir
- Implantations russes : sloboda (colonie libre) / monastère de Dalmatovo (1644), ostrog de Kataïsk (1655), sloboda de Chadrinsk (1644/1662), sloboda de Tsarevo Gorodichtche (Kourgan, 1553, 1659/1662)

## Sites et cultures de Sibérie orientale
Le Sud est occupé par les montagnes de Sibérie du Sud (en), zone frontière de la Mongolie.

### Nord: Krasnoïarsk
Le kraï de Krasnoïarsk (2 366 797 km2) représente plus de la moitié de la superficie de la Sibérie orientale, mais la partie Nord est à peu près inhabitée.
Le kraï de Krasnoïarsk abrite des individus de plus de 190 ethnies (près de 3 millions d'individus).
Les principales ethnies selon le recensement de 2010 sont les Russes (91,3 %), suivis par les Ukrainiens (1,39 %), les Tatars (1,27 %) et les Allemands (0,82 %). La part des peuples autochtones du Nord (Dolganes, Evenks, Nénètses, Iakoutes, Kètes, Nganassanes, etc.) est seulement de 0,6 %.
Les mers bordières de l'océan Arctique sont les Mer de Kara, et mer des Laptev :
- Péninsule de Taïmyr, golfe de l'Ienisseï, golfe de Khatanga, îles Beguitchev,
- Île Taïmyr, île Bely (cimetière de bateaux militaires),
- Îles de l'Institut Arctique, îles Sergueï Kirov, archipel Nordenskiöld, île, île Ouchakov, archipel de la Terre du Nord.

Le bassin de l'Ienisseï (2,62 millions de km2, histoire de l’Ienisseï), plus que les quelques autres grands fleuves (Piassina, Taïmyr, Khatanga, Anabar, Oleniok), et le lac Baïkal (histoire du lac Baïkal) sont les principales possibilités d’habitat humain durable.
Histoire du kraï de Krasnoïarsk : le premier peuplement connu remonte au Paléolithique supérieur (-43 ka) (mammouth laineux Sopkarga (en) en Taïmyrie).
Parmi les autres sites et cultures :
- Sites d'Afontova Gora, Kourtak 4, Kachtanka, Oust-Kova, Brajnoïe (30-25 ka),
- Culture Kokorevo (Iénisseï supérieur) (13-8 ka),
- Culture d'Andronovo (12-8 ka),
- Culture de Glazkov (de) (3200-2400, Baïkalie-Toungousie-Mongolie)
- Culture d’Okunev (en) (2000, Minoussinsk, Iénisséï),
- Culture du Karassouk (1500-700),
- Culture de Tagar (800-168) (Sud-Sibérie, Ienisseï, Khakassie, Sakas).

Les Ienisseïens et Ostiaks, anciens habitant de toute cette région de Sibérie dès l’Antiquité, parlant des langues ienisseïennes, sont des tribus semi-nomades, toutes disparues ou en voie de disparition : Kètes, Youges, Kottes, Arines, Assanes et Poumpokoles. Il existe également des Dolganes, de la famille toungouse.
Les Dingling (en), peuple turcique, et/ou scythe oriental, proche de la culture Tagar, auraient constitué un premier État, vers -350.
Les Dingling sont vaincus par les Xiongnu (ancien peuple nomade turc, de -220 à +150, ayant fédéré les tribus nomades voisines grâce à de nombreuses guerres).
Stèles, monolithes de pierre et tablettes commémoratives sont les seules preuves matérielles d’origines turque, datant des VIe et IXe siècles.
Des textes de poésie ouïghoure, traduits en chinois, évoquent des combats entre populations chinoises et turques.
- Khaganat ouïgour (744–848), défait par les Kirghizes,
- Khaganat kirghize du Ienisseï (693-1207), des Kirghizes de l'Ienisséï (Khyagas, Khakas), qui étendent leur pouvoir sur l'actuel Touva et la Mongolie, et vers le Turkestan

Quand les Russes, avec des porteurs Kets parviennent au Baïkal et au Haut-Ienisseï, vers 1607, la région est peuplée principalement de Mongols et de Bouriates, mais aussi de Tatars.
Les premiers ostrogs sont les forts de Ienisseïsk (1619), Krasnoïarsk (1628), Saïan (1718).
Ienisseïsk figure parmi les villes historiques de Russie, de grande importance historique et archéologique, avec quatre destructions par incendie (1703, 1730, 1778, 1869).
L'événement de la Toungouska (1908), sans doute désagrégation d'un météoroïde à une altitude comprise entre cinq et dix kilomètres, reste le plus important évènement connu de l'histoire humaine dû à la rencontre d'un tel corps avec la Terre.
Le musée régional de Krasnoïarsk (1929) possède d'importantes collections archéologiques, paléontologiques et ethnographiques.
L'Université fédérale de Sibérie (en) (2006) fédère cinq universités établies de Krasnoïarsk.

### Sud: Kemerovo
Oblast de Kemerovo-Kouzbass (1943) (95 725 km2 pour 2,7 millions d'habitants, Russes à 92 %), capitale Kemerovo (1701, 560 000 habitants)
Éléments d'histoire de l'oblast de Kemerovo-Kouzbass
- Paléolithique : Mokhovo, Choumikha-I, Bedarevo I, II, II, Chorokhovo-I, Ilyinka-II, Sarbala, Voronino-Yaïa, et un site Kiia-Chestakovo
- Mésolithique : Bolchoï Berchikul-1, Bychka-1, Pechergol-1
- Néolithique : Bolchoï Berchikul-4, Smirnovski Routcheï-1, Pechergol-2, Bychka-1
- Âge de bronze : sites et cimetières des cultures Samus, d'Andronovo, de Korchazhkino, d'Elov et d'Irmen
- Âge du fer : cultures de Bolcheretchensk, de Taga, de Koulaï et de Tachtyk
- Ostrogs : Kouznetsk (1618), Sosnovski (1657), Verkhotomski (1655), Moungatski (1715)

### Sud: Khakassie
La république de Khakassie (1992, 61 569 km2, capitale Abakan) correspond à l’ancien oblast autonome khakasse (1934-1991) (ouïezd puis okroug).
Sa population (530 000 Khakassiens en 2021 a deux langues co-officielles, le russe (80 %) et le khakasse, langue turcique.
Les ancêtres des Khakasses modernes sont, à l’arrivée des Russes, entre 1700 et 1800, principalement Chors, Téléoutes, Altaïens et Touvains : histoire de la Khakassie.
Homme de Néandertal et homme de Denisova auraient vécu dans la région (montagnes et bassin du Haut-Ienisséï) : Denny (hominien hybride).
Denisova particulièrement, dans la grotte de Dvouglazka (100-50 ka, Gliadeny).
Homo sapiens apparaît dès l'époque paléolithique, en cohabitation avec Néanderthal : site de Malaïa Siya (rivière Akh Ös, rivière Bely Iyus).
Des habitations (avec outils) sont attestées dans cette vallée (34 ka).
Vers -15 ka, une vidange brutale du lac glaciaire recouvrant Touva provoque l'inondation de la dépression de Minoussinsk, interrompant le développement humain de manière nette.
Les populations ont survécu seulement en montagne
À la fin de l'âge de pierre, vers -14-10 ka, de nouvelles localités apparaissent, réunies en deux grandes communautés, probablement des tribus, sur plus de trente sites de la période dans la dépression de Minoussinsk.
À la fin de la période glaciaire en Sibérie, vers -9-6 ka, un réchauffement général du climat commence, avec recul de la toundra, extension de la taïga au nord, développement de steppe boisées et de steppes au sud. Faune et flore deviennent proches de celles d’aujourd'hui. C'est la période du mésolithique en Khakassie.
La dépression de Minoussinsk, entre monts Saïan et Altaï est l'un des principaux centres de civilisation en Sibérie.
Ce grand territoire relativement isolé, seuls quelques cols difficiles à franchir permettant d'y accéder, est riche en cuivre et autres minerais.
La dépression de Minoussinsk est un important centre pour la diffusion de la métallurgie en Chine à la fin de l'Âge du bronze, puis pour le développement de la mobilité équestre en Asie centrale pendant l'Âge du fer, qui devient un mode de vie pour la steppe eurasienne pendant le millénaire suivant.
- Tomskaya Pisanitsa Museum (en), (4000-1000), dont pétroglyphes
- Culture d'Afanasievo (3300/3200-2600/2400 AEC)
- Culture Okunev (en) (2700-1800), découverte en 1928 : poterie, stèles monumentales, post-afanasievo
- Cultures de Seima-Turbino (2300-1700)
- Culture d'Andronovo (1800-900)

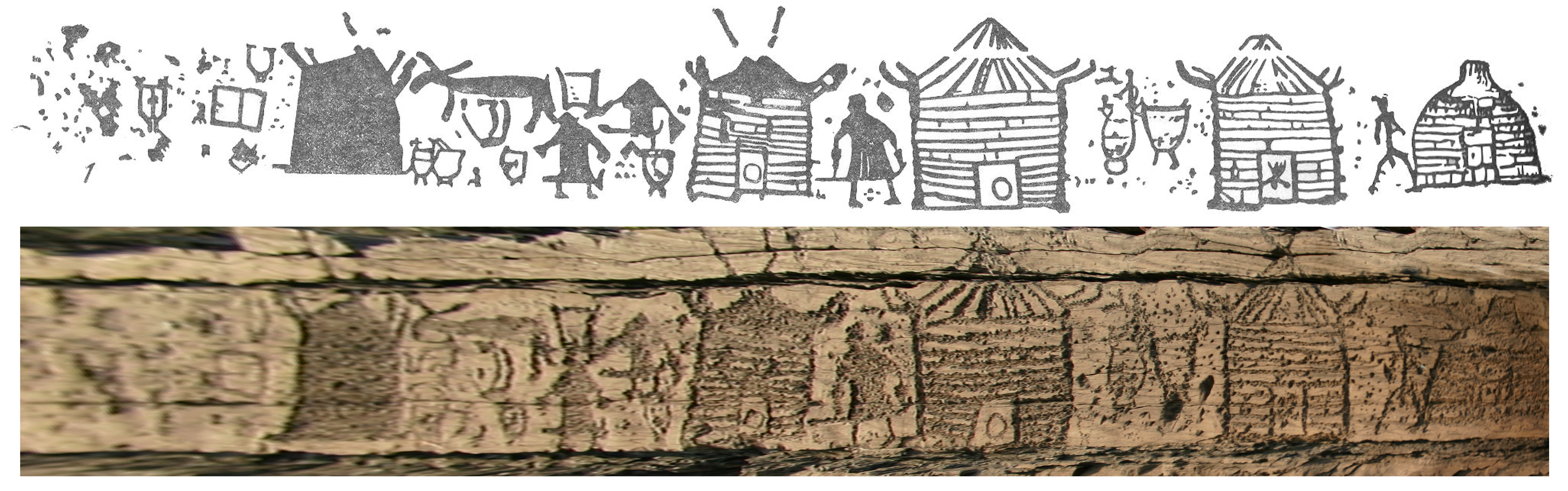
Pétroglyphes de culture Tagar

- Forteresse de Chebaki (en), âge du bronze (vers 1500-1200)
- Culture du Karassouk (1500-700) : site de Torgaschak (de)
- Culture de Tagar (800-150), monde scytho-sibérien
  - Monts Sunduki (en), près d’Abakan, pétroglyphes animaliers, forteresse Onlo, canaux d’irrigation anciens (800-500, vallée de la Bely Iyus)
  - Kourgane de Salbyk

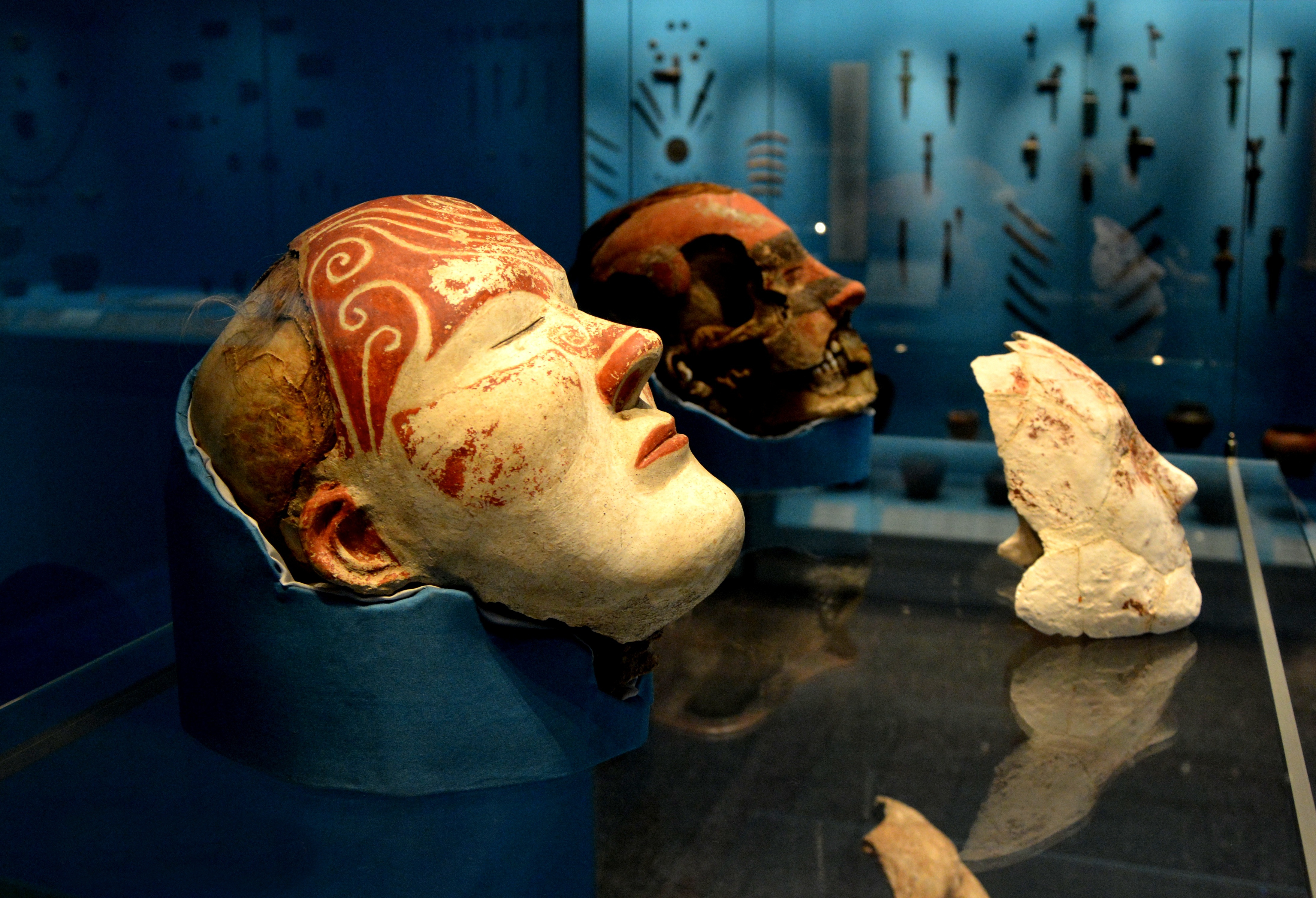
Masques funéraires, Tachtyk

- Culture de Tachtyk (de -100 à + 400), monts Oglakhty (en), avec sépultures à masques funéraires à traits européens, peut-être extension orientale indo-européenne
- Empire Xiongnu (de -200 à 93)
- Peuple Gyangun, apparaissant vers 100, les Kirghizes
- Khaganat ouïgour (744-848)
- Khaganat kirghize du Ienisseï (693-1207, Khakas)
- Dynastie Liao/Empire Khitan
- Kara-Khitans (1124-1218)
- Dynastie Yuan (1243-1399), mongole
- État de Khongoraï (Mongolie)
- Khanat dzoungar (1634-1756), Dzoungarie, Dzoungars-Oïrats
- Ostrog de Ket (1596), de Minoussinsk (Minjusa en 1739, Minussinskoje en 1822)
- Russification des différentes populations indigènes, dont les Kètes

### Extrême Sud: Touva
La république de Touva (1944, 168 604 km2), capitale Kyzyl (113 000 habitants), a une population d’environ 337 299 Touvains, Russes pour 10 %.
L'histoire de Touva est particulièrement riche.
Le touvain est une des langues turciques.
Le paléolithique moyen, à l'époque acheuléenne (300-100 ka), est reconnu sur les monts Tannou-Oula, près du village de Torgalyg.
Pendant la période du Moustérien (100-30 ka dans la région), des sites sont inventoriés avec des outils en pierre ont été laissés dans le Haut-Ienisseï.
Au paléolithique supérieur, le développement humain dans la région commence vers 20ka avec l'apparition de communautés tribales, pratiquant chasse, cueillette, pêche, et possédant de grandes pirogues, mais vivant dans des huttes aussi dans des grottes.
La période néolithique commence avec le polissage, le perçage et la retouche de la pierre, vers 4 à 3ka : arcs, flèches, poteries, motifs décoratifs, élevage d'animaux (chèvres, chevaux, vaches).

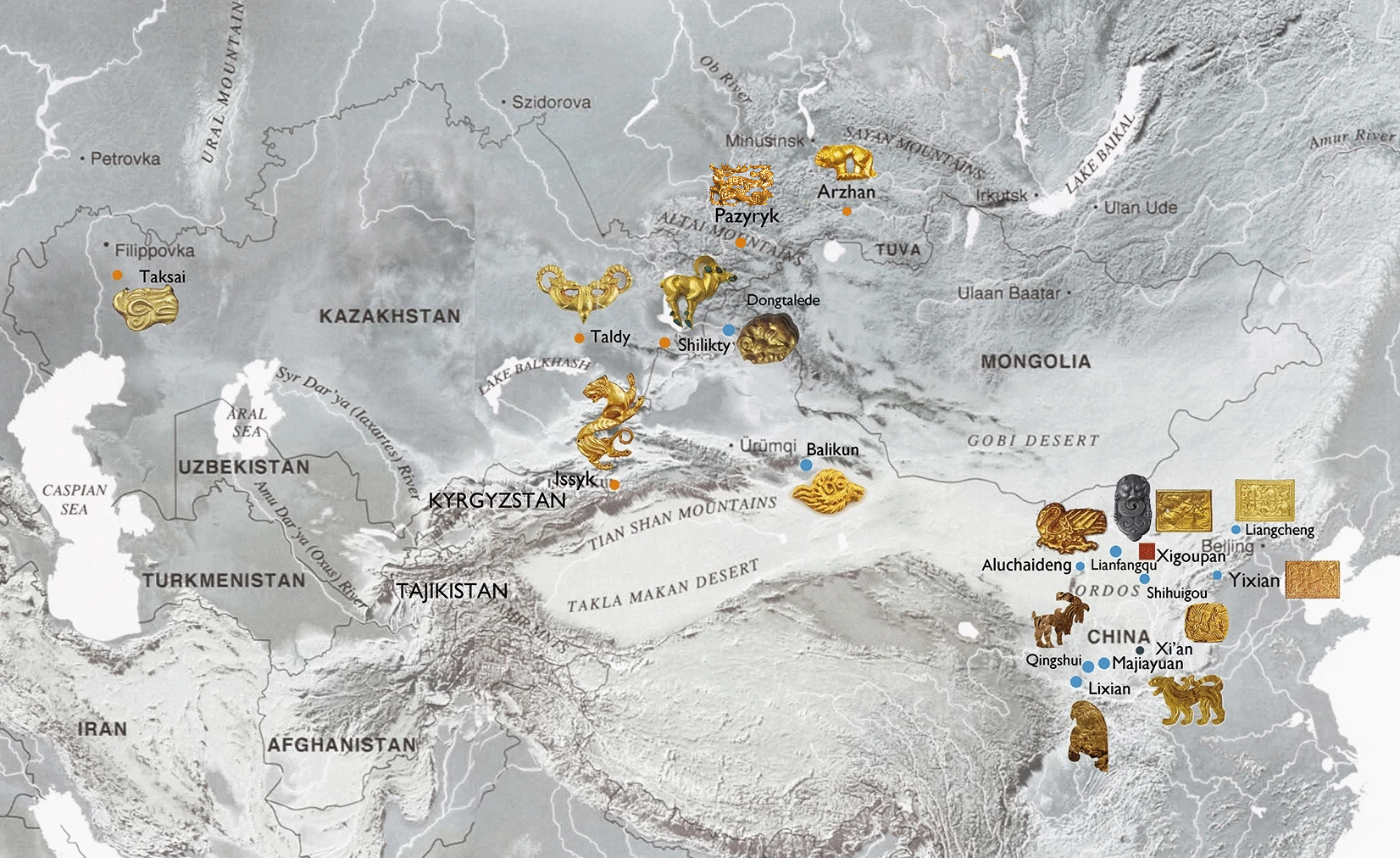
Objets en argent et en or, vers 750-250

- Culture Ulaanzuukh (en) (1400-1000, ANA, Mongolie)
- Culture dalle-tombe (1300-300, Transbaïkalie/Mongolie, bronze-fer)
- Culture de l'Ouïouk (850-150, Uyuk), des Sakas, en trois périodes
  - Culture d’Arzhan (en) (850-750), scythe, kourgane
  - Culture Aldy-Bel (en) 750-550
  - Culture Sagly-Bazhy (en) (500-200, mongole)
    - Culture de Chandman (en)  (650-250, mongole, fer)

  - Culture Pazyryk (550-250, kourgane, tapis, momification)

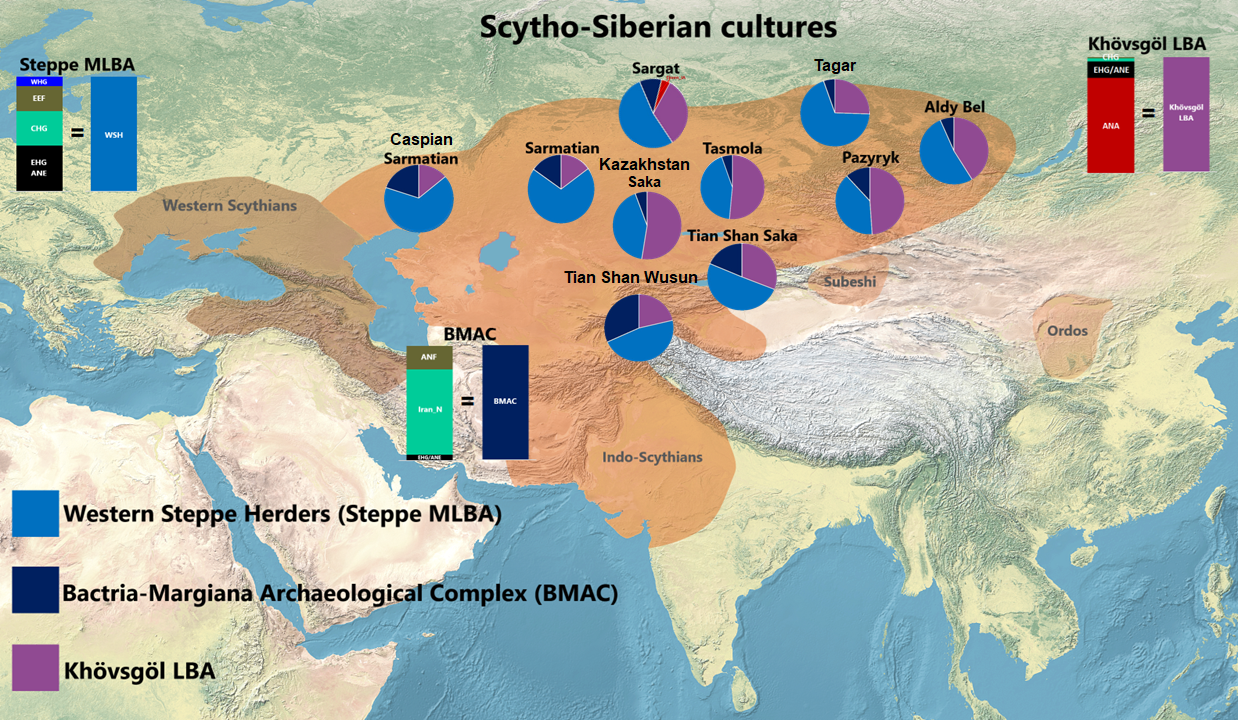
Cultures scytho-sibériennes (900-200)

- Monde scytho-sibérien (en) (900-200), peuples nomades de l’âge de fer
  - culture de Tagar (750-150, bronze, // Khakhassie/Krasnoïarsk)
  - Dingling (peuple) (en), ancêtre des Scythes, aussi nommé (Tiele (480-540), Tölös, Chile, Gaoche, Gaoju), de langue turcique ou toungouze
  - Scythes
  - Kourganes : Tunnug 1
  - Art des steppes
- Datation possible :
  - Arjan-1 (~800), Shilikty (~700), Arjan-2 (~650), Bes Shatyr (~550), Taksai (~500), Ingala (~500)
  - Tasmola (~600-~400), Boralday (~600-400), Salbyk	(~600-400), Eleke Sazy (~600-400)
  - Berel-1 (~350), Pazyryk-1,2 (~300), Berel-11 (~300), Issyk (~400-200), Tillya Tepe	(~100-20)

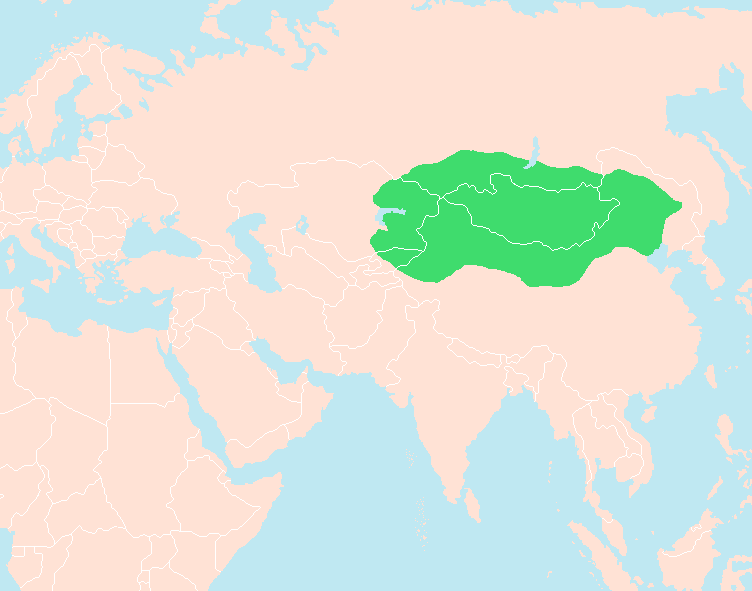
Empire Xiongnu
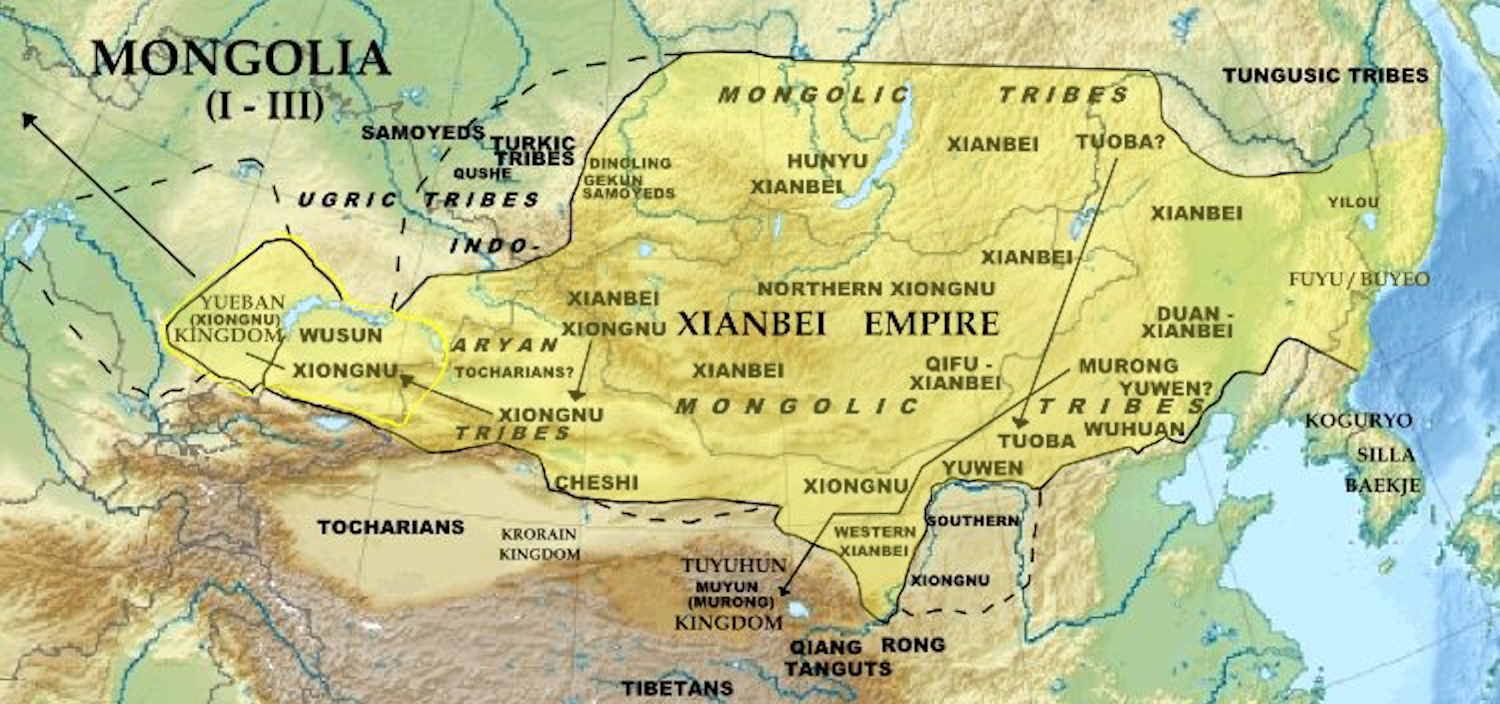
Empire Xianbei
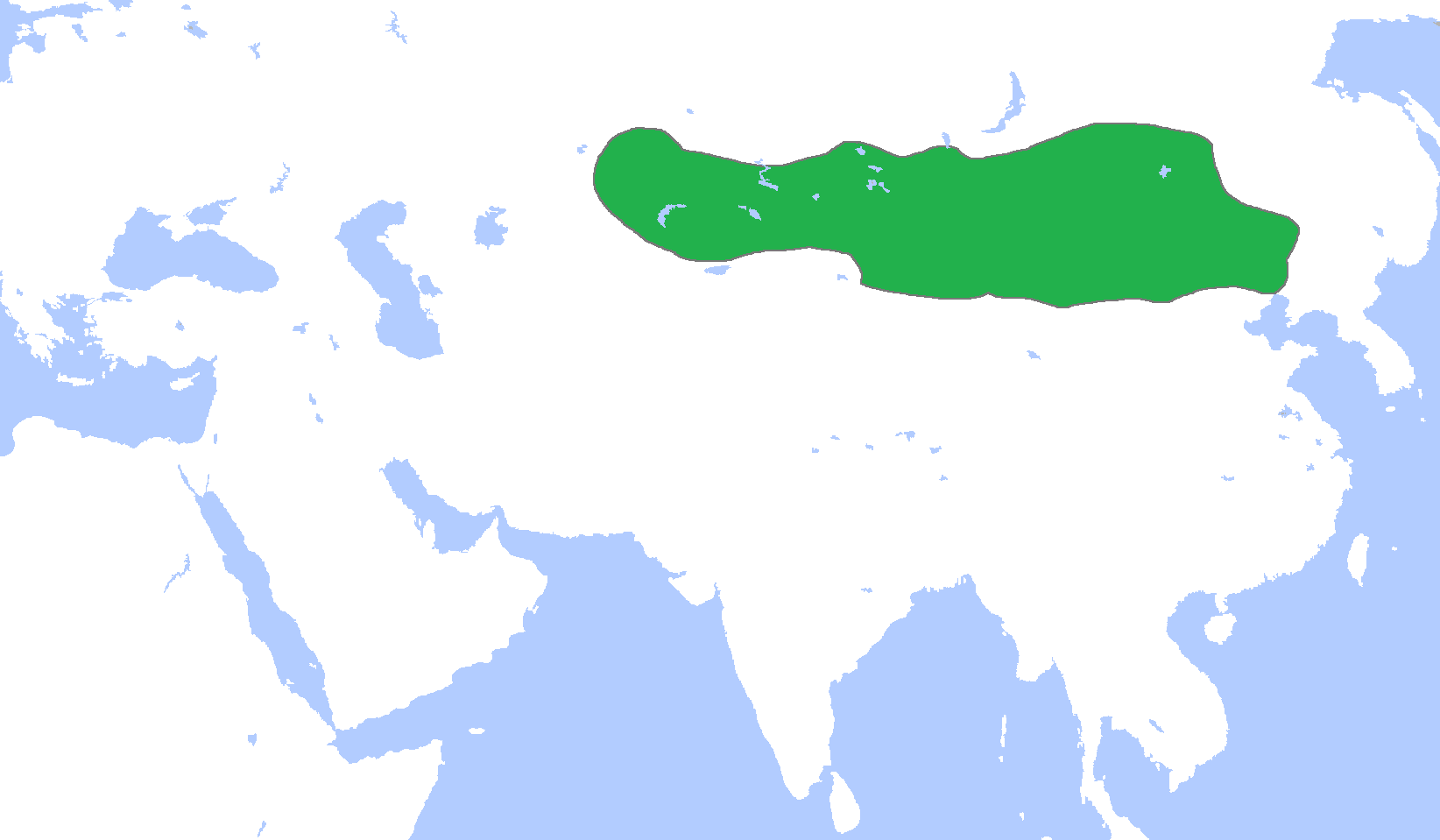
Empire Ruanruan, vers 500
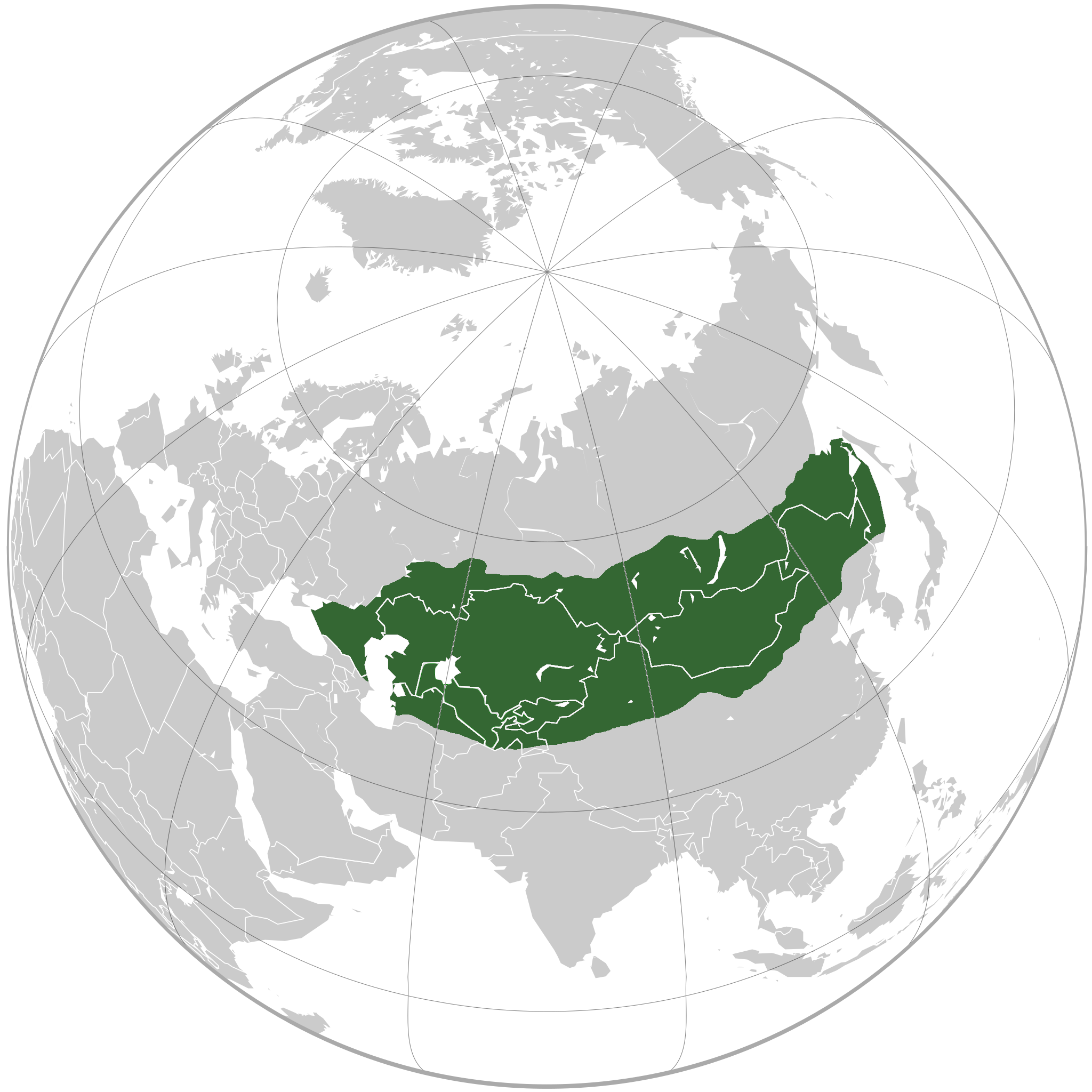
Khaganat Göktürk à son apogée (552-745)
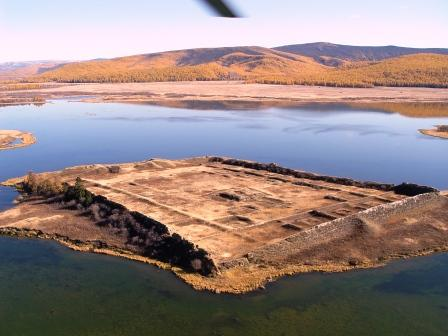
Por-Bajyn (777)

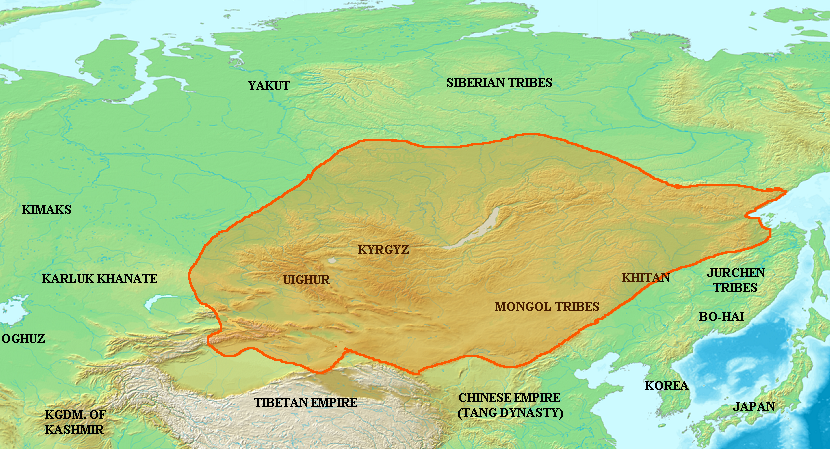
Khaganat ouïgour vers 820
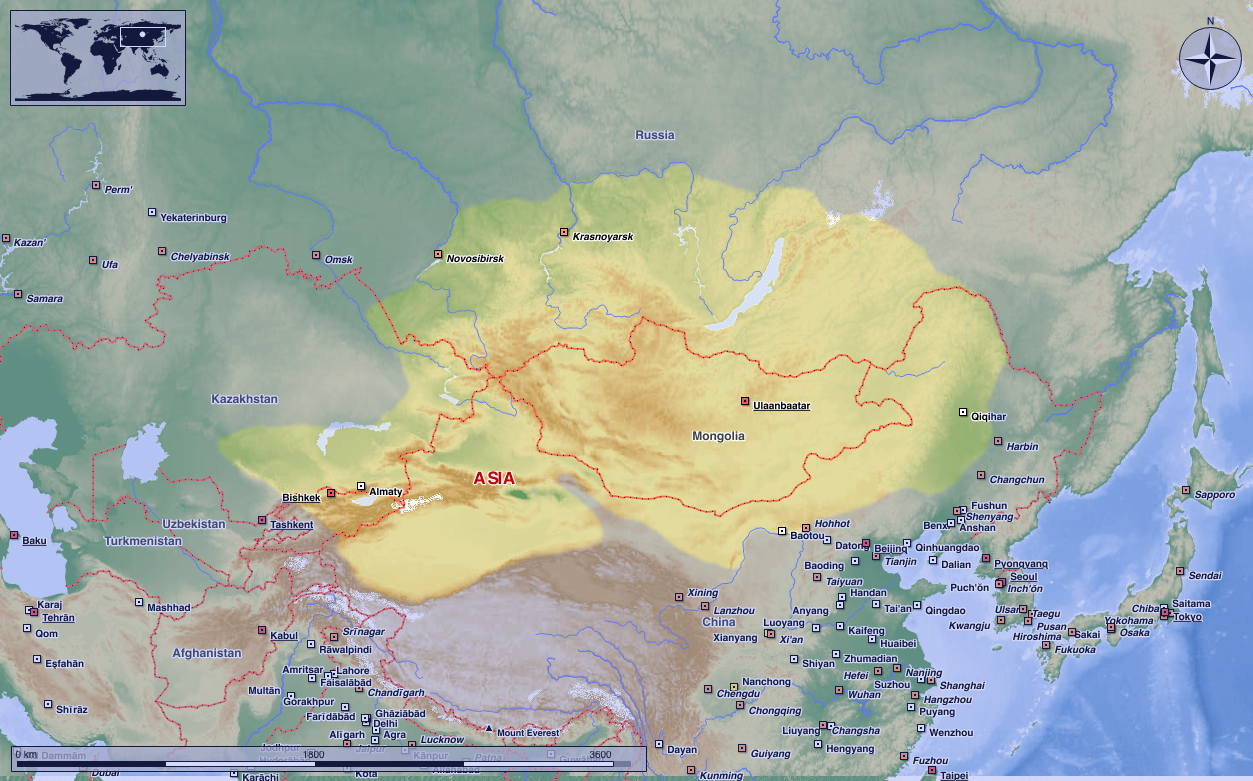
Khaganat kirghize du Ienisseï vers 840-924
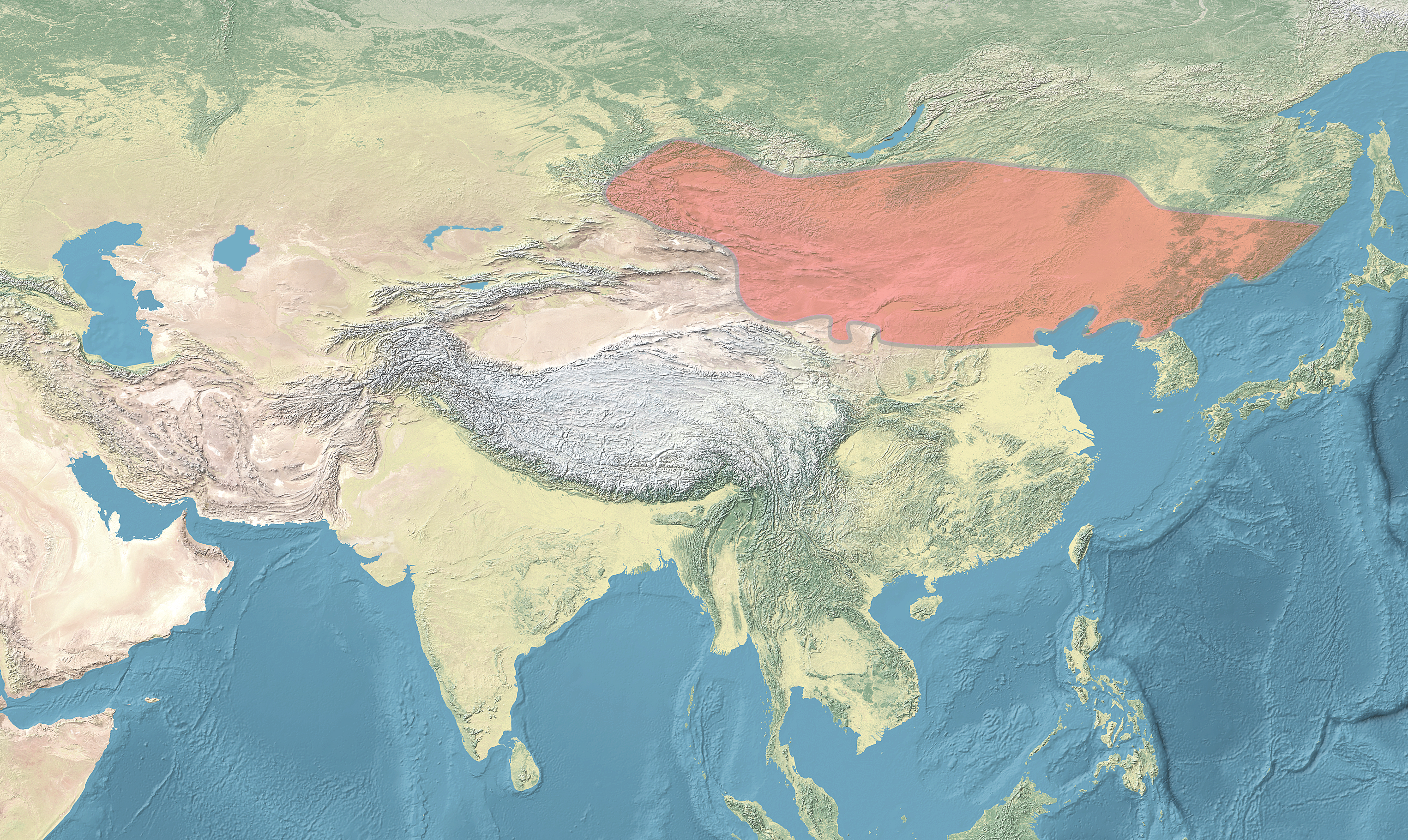
Empire Khitan-Liao vers 1000
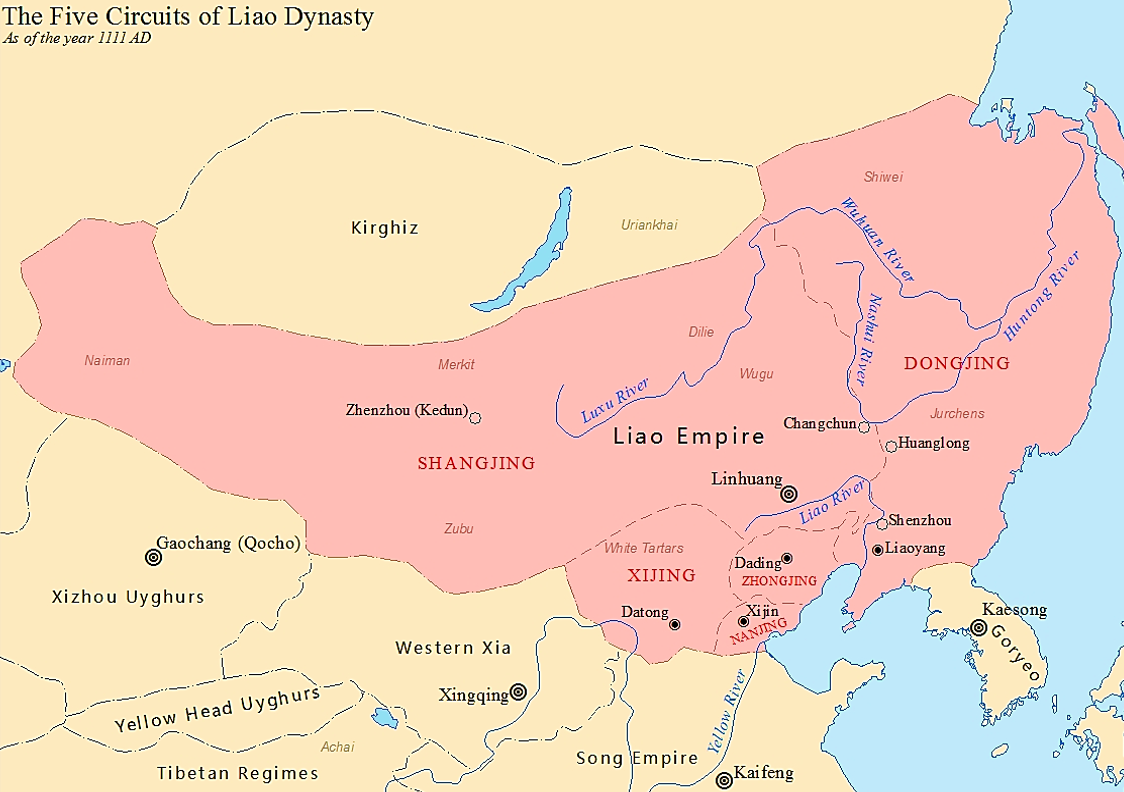
Monde Liao, vers 1111

Les Xiongnu (de ±-300 à 460) sont une confédération de peuples nomades venue de l'actuelle Mongolie, nomadisant dans les steppes entre le lac Baïkal et la Chine du Nord. Dans la région, ils disparaissent vers 93.
- Peuple Xianbei (156-181) (ou 93-234 en Mongolie stricte), proto-Mongols
- Culture de Kokel (100-400), post-Xiongnu
- Khaganat Ruanruan (330-555)
- Khaganat turc (551-581)
- Khaganat turc oriental (581-630).
- Khaganat ouïgour (744-848), khaganat kirghize du Ienisseï (693-1207)
  - Por-Bajyn (777)[5], forteresse sur l’île Tere, « Syyn-Churek culture", or "Shurmak, (150-450), fer, hunno-sarmate
  - Fort Touva ?, Chagonar
- Empire mongol (1206-1271), dynastie Yuan (1271-1368), dynastie Yuan du Nord (1368-1634)
- Tannu Uriankhai (Mandchou-Qing, 1634-1911/1926)
- 1914 : protectorat russe
- 1921-1944 : république de Tannou-Touva

### Est: Irkoutsk
Depuis 2018, Bouriatie et kraï de Transbaïkalie ont été transférés au district fédéral extrême-oriental, tout en restant dans la région économique de Sibérie orientale. De nombreuses similarités existent.
De plus, existent le district enclavé autonome de Bouriatie-Oust-Orda et la Tofalarie (monts Saïan), région historique du peuple turcique des Tofalars (ou Karagas), éleveurs de rennes semi-nomades.
Oblast d'Irkoutsk (774 846 km2 pour 2,4 millions d'habitants environ Russes à 90 %) : capitale Irkoutsk (1652, 630 000 habitants)
Éléments d'histoire d'Irkoutsk et de l'histoire de l'oblast d'Irkoutsk
- Paléolithique : peuplements
  - site d'Igeteïski Log III (paléolithique moyen)
  - Culture de Malta-Bouret (26-17 ka), (Angara / Baïkal / Irkoutsk), habitat d’os de mammouths et de peaux de cervidés
    - sites de Malta, Bouret, Igeteïski Log I, Makarovo III (paléolithique supérieur)
    - Vénus de Malt'a (en) (23 ka), Vénus de Buret (en)
- Âge du cuivre (Chalcolithique) : site funéraire de Glazovo, Culture de Glazkov (de) (3200-2400)
- Site d’Uzury (en), île d’Olkhon (4-2 ka AEC)
- Khaganat Ruanruan (330-555)
- Khaganat turc (551-581), colline fortifiée de Ialoman
- Khaganat turc oriental (581-630),
- Khaganat kirghize du Ienisseï (693-1207, Khakas)
- Khaganat ouïgour (744-848)²
- Culture de Srostki (850-1350)
- Dynastie Liao/Empire Khitan
- Kara-Khitans (1124-1218)
- Dynastie Yuan (1243-1399), mongole
- État de Khongoraï (Mongolie)
- Khanat dzoungar (1634-1756), Dzoungarie, Dzoungars-Oïrats, dont les derniers chefs demandent à rejoindre l'Empire russe
- Ostrogs : Bratsk (1631), Oust-Kout (1631), Irkoutsk (1661)
- Événement du Vitim (2002, impact cosmique)

### Ouest: Novossibirsk, Omsk, Tomsk
L’Institut d'archéologie et d'ethnologie de Novossibirsk a pu fournir des études plus complètes sur l'histoire de cette partie de la plaine de Sibérie occidentale.
Des peuples paléo-sibériens occupent les bassins de l'Ob et de l'Irtych depuis des millénaires.
Quand les Russes entrent en contact (conquête de la Sibérie), des groupes mongols continuent à circuler.
- Confédération Coumans-Kiptchaks (900c-1241), de langues kiptchak,
- Empire mongol (1206-1243/1294),
- Horde d'or (1243-1502),
- Khanat de Sibir (1425/1468-1598)...

#### Novossibirsk
Oblast de Novossibirsk (177 756 km2 pour 2,8 millions d’habitants, Russes à 93 %) : capitale Novossibirsk (1893, 1,6 million d'habitants),
Éléments d'histoire de l’oblast de Novossibirsk.
- Paléolithique (13-12 ka AEC), peuplement : Voltchia Griva, Novotartasskaïa, Venguerovo, Ielban
- Néolithique (7000-4000), installations : rives de l'Ob, région de Salaïr, nord de la steppe de Baraba
- Âge du bronze (3500-1200) : cultures d'Oust-Tartas, d'Odinovo, de Samous, d'Andronovo, d'Irmen et Pakhomovosk
  - Culture de Krotov (en) (2000-1200),
- Âge de fer (de 1000 à +500), monde scythe : cultures de Koulaïa, Sargat, Novotchekino, Bolcheretchensk
- Culture Sargat (en) (500-300, Tobol-Irtych)
- 50-850 : cultures de Potchevach et du Haut-Ob
- 850-1350 : culture de Srostki
- 1000-1600 : cultures de Bassandaïsk et de Kychtov
- 1250-1750 : présence de Tatars (Baraba et Tsat) et de Khantys, raids de Kalmouks (Oïrats)
- Ostrogs de Tara (1594), Oumrevino (1703), Berdsk (1710), Tchaousskog (1713)
- 1722 : avant-postes d'Oust-Tartas, de Kaïnsk et d'Oubino

#### Omsk
Oblast d'Omsk (141 140 km2 pour environ 2 millions d’habitants, Russes à 83 %) : capitale Omsk (1716, environ 1,2 million d'habitants)
Éléments d'histoire de l’oblast d’Omsk
- Homme de Ust-Ishim (Omsk, Oblast d'Omsk, 45 ka), homo sapiens
- Néolithique : sites d'Ekaterininskaïa (raïon de Tara), site de Taryn (raïon de Bolcherechié), céramique, faïence, cuisson des aliments, ciseaux (fabrique de bateau)
- Âge du Bronze : agriculture, élevage, particulièrement bovin, sites du cimetière d'Okounevski (rive de la Tara) et de Rostovka (près de la ville d'Omsk)
  - Culture Samus (en) (2000, Omsk)
- Âge du fer, d'inhumation en kourgane (région de l'Irtych, Kokonovki, Bogdanovki)
  - Bolshoï Log (Omsk), culture de Koulaï
- Ostrogs : Tara (1594), Omsk (1716)
- Omsk est pendant au moins un siècle la plaque tournante du commerce sibérien (rivières navigables, Transsibérien), Asie centrale et Chine comprises.

#### Tomsk
Oblast de Tomsk (314 391 km2 pour 1 062 666 habitants en 2021, Russes à 90 %) : capitale Tomsk (1604, 574 002 habitants en 2018)
Éléments d'histoire de l’oblast de Tomsk :
- Paléolithique : sites de Tomsk, Mogotchino I, Paroussinka
- Culture d’Elunin (en) (2300-1700), bassin de l'Irtych (affluent de l’Ob)
- Culture de Samus (en) (-2000), Irtych-Ob,
- Culture de Krotov(o) (en) (2000-1200), Irtych
- Âge du bronze, culture archéologique de Koulaï, célèbre pour ses objets en bronze
- Ostrogs de Narym (1596) et de Tomsk (1604)
- Université d'État de Tomsk (1888), dont
  - Musée d'archéologie et d'ethnographie de Sibérie Florinski (1882)
  - Musée d'histoire
  - Musée paléontologique Khakhlov (1888)

### Sud-Ouest: Altaï
Deux entités territoriales :
- République de l'Altaï (1922) (92 903 km2 pour 210 769 habitants en 2023), capitale Gorno-Altaïsk (Ulalu), histoire du Haut-Altaï,
- Kraï de l'Altaï (1937) (167 996 km2 pour 2 163 693 habitants en 2018, à 90 % Russes), capitale Barnaoul, histoire du kraï de l'Altaï.

Le peuple de l'Altaï est un peuple turc, d'origine nomade, dans la région depuis le IIe millénaire (AEC).
Le territoire du kraï a été contrôlé par la confédération Xiongnu (de -209 à + 93), les Ruanruan (330-555), l'Empire mongol (1206-1368), la Horde d'Or et les Yuan du Nord (1368-1691), et le Khanat de Dzoungarie (1634-1758).
- Peuplement au paléolithique : Karama, Okladnikov, Denisova, Kozia, Tchagyrka, Gorno-Altaïsk, Oust-Kan, repère de la Hyène
- Grotte de Tchagyrka (300 ka), Néanderthalien (59-51 ka), culture Mikok
- Grotte de Denisova, Homme de Denisova (41 ka)
- Grotte Okladnikov, 1984, (43-37 ka), Néanderthalien
- Pétroglyphes de l'Altaï mongol (11-6 ka)
- Culture d'Afanasievo (3300/3200-2600/2400 AEC)
- Mine de cuivre de Vladimirovka, Oust-Kan
- Cultures de Seima-Turbino (2300-1700 AEC)
- Culture d'Andronovo (1800-800 AEC)
- Complexe mégalithique de la Tarkhata (3-2 ka)
- Cerf de la Taldoura (art rupestre, 12 figures, âge du bronze), pierres à cerfs

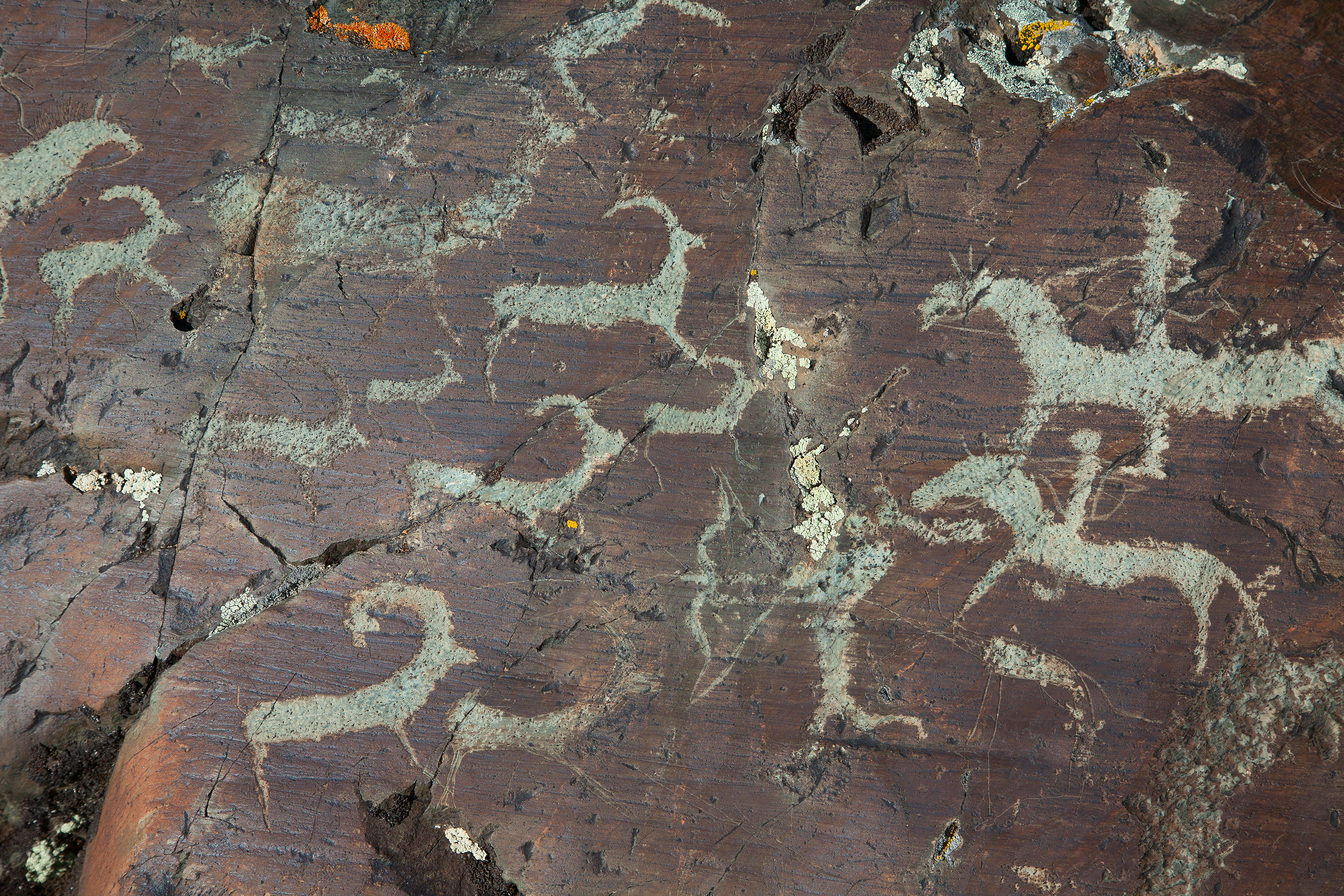
Scène de chasse, Ielangach

- Pétroglyphes de la vallée du Ielangach (de -950 à +650) : animaux, véhicules tractés, Culture du Karassouk
- Culture de Karakol (en) : Karakol, Ozernoïe (raïon de Maïma), Bech-Ozek
- Djalguiztobé, âge du bronze, art rupestre, scythe
- Kalbak-Tash, pétroglyphes turciques
- Culture Pazyryk (500-200, Haut-Altaï), sépultures scythes
  - Aržan-Buguzun (de), site vieux-turc
  - Kourgane d’Ak-Koby (de) avec statue
  - Kourgane d’Ak-Alacha (de)
  - Vallée Pazyryk (Balyktouïoul), kourganes
  - Plateau de l'Oukok : momies gelées et/ou tatouées, dont la princesse de l'Altaï
- Culture de Bulan-Koba (en) (de -150 à +450)
- Bataille des monts Altai (89) entre Xiongnu et Han, marquant la fin de l'hégémonie Xiongnu
- Culture de Kok-Pash (en) (250-450)
- Khaganat Ruanruan (330-555)
- Khaganat turc (551-581), colline fortifiée de Ialoman
- Khaganat turc oriental (581-630),
- Khaganat kirghize du Ienisseï (693-1207, Khakas)
- Khaganat ouïgour (744-848)
- Culture de Srostki (850-1350)
- Dynastie Liao/Empire Khitan
- Kara-Khitans (1124-1218)
- Dynastie Yuan (1243-1399), mongole
- État de Khongoraï (Mongolie)
- Khanat dzoungar (1634-1756), Dzoungarie, Dzoungars-Oïrats, dont les derniers chefs demandent à rejoindre l'Empire russe
- Ostrog-ville d'Öskemen (1720, Oust-Kamennaïa, Kazakhstan)
- Haut-Altaï pendant la guerre civile russe

## Sites et cultures de Sibérie extrême-orientale

### Nord-Est: Tchoukotka
L'okroug autonome de Tchoukotka (721 481 km2 pour environ 50 000 habitants en 2024) a comme environnement :
- Mer des Tchouktches, histoire de la mer des Tchouktches
  - Péninsule Tchouktche
  - Île Aïon, île Wrangel, île Kolioutchine
  - Fleuve Amgouema
  - Fleuve Anadyr, golfe d'Anadyr
  - Fleuve Penjina, golfe de Penjina

Éléments d'histoire de la Tchoukotka :
- Peuplement à l'âge de la pierre, en provenance d'Asie centrale et orientale
- Rautschuwagytgyn (de) (néolithique)
- Béringie, pont terrestre entre les deux continents, jusque vers -8000
- Présence tardive de mammouths sur l'île de Wrangel
- Puis, réchauffement, passage de la chasse aux mammouths à l'élevage du renne et à la chasse aux mammifères marins
- Nombreux restes de campements
- Harpon à bascule (Wrangel, -1750)
- Ancienne culture de la mer de Béring (OBS, de -200 à +500), culture de Punuk
  - en lien avec le Nord-Ouest de l’Alaska : culture de Birnirk, tradition Norton (en), site d’Ipiutak (en)
- Île Yttygran : site eskimo de l’Allée des baleines (-1700/1400), site d’Ekven, près d’Ouelen,
- Ostrog d'Anadyrsk (1649-1764)

Peuples actuels :
- Tchouktches (15 000, 28 %), Yupiks de Sibérie (<1 750, 3 %) : sur les côtes
- Youkaguirs (1 500) : intérieur des terres, essentiellement le long des rivières, sculptures youkaguir en écorce de bouleau (en)
- Koriaks (7 500) : côte sud-est (et au Kamtchatka)
- Russes (54 %), Ukrainiens (3 %)
- Autres peuples : Tchouvanes (< 1 000), Évènes (21 000, < 3 %)

### Est: presqu’île du Kamtachatka
Kraï du Kamtchatka (464 275 km2 pour environ 300 000 habitants), histoire du kraï du Kamthatka, histoire du Kamtchatka
La péninsule volcanique est peuplée dès le Paléolithique, vers -10 000 : Tchouktches, Koriaks (6 400), Itelmènes (1 900), Évènes.
- Mode de vie de chasseur-cueilleur, surtout pêche
- Site archéologique d'Itelmène (Petropavlovsk-Kamtchatski)
- Site du lac d’Uschki (de) (- 13 ka)
- Îles Komandorski (histoire des îles du Commandeur, île Béring), prolongement des Îles Aléoutiennes (Alaska)
- Traite de la fourrure maritime (surtout 1740-1870)

### Nord-Ouest: Sakha / Iakoutie
- République de Sakha (1922) (3 103 000 km2 pour 925 000 habitants), république socialiste soviétique autonome iakoute (1922-1992)
- Iakoutes (Sakhas, 466 000), parlant iakoute (langues turques sibériennes), ayant migré depuis Baïkal/Léna vers le Nord entre 900 et 1400
  - Tradition orale : olonkho (épopées iakoutes)
- Autres peuples régionaux : Evenks, Évènes, Dolganes, Youkaguirs, Tchouktches...
- Autres peuples : Russes (350 000), Ukrainiens (20 000), Tatars (8 000)...

Environnement :
- Mer de Sibérie orientale (bordière), histoire de la mer de Sibérie orientale, détroit Vostotchnii, Îles de Nouvelle-Sibérie…
- Mer de Béring (intercontinentale), détroit de Béring, îles Diomède
  - Béringie, Terrane arctique Alaska-Tchoukotka (en) (terrane)
- Mer des Laptev (bordière)
- Bassins des fleuve Iana, Indiguirka, Alazeïa, Kolyma
- Changement climatique dans l'Arctique

Éléments (sites, cultures) de l'histoire de la république de Sakha :
- Yana, Yana Rhinoceros Horn Site, -30 ka), rhinocéros/mammouth/bison/lion/lagopède, Anciens Sibériens du Nord (ASN/ANS)
- // Culture de Malta-Buret (-22/15 ka, Angara/Baïkal)
- Culture Sumnagin (8500-4500) pré-céramique, Léna/Iakoutie
- Culture Kitoi (6000-4000) (Angara)
- Culture Syalakh (en), Iakoutie/Léna, 5000-4000
  - Site de Belkachi (en)
- Culture Ymyyakhtakh (en) (2200-1300), Iakoutie/Léna
- Culture Ust-Mil (de) (1100-400), confluent Mil-Aldan, bronze
- Ruée vers l'or dans les années 1916-1930

La région d'extraction minière (or) de la Kolyma est également connue comme une part redoutable de l'Archipel du Goulag (Récits de la Kolyma).

### Est: Magadan
Oblast de Magadan (1953) (462 464 km2 pour une population d’environ 140 000 personnes (contre 390 000 avant 1990), dont 80 % Russes et 10 % Ukrainiens) : capitale Magadan (90 000 habitants, minerais d’or, argent, étain, tungstène, charbon ; port libre en hiver, zone d’exclusion jusqu’en 1991…
Repères pour l'histoire de l'oblast de Magadan
- Peuples autochtones (Évènes, Koriaks, Yupiks, Tchouktches, Orotches, Tchouvanes, Itelmènes), vivant traditionnellement de la pêche le long de la côte de la mer d'Okhotsk ou de l'élevage de rennes dans la vallée du fleuve Kolyma
- Haute-Kolyma, deux sites (21-11 ka), avec des restes de bifaces
- Soumnagine (ru), d’origine yakoute, (27-10 ka)
- Culture Ouolba (8800-8300)
- Culture Siberdik (9500-6300)
- Néolithique (4500-) : Haute-Kolyma, Haute-Omolon et rives de la mer d'Okhotsk
- Sites Koriaks (et Alioutors), renniculture
- Site de Bolchoï Elgakchan (bronze)
- Culture d'Okhotsk (en) (Ier millénaire), sans doute pré-Nivkhes
- Culture Tokareva (de -650 à +450), golfe du Taouï, baie de Gizhigin (en), péninsule de Koni (en), (près des Koriaks et Évènes)
- Âge de fer, en provenance de Iakoutie et du Primorié, sur les côtes d’Okhotsk, avec des items des cultures Dorsetet et Katchemak (d’Alaska)
- Ostrog d’Aklansk (1669), pour soumettre les Koriaks du golfe de Penjina (estuaire de la Penjina dans la mer d’Okhotsk)
- La région Kolyma, centre majeur d'extraction minière au cours du XXe siècle grâce au travail forcé (goulag)
- Okrug autonome Koryak (1931-2005)
- 1953 : ouverture de la route R504, dite route des os (Dalstroï, goulag)

### Centre Est: Khabarovsk
Kraï de Khabarovsk (1938) (787 633 km2 pour 1 300 000 habitants, dont 90 % Russes) : capitale Khabarovsk (1858, 620 000 habitants)
Histoire du kraï de Khabarovsk :
- Peuplement au mésolithique
- Culture Gromatukha (Goly Mys-4) (13-12 ka AEC), lac Oudyl
- Culture néolithique d'Ossipovka, chasseurs nomades du Bas Amour, objets en siltite et en jade
- Pétroglyphes de Sikatchi-Alyan (en) (12-9 ka)
- Tribus paléo-sibériennes et toungouses
- Vers 1000, Jürchens Haidong (Jürchens sauvages, Yeren, appellations chinoises), Mandchous-Toungouses, et/ou Nanaïs, Evenks, Néguidales, Oroqen et Nivkhes
- Au Sud, vivent des tribus mongoliques ou toungouses Shiwei (en) et Heishui Mohe (en)
- Vers 1600 : Daurs, Evenks, Natks, Nivkhes (Giliaks)
- Cabane d’hivernage (1647) devenu ostrog de Kossoï Ostrojok (Okhotsk  (1649), cité portuaire dès 1731, et principal port russe de la mer d’Okhotsk
- Cabane d’hiver cosaque d’Achansk (1651, Khabarovsk)
- Conflit frontalier sino-russe (1652-1689)
- Annexion au traité d'Aïgoun (1858)

### Est: Sakhaline
Oblast de Sakhaline (1932) (87 101 km2 pour environ 500 000 habitants), capitale Ioujno-Sakhalinsk (1882, 200 000 habitants)
- Océan Pacifique, mer d'Okhotsk, détroit de Tatarie, mer du Japon

Repères pour l'histoire de l’Île et de l’oblast de Sakhaline :
- Culture autochtone néolithique de Sakhaline
- Culture de Susuya (en)
- Culture d’Okhotsk (en)
- Royaume nommé Xuanguo (peuplé d’Aïnous et de Nivkhes), selon le Livre des monts et des mers (Shanhaijing, version Han entre -200 et +200)
- Peuplement initial (moderne : Ainous, Evenks, Nivkhes, Orotches, Oroks) rapidement submergé
- Invasions mongoles de l'île de Sakhaline (1264-1308), pour défendre leurs alliés Nivkhes contre leurs ennemis Aïnous : récit de Nichiren
- Paix mongole
- Protectorat chinois, au moins de la dynastie des Jin postérieurs (1616-1636), Mandchous/Jürchens
  - Sahaliyan Ula (Heihe), vestiges de la cité nouvelle de Aihui
- En 1679, les Japonais expansionnistes s’installent au Sud
- Fort Mourav'evskii (1853), future Korsakov (1905), traité de Shimoda (1855)
- Guerre russo-japonaise (1904-1905), traité de Portsmouth (1905) accordant aux deux pays une moitié de l’île de Sakhaline, au 50e parallèle Nord
- Oblast de Sakhaline (1909, puis 1947), préfecture japonaise de Karafuto (1907-1945)
- Invasion soviétique de Sakhaline (1945), dans le cadre de la guerre soviéto-japonaise (1945), à la fin de la guerre du Pacifique (1941-1945)
- Évacuation japonaise de Karafuto et des îles Kouriles, invasion des îles Kouriles (1945), non-règlement du contentieux relatif aux îles Kouriles

### Sud-Est: Primorié
- Kraï du Primorié (1938) (164 673 km2 pour environ 2 millions d'habitants, Russes à 88 %) : capitale Vladivostok (1859) (600 000 habitants)

Préhistoire du Primorié :
- Grotte de Tchertovy Vorota (9400-7200, Primorié), ‘’grotte de la porte du diable, textiles, poterie, coquillages
- Grotte de Possiet, 5 millénaires d’occupation
- Culture d'Ossinovka (35000-28000))
- Culture d'Oustinovka (16000-8000)
- Culture de Roudnaïa (5500-4000)
- Culture de Zaïssanovka (3000-800)
- Culture de Boïsman (3000-1000) (// Jeulmun (Corée))
- Culture de Margaritovka (1500-1000), bronze
- Culture de Sini Gaï (1000-500), bronze
- Culture de Lidovka (900-500), bronze
- Culture de Yankovski (900-500), fer
- Culture de Kroounovka (700-300), fer
- Culture Yilou (300-600)
- Cultures d’Olga et de Poltsé (Amour, de 600 à +100)
- Autres peuples : Yilou, Sushen (de culture de Xituanshan), Puyŏ
- Culture du poignard de bronze (Liaoning, de -800 à + 200)

Moyen Âge du Primorié :
- Culture Mohe (600-1000), toungouze
- Culture Balhae (698-926), royaume de Dongdan (926-936), dynastie Liao (907c-1125), Xia orientaux (1215-1233)
- Empire mongol (1234(1294), dynastie Yuan (1234-1368), Mandchourie des Yuan (1271-1368), dynastie Yuan du Nord (1368-1635)
- Mandchourie des Ming (1338-1616), unification des Jürchens (1583-1619)
- Dynastie des Jin postérieurs (1616-1636), transition des Ming aux Qing (1618-1683), dynastie Qing (1644-1912)

Histoire du Primorié :
- Arrivée des Russes en 1655
- Tannu Uriankhai (Touva, 1757-1911)
- Oblast de Primorié (1856)
- Port franc de Vladivostok (1861-1909)
- Guerre des Manzs (1868)
- Armée des Cosaques de l'Oussouri (1889-1922)
- Forteresse de Vladivostok (1889-1898)
- Musée-réserve d'État unifié de l'histoire de l'Extrême-Orient Vladimir K. Arseniev (1890)
- Gouvernement provisoire de Priamour (1921-1922, guerre civile russe (1917-1921)
- Météorite de Sikhote-Aline (1947)
- Incident de Dalnegorsk (1986, possible impact cosmique)

### Sud: Amour (Mandchourie-Extérieure), Birobidjan
Oblast de l'Amour (1932, 361 913 km2, 800 000 habitants environ en 2024, Russes à 92 %), capitale Blagovechtchensk (1856, 225 000 habitants)
- Culture de Selemdja (Paléolithique supérieur, du nom de la rivière Selemdja, 25-10 ka AEC, associée aux ancêtres des peuples paléo-asiatiques
  - Site d'Oust-Oulma (-21300 environ)
- Cultures néolithiques de la Chine du Nord-Est (6-3 ka AEC, Mongolie intérieure, Liaoning) : culture de Xinglongwa, culture de Xinle, culture de Hongshan

Histoire de la Mandchourie, Mandchourie-Extérieure (ou Mandchourie russe), histoire de l’oblast de l’Amour :
- Shiwei (peuple) (en), mongolique, semi-nomade, descendant du peuple mongol Xianbei, proche des peuples toungouses (Mohe et Khitans) plus tard considérés comme de monde mongol-tatar
- Peuple des Jürchen, ancêtres des Mandchous, parlant des langues toungouses (réputées altaïques)
- Histoire des Khitans / Liao (en) (388-1211), peuples mongols des steppes
- Dynastie Liao (907/916-1125, Empire/État Khitan)
- Dynastie Jin (1115-1234), Jürchen
- Empire mongol (1206/1234-1294)
- Invasion mongole de la dynastie Jin (1211-1234)
- Xia orientaux (1215-1233)
- Dynastie Yuan (1234/1271-1368), d’origine mongole, partie orientale de l’Empire mongol éclaté
- Dynastie Ming (1368-1644), ethniquement chinoise (Han), Mandchourie sous le contrôle de la dynastie Ming
- Dynastie des Jin postérieurs (1616-1636)
- Dynastie Qing (1644-1912), d’origine mandchoue, Mandchourie sous le contrôle de la dynastie Qing
- Fort d’Albazino conquis en 1651 au détenteur précédent, refait, assiégé, détruit, et rasé en 1686
- État de Jaxa (1665-1674/1685), micro-État, de capitale Albazino, peuplé de Polonais, d’Ukrainiens, d’Evenks et de Daurs, à gouverneur polonais, finalement annexé par la Chine Qing
- Conflit frontalier sino-russe (1652-1689), Chinois de Sibérie
- Siècle d'humiliation chinoise (1839-1949)
- Traité de Kiakhta (1727), traité de Goulja (1851), traité d'Aïgoun (1858), convention de Pékin (1860), traité de Nertchinsk (1689), traité de Tarbagatai (en) (ou de Chuguchak, 1864), traité de Saint-Pétersbourg de 1881
- Annexion de la rive gauche de l'Amour (1858-1860), Soixante-quatre villages à l'est du fleuve (1858-1991, Abagaitu, Bolchoï Oussouriisk, Île Zhenbao)
- Oblast de l'Amour (1858-1920), armée des Cosaques du fleuve Amour (1858)
- Révolte des Boxers (1899-1901), invasion russe de la Mandchourie (1900), Protocole de paix Boxer (1901)
- Chemin de fer de l'Est chinois (1903, russe), Société des chemins de fer de Mandchourie du Sud
- République d'Extrême-Orient (1920-1922), république socialiste soviétique (guerre civile russe (1917-1921))
- Incident de Mukden (1931), invasion japonaise de la Mandchourie (1931), expansionnisme du Japon Shōwa
- Mandchoukouo(1932-1945, Empire du Japon)
- Offensive soviétique de Mandchourie (1945) évacuation japonaise du Mandchoukouo
- Conflit frontalier sino-soviétique de 1969

L’oblast autonome juif (1934-présent) (36 266 km2 pour environ 180 000 habitants, dont 92,7 % de Russes ethniques en 2010, et 1 % de Juifs), capitale Birobidjan (75 000 habitants dans les années 2020), semble avoir perdu toute histoire ancienne, comme toute sa spécificité de sa récente identité juive.

### Sud-Ouest: Transbaïkalie / Daourie
- Kraï de Transbaïkalie (2008, 431 892 km2 pour une population d'environ 1 million d'individus, Russes à 90 %, Bouriates à 6 %)
- Capitale Tchita (1653, 350 000 habitants, ville fermée de 1930 à 1992)
- Baikalia (en), région autour du lac Baïkal, île d’Olkhon
- Transbaïkalie, région montagneuse à l'Est du lac Baïkal
- Daourie, pays des Daurs, de langue daur (langues mongoliques), Réserve naturelle de Daourie (1987)

Repères de l'histoire du kraï de Transbaïkalie :
- Peuplement au paléolithique (150-35 ka)
- Premières traces à Soukothino, rivière Gyrchelounka, près de Tchita et vers Oust-Ourlouk sur une rive de la Chilka
- Culture de Tolbaga (en) (34-1 ka AEC)
- Culture de Malta-Buret (26-17 ka)
- Poterie dès 10 ka AEC, près de Oust-Karenga
- Néolithique, vers -5000, influence de la Chine :  les habitants de Daourie améliorent chasse et cueillette par pêche et agriculture
- Kurykans (en) (Gǔlìgān), premiers occupants connus, sans doute Kirghizes de l’Iénisséï, peuple turcique Tiele
- Culture Kurumchi (en), avant les Sakas, métallurgie du fer, céramique
- Divers empires turcs et mongols se succèdent : Xiongnu, Xianbei, khanat Ruanruan, Khaganat turc, Khaganat ouïgour, Khaganat kirghize du Ienisseï
- Dynastie Liao (900-1125)
- Fin de domination étatique, confédération de diverses tribus semi-nomades.
- Dynastie Yuan du Nord pendant près de 300 ans
- Khanat oïrat, brève conquête de la région
- Vers 1500-1600 : peuples Kètes (Ostiaks), Evenks (toungouses), Hamnigan, tous tributaires des Bouriates
- Cosaques de Transbaïkalie (1609, reconnus en 1851 comme armée, destinée à contrôler la frontière avec la Chine
- Conquête de la Transbaïkalie à peu près achevée en 1609
- Ostrogs de Tchita (1653), de Nertchinsk (1654), de Kansk (1628, Krasnoïarsk)
- Conflit frontalier sino-russe (1652-1689), traité de Nertchinsk (1869)
- Migration des Daurs en 1656 au Sud dans la région d’Harbin
- Oblast de Transbaïkalie (1851-1922), comprenant la Bouriatie
- République d'Extrême-Orient (1920-1922) (guerre civile russe, 1917-1922)
- Conflit sino-soviétique (1929)

### Sud-Ouest: Bouriatie
De rattachement récent depuis le district fédéral sibérien
- République de Bouriatie (351 334 km2 pour environ 1 million d’habitants, dont 66 % de Russes, 30 % de Bouriates)
- Capitale Oulan-Oudé (436 000 habitants, fermée aux étrangers jusqu’en 1991)
- Bouriates, ethnie mongole, de 515 000 individus (contre 30 000 en 1625), dont la moitié seulement en république de Bouriatie.

Éléments de l'histoire de la Bouriatie :
- Pétroglyphes sur le Mont Baga-Zarya
- Site de Tuyana (Archan, rive droite de la rivière Irkout, vallée de la Tounka, dépression de Tounka, rift Baïkal)
- Culture des tombes en dalles (de) (1300-300), Transbaïkalie, Nord-Mongolie), proto-mongoles
- Confédération proto-mongole Xiongnu (de -250 à +93), site archéologique d’Ivolga (en)
- Confédération proto-mongole Xianbei (93-250/450)
- Confédération Ruanruan (350c-560), de la Mandchourie au Turkestan,
- Khaganat turc oriental (581-630),
- Khaganat kirghize du Ienisseï (693-1207, Khakas)
- Khaganat ouïgour (744-848)
- Khitans, Kara-Khitans, dynastie Liao (907-1125), de langue mongole
- Empire mongol (1206-1243/1294),
- Horde d'or (1243-1502),
- Dynastie Yuan du Nord (1368-1635)
- Épopée du roi Gesar
- Ostrogs : Selenguinsk (1665), Oulan-Oudé (1678) autour de la cabane d’hiver (1666)
- Université d'État de Bouriatie (1932, Oulan-Oudé)
- Musée ethnographique dOulan-Oudé (en) (1973)